# وكيع بن الجراح
الْإِمَامُ الْحَافِظُ أَبُو سُفْيَانَ وَكِيعُ بْنُ الْجَرَّاحِ بْنِ مَلِيحِ بْنِ عَدِيِّ بْنِ فَرَسِ الرُّؤَاسِيُّ الْكُوفِيُّ ويُعرف اختصارًا بـ وكيع بن الجراح () أو وكيع (128 – 10 محرم 197هـ / 745 – 24 سبتمبر [أيلول] 812م) عالم مسلم ومُحدِّث من الطبقة التاسعة ومن أتباع التابعين ومُفسِّر من القرن الثاني الهجري وفقيه من أهل الكوفة.
عاصر وكيع أواخر عهد الدولة الأموية وبداية نشأة الدولة العباسية وفي تلك الفترة سادت الفتن والاضطرابات وظهور الدعوة العباسية على الساحة في خراسان بقيادة أبي مسلم الخراساني، وحُسم الصراع بين الأمويين والعباسيين في موقعة الزاب الكبرى في سنة 132هـ/750م التي انتهت بهيمنة بني العباس على ديار الخلافة وبسط نفوذهم فيها، عاصر وكيع الحقبة الأولى من الدولة العباسية من خلافة السفاح إلى خلافة الأمين، تُعد هذه الفترة أرقى درجات الوحدة والتضامن والتقدم والازدهار للعالم الإسلامي وارتفعت فيها الحركة العلمية والأدبية، وظهرت عدة مراكز علمية في ديار الخلافة في الحجاز والعراق والشام ومصر وارتحل وكيع مرات عديدة لهذه المراكز فاستطاع أن يُكوِّن ثورة علمية انتفع بها كثير ممن جاء بعده.
يُنسب وكيع لبني رؤاس بن كلاب وهم من قيس عيلان فيُقال له "الرؤاسي" واختُلف في أصوله فقيل أنه من قرية أبة من قرى أصبهان، وقيل أنه من أحد قرى نيسابور، وقيل من بلاد السُّغْد، وقيل وُلد في الكوفة، واختُلف في تاريخ مولده فقيل أنه وُلد في سنة 119هـ، وقيل في سنة 127هـ، وقيل في سنة 128هـ، وقيل في سنة 129هـ، اشتُهرت أسرته بطلب العلم الشرعي وخصوصًا في علم الحديث، فكان والده الجراح بن مليح من رُواة الحديث من الطبقة السابعة وأخوه مليح بن الجراح من طلاب العلم وابنه سفيان من رواة الحديث وحظي بنو عمومته بالعلم الشرعي مثل زهير بن عبد الله الرؤاسي، ومحمد بن ربيعة الكلابي الرؤاسي، بريد بن عبد الله أبو بحر.
باكر وكيع بطلب العلم بعمر ثمانية عشر سنة واستبشره سليمان الأعمش وسفيان الثوري فتتلمذ على يديهما وتعلم النحو والحديث، ثم ارتحل من الكوفة إلى المراكز العلمية الأخرى في الحجاز والشام ومصر، اكتسب من هذه الرحلات معرفته بأحوال الرجال وطرق الحديث والفقه والعقيدة فكوَّنت شخصيته العلمية التي ارتحل كثير من الطلاب لتتلمذ على يديه، ومن أشهر مشايخ وكيع: سفيان الثوري وسليمان الأعمش وإسماعيل بن أبي خالد وسفيان بن عيينة وشعبة بن الحجاج وعبد الرحمن الأوزاعي وعبد الله بن عون وابن جريج ومالك بن أنس وأبو حنيفة النعمان، ومن أشهر تلامذته: أحمد بن حنبل وعبد الله بن المبارك وأبو بكر بن أبي شيبة وعثمان بن أبي شيبة وهناد بن السري.
لوكيع أقوال عديدة في العقيدة الإسلامية وكان على عقيدة أهل السنة والجماعة، فله أقوال كثيرة في المسائل الخلافية بين الفرق العقائدية الأخرى ينتصر فيها لقول أهل السنة والجماعة، واتَّخذ موقفًا معارضًا لبعض هذه الفرق مثل الجهمية والرافضة والقدرية والحرورية والمرجئة، ويُعدُّ قول وكيع حُجَّة عند العلماء، واتُّهم وكيع بالتشيع ورماه بعض العلماء بذلك لتقديمه باب فضائل علي على باب فضائل عثمان في كتابه فضائل الصحابة، اختُلف في مذهب وكيع الفقهي فقيل أنه حنفي، وقيل حنبلي، وقيل ثوري، وقيل مجتهد مستقل لم يكن مُقلِّدًا لأحد من الأئمة الأربعة، وكانت أقواله الفقهية مستشهدةً بالكتاب والسنة دون الرأي والقياس، انتقد العلماء وكيع لملازمته شرب نبيذ الكوفة من التمر الذي يُسكِّر الإكثار منه وكان يشربه متأولًا ويرى بأحليته مثل كثير من فقهاء الكوفة، واتُّهم في مسألة الخروج بالسيف.
يُعدُّ وكيع بن الجراح من الأوائل الذين صنَّفوا في علوم القرآن والسنة والفقه والتاريخ، ومؤلفاته لها دور في ضبط قواعد وأصول العلوم الشرعية، وسار على منهج ابن أبي زائدة في التصنيف وروى العلماء مرويات وكيع في كتبهم واقتبسوا من كتبه، ومن أشهر مؤلفاته: التفسير، وكتاب الأشربة، وكتاب الزهد، وكتاب السنن، وكتاب الغرر، وفضائل الصحابة، والمسند، والمشيخة، والمصنف، والمعرفة والتاريخ، ونسخة وكيع عن الأعمش، وكتاب الهبة وكتاب الصلاة.
لم يعمل وكيع عملًا رسميًا وعُرض عليه القضاء من الخليفة هارون الرشيد ولكنه رفض، كانت حالته ميسورة واكتفى بإمامة أحد مساجد الكوفة، واتُّصف بالأخلاق الإسلامية المُستمدة من السنة النبوية وتحلَّى بعفة اللسان والهيبة والحلم والوقار والشفقة والصبر وسعة الصدر والكرم والتواضع والسخاء، وكان حريصًا على الأمر بالمعروف والنهي عن المنكر، وله نصيب وافر من العبادات وكان يُضرب به المثل في الزهد والخشوع، وعبادته كانت من صلاة وصيام واعتكاف واستغفار وقراءة القرآن، وحجَّ وكيع مرات عديدة فقيل أنه حجَّ سبعين حَجَّة وقيل أربعين حجة، وفي صفاته الخَلْقية فإنه كان أعور العين وأسمر اللون وسمينًا ضخمًا.
وقعت محنة لوكيع في مكة في سنة 184هـ وقيل في سنة 185هـ، فإنه روى حديثًا عن وفاة النبي صوَّر فيه ما وقع للنبي، وهو حديث منكر منقطع الإسناد، ظنت قريش وأهل مكة أن الحديث يستنقص من قدر النبي فاجتمعوا عند الوالي وقرروا صلب وكيع، دافع عنه سفيان بن عيينة ونصح الخليفة هارون الرشيد ووالي مكة بعدم قتلهم لوكيع، استجابوا لنصيحته وأطلقوا صراحه فانطلق وكيع من مكة إلى المدينة المنورة، علم أهل المدينة بما حصل بوكيع في مكة فأرادوا رجمه ولما علم وكيع بما يدبرون له أهل المدينة، رجع إلى الكوفة عبر طريق الربذة، في أواخر عمر وكيع، أدَّى مناسك الحج وأثناء عودته إلى الكوفة، أُصيب بداء البَطَن ولم يستطع استكمال مضيه إلى الكوفة فنزل في فيد، كان معه ابنه مليح وأحيانًا يزوره بعض العلماء اطمئنانًا على حاله، اختُلف في سنة وفاة وكيع فقيل أنه تُوفِي في سنة 193هـ، وقيل في سنة 196هـ، وقيل في سنة 197هـ، وقيل في سنة 198هـ، وقيل في سنة 199هـ، وكانت وفاته في يوم عاشوراء ودُفن بفيد.
كان لوكيع إلمام في مختلف العلوم الشرعية وأثبت العلماء الإمامة له في كثير من جوانبها، من أبرزهم علوم الحديث والفقه والتفسير، وفي الحديث فكان عالمًا بروايتها ونقدها واشتُهر بها، وسار على مناهجه الخاصة في تلقِّي علم الحديث، وكان وكيع من الذين يُعتد بقولهم في علم الجرح والتعديل وفي علل الحديث، بالرغم من حرصه وشدَّته في رواية الأحاديث إلا أنه أخطأ في بعض الأحاديث وأكثر أخطاءه تكون في أسماء الرواة وكناهم ونحوها، وقليلًا ما يقع في التصحيف لضعفه في اللغة العربية، كان وكيع إمامًا في الفقه ووصفه بعض العلماء بالفقيه إلا أن أقواله الفقهية قليلة، وفي التفسير فإنه يُعد من كبار المفسرين في عصره وله علم واسع في التفسير والقراءات واعتمد أسلوب التفسير بالمأثور في إيراده تفسير الآيات، نتيجة لمكانته العلمية اتفق العلماء على إمامته وعلمه وفضله مع حفظه وورعه وأثنى عليه علماء عصره وممن جاء بعدهم.

## عصره

### الحالة السياسية

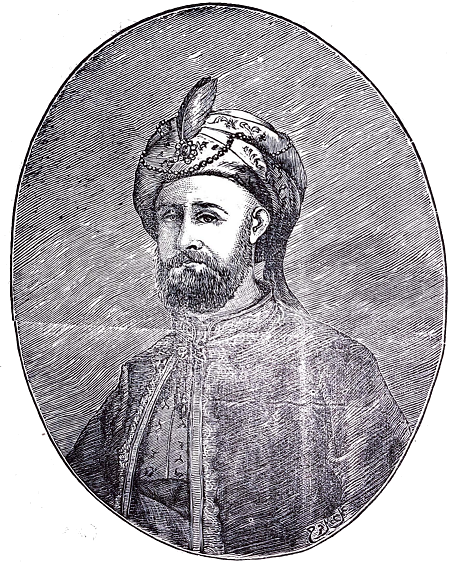
رسم تخيُّلي لخامس خلفاء بني العباس أبو جعفر هارون الرشيد (1899م)، من أبرز خلفاء الدولة العباسية الذين عاصرهم وكيع.

عاصر وكيع أواخر عهد الدولة الأموية وبداية نشأة الدولة العباسية، وفي أواخر خلافة الدولة الأموية كانت الدولة تمرُّ بمشاكل كثيرة ومن أبرزها صراع الأسرة المروانية فيما بينهم على الخلافة بعد مقتل الوليد بن يزيد بن عبد الملك بن مروان واستغل أعداءهم من الخوارج والشيعة والعباسيين هذا الصراع فثاروا عليهم في عدَّة مواطن في اليمن والعراق والحجاز وخراسان، آلت موازين الصراع المرواني لمروان بن محمد آخر خلفاء بني أمية وفي خلافته سادت الفتن والاضطرابات وظهور الدعوة العباسية على الساحة في خراسان بقيادة أبي مسلم الخراساني، ومع اتِّساع رقعة الدعوة انضم لها كثيرٌ من المسلمين والموالي، وقَويَ أمر أبي مسلم في خُراسان حتى ضعُف أمر واليها نصر بن سيار الكناني فهرب نصر من خراسان إلى الري ثم إلى ساوة وتُوفِي بها فخضعت بلاد خراسان لأبي مسلم، وما زاد الطين بلة على الأمويين هو ظهور قحطبة بن شبيب الطائي في العراق الذي قاد الجيش العباسي إلى العراق واصطدم بالجيش الأموي بقيادة الوالي ابن هبيرة فغلبه وهمَّ قحطبة بدخول الكوفة إلا أنه غرق في نهر الفرات فدخلها الجيش العباسي بقيادة ابنه حميد في ربيع الأول من سنة 132هـ/أكتوبر (تشرين الأول) 749م، بويع أبو العباس عبد الله بن محمد السفاح بالكوفة في ليلة الجمعة 12 ربيع الآخر 132هـ/أكتوبر (تشرين الأول) 749م من قبل الخراسانية والناس ليصبح أبو العباس السفاح أول خلفاء الدولة العباسية، توالت على مروان بن محمد رسائل الهزائم والنكبات من قبل رجاله فأعلن مروان التعبئة العامة في الشام وحشد أهل بيته وسار بهم إلى نهر الزاب وهناك التقى بالجيش العباسي بقيادة عبد الله بن علي العباسي (عم السفاح)، فوقعت بينهما موقعة عنيفة في 11 جمادى الآخرة 132هـ/25 يناير (كانون الثاني) 750م استمرت أحد عشر يومًا انتهت بهزيمة مروان ومطاردته من قبل العباسيين وانتهى به الأمر مقتولًا على يدهم وبذلك نشأت الدولة العباسية على حساب الدولة الأموية وبسطت نفوذها على ديار الخلافة.
عاش وكيع في الحقبة الأولى من الدولة العباسية من خلافة أبو العباس السفاح في سنة 132هـ/750م إلى خلافة محمد الأمين في سنة 197هـ/812م، واتُّصفت هذه الفترة بالقوة والاستقلال التام للخلافة ومثَّل هذا العصر تسعة خلفاء وهم: السفاح (132 – 136هـ) والمنصور (136 – 158هـ) والمهدي (158 – 169هـ) والهادي (169 – 170هـ) والرشيد (170 – 193هـ) والأمين (193 – 198هـ) والمأمون (198 – 218هـ) والمعتصم (218 – 227هـ) والواثق (227 – 232هـ)، وفي خلافتي السفاح والمنصور قضا الاثنان أكثر وقتهما في تصفية خصومهم فانشغل السفاح بتصفية الأمويين وانشغل المنصور بتصفية خصومه المنافسين من أقاربه مثل عمه عبد الله بن علي العباسي ومن بني عمومته العلويين ومن حلفاءه مثل أبي مسلم الخراساني واستراح الاثنان من خصومهما، وفي خلافتي المهدي والهادي كان عصرهما آمنًا ورفهًا للمسلمين واهتما بالشؤون الدينية وتتبع الزنادقة والملحدين والقضاء عليهم، وفي خلافة الرشيد وصلت الخلافة العباسية إلى أرقى درجاتها وارتفعت فيها الحركة العلمية والأدبية وتمتّع العالم الإسلامي بالوحدة والتضامن والتقدم والازدهار، فعاش وكيع بهذا العصر المستقر واستطاع طلب العلم والحديث والارتحال لطلبها في مختلف الديار الإسلامية بسهولة ويُسر، وكان وكيع يرى عدم مخالطة السلاطين وكان يترك رواية من يخالطهم مثل إسماعيل بن علية وهشيم.

### الحالة الاجتماعية
تكوَّن المجتمع من العرب والعجم والرقيق، فأمّا العرب تضاءل نفوذهم في العصر العباسي وأثرهم في المجال السياسي والعسكري لاعتماد العباسيين على العجم عوضًا عنهم، ومن العجم قوميات وطوائف دينية مختلفة ومن القوميات الفرس والروم والترك الذين أسلموا في مصر والشام وغيرهم، ومن الطوائف الدينية اليهودية والمسيحية والمجوسية الذين يُعرفون بأهل الذمة وتمتعوا بالتسامح الديني بحيث لم تتدخل حكومة الخلافة في شعائرهم الدينية، واختلط العرب المسلمون بالعجم فتأثروا بعاداتهم وتقاليدهم وظهر تأثيرهم في مأكلهم ومشربهم وملبسهم ومسكنهم وسلوكهم وأخلاقهم وأدبهم وأصبحت بيوت الخلفاء والأمراء والأغنياء تملؤها الأجناس غير العربية مما خفَّف من صوت العصبية العربية، وسببت قلة العصبية العربية في ظهور الشعوبية وهي ظاهرة تقوم عند الشعوب الأعجمية في المفاخرة على العرب وترى بعدم تفضيل العرب على غيرهم وقد تصل للاحتقار بهم، وانتشر الرقيق في العصر العباسي لكثرة أسرهم في الحروب وتجارتهم في إيران وخُراسان وما وراءهما وفي الدولة البيزنطية، وازدهر النشاط الاقتصادي في العصر العباسي وزادت إيرادات بيت المال وارتفع مستوى الدخل عند بعض الأفراد فأدى ذلك إلى انتشار الترف والبذخ وكانت خزائن الدولة هي المُهيِّئة للترف لما تحمله من الذهب والفضة وكانت أغلب أموال هذه المؤسسات تُنفق على الخلفاء والأمراء والوزراء والعمال والجنود والمقربين منهم من الأدباء والعلماء، ومع هذا الترف ظهر من العلماء الزهاد والعُبَّاد والآمرون بالمعروف والناهون عن المنكر يرغبون الناس في الآخرة وما أعد الله لهم وعلى إثر هذا ظهرت عدَّة مؤلفات في الزهد ومن ضمنها كتاب الزهد لوكيع.

### الحالة العلمية

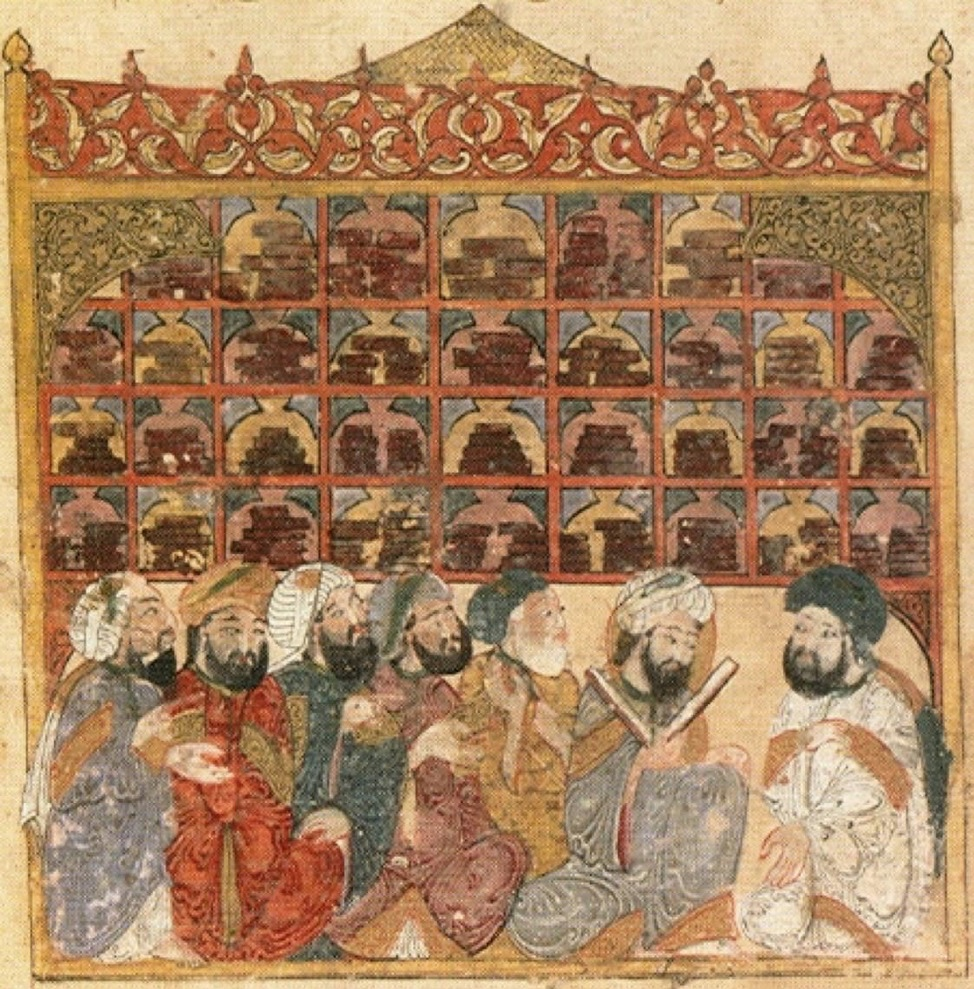
رسم لطلاب في مكتبة بيت الحكمة مستوحاة من كتاب مقامات الحريري، بريشة يحيى الواسطي من القرن الثالث عشر الميلادي.

اتسعت نفوذ الخلافة في العصر العباسي ودخلت الشعوب الأعجمية في الإسلام بلغاتهم وسلوكياتهم وثقافاتهم ومشاكلهم الأسرية منها المعاملات وبسبب هذه العوامل ظهرت عدَّة مؤلفات لحلها فأُلِّفت كتب في النحو والصرف لتعريب ألسنة المسلمين الأعاجم وأُلِّفت كتب في مكارم الأخلاق لتقوِّم ما في ثقافتهم وسلوكياتهم من مخالفات للإسلام مثل الغيبة والنميمة والسرقة وشرب الخمر والربا والزنا وأُلِّفت كتب في الفقه وأصوله لتحل المشاكل الاجتماعية، وفي هذا العصر برزت حركة الترجمة للكتب اليونانية والفارسية والهندية إلى اللغة العربية في بيت الحكمة وتنوعت علوم هذه الكتب من الفلسفة والطب والإلهيات والحساب والمنطق والموسيقى والهندسة وقد احتوت هذه الكتب على أفكار وعقائد مخالفة للعقيدة الإسلامية وتأثرت بها بعض الفرق مثل الخوارج والرافضة والناصبية والقدرية والمرجئة والجهمية ونشروا تلك الأفكار في مؤلفاتهم وفي وضع الحديث على النبي ﷺ، واجه العلماء المسلمون هذه الأفكار بعلم الجرح والتعديل ليمنعوا الوضَّاعين والكذابين وكان وكيع أحد أئمة هذا العلم، كما احتوى هذا العصر على عدد من المراكز العلمية ومن أهمها منطقة الحجاز الذي برز فيها علم الحديث والفقه ونتيجة اتصالها بالعالم الإسلامي بسبب الحج في مكة والمدينة فكان العلماء الحجّاج ينتهزون الفرصة لزيارة علماء البلدتين، ومن علماء مكة: عبد الملك بن جريج وسفيان بن عيينة والفضيل بن عياض، ومن علماء المدينة: مالك بن أنس ومحمد بن عمر الواقدي، وفي العراق برزت مختلف فروع العلوم الشرعية من الحديث والفقه والتفسير وفروع العلوم التطبيقية من الفلسفة والرياضيات والطب وفروع علوم اللغة العربية من النحو والصرف، ومن أشهر علماء العراق: سفيان الثوري والخليل بن أحمد وسيبويه والكسائي والفراء، وفي الشام برزت فيها علوم القرآن والفقه والحديث ومن أعلامها: عبد الرحمن الأوزاعي، وفي مصر برزت علوم القرآن والفقه والحديث والقراءات والتاريخ وكان مركزها في مسجد عمرو بن العاص بالفسطاط ومن أعلامها: الليث بن سعد وورش وعبد الملك بن هشام، وعُرف هذا العصر بالتدوين ودُوّنت علوم الحديث والفقه والتفسير وقال الشمس الذهبي: «في هذا العصر شرع علماء الإسلام في تدوين الحديث والفقه والتفسير، وصنف ابن جريج التصانيف بمكة، وصنف سعيد بن أبي عروبة وحماد بن سلمة وغيرهما بالبصرة، وصنف أبو حنيفة الفقه والرأي بالكوفة، وصنف الأوزاعي بالشام، وصنف مالك الموطأ بالمدينة، وصنف ابن إسحاق المغازي، وصنف معمر باليمن، وصنف سفيان الثوري كتاب الجامع، ثم بعد يسير صنف هشام كتبه، وصنف الليث بن سعد وعبد الله بن لهيعة، ثم ابن المبارك والقاضي أبو يوسف يعقوب وابن وهب، وكثر تبويب العلم وتدوينه، ورتبت ودونت كتب العربية واللغة والتاريخ وأيام الناس»، وفي وسط هذه الحركة العلمية نشأ وكيع فارتحل لطلب العلم وبقوة حفظه وعلميته استطاع أن يكوِّن ثروة علمية انتفع بها كثير ممن جاء بعده.

## نشأته

### اسمه ونسبه

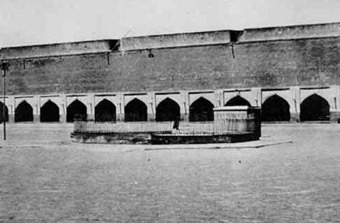
مسجد الكوفة بالعراق في سنة 1917م.

ذكر الحاكم الكبير في كتابه الأسامي والكنى نسب وكيع قائلًا: «وكيع بن الجراح بن مليح بن عدي بن فرس بن جمجمة الرؤاسي الكوفي»؛ ولم يزد في هذا.
وغيره رفعوا من نسبه إلا أنهم لم يذكروا جمجمة وقالوا في نسبه: «وكيع بن الجراح بن مليح بن عدي بن فرس بن سفيان بن الحارث بن عمرو بن عبيد بن رؤاس بن كلاب بن ربيعة بن عامر بن صعصعة بن معاوية بن بكر بن هوازن بن منصور بن عكرمة بن خصفة بن قيس بن عيلان بن مضر بن نزار بن معد بن عدنان».
وذكر ابن حبان في كتابه الثقات نسب وكيع قائلًا: «وكيع بن الجراح بن مليح بن عدي بن فرس بن جمجمة بن سفيان بن عمرو بن الحارث بن عمرو بن عبيد بن رؤاس الرؤاسي».
أثنى سليمان الأعمش على اسم وكيع ووصفه بالاسم النبيل، ويُكنّى وكيع بأبي سفيان، ولقَّبه الشمس الذهبي بمُحدِّث العراق، ويرجع نسبه لبني رؤاس بن كلاب وهم من قيس عيلان لهذا يُقال له الرُّؤَاسي. واختُلف في أصوله فقد قيل أنه يرجع إلى قرية من قرى نيسابور وقيل من بلاد السُّغْد، ورُوي عنه أنه قال: «ولدت بأبة قرية من قرى أصبهان».

### أسرته
نشأ وكيع بين أسرة علمية تميّزت بطلب العلم الشرعي واشتُهروا خصوصًا في علم الحديث، كان والده الجراح بن مليح ناظرًا على بيت المال بالكوفة في خلافة المهدي وببغداد في خلافة الرشيد، وكان أحد رُواة الحديث من الطبقة السابعة، واختلف العلماء في توثيقه، وأم وكيع هي بنت عمرة بن شداد بن ثور من رؤاس وهي امرأة ثرية ورث منها وكيع مائة ألف درهم، وكان أخوه مليح بن الجراح أحد طلاب العلم في الحديث وذكره ابن معين في تاريخه، ولوكيع من الأولاد ثمانية ذكور وهم: سفيان ومليح وأحمد ويحيى وعبيد وجراح وسليمان وإبراهيم، وممن روى منهم عن أبيه هم: سفيان ومليح وعبيد، وسفيان هو أكبر أبناء وكيع وبه كان وكيع يُكنّى ويُرجِّح الباحث محمد أحمد السيد القرشي أن سفيان بن وكيع سُمِّي بهذا الاسم نسبةً لسفيان الثوري، وقد حظي بنو عمومته بالعلم الشرعي مثل زهير بن عبد الله الرؤاسي؛ وثّقه أبو حاتم، وابن عمه محمد بن ربيعة الكلابي الرؤاسي؛ عدّه ابن حجر العسقلاني صدوقًا من الطبقة التاسعة، وأخيرًا من أقاربه ابن أخته بريد بن عبد الله أبو بحر.

### مولده
اختُلف في تاريخ مولده فقد قيل أنه وُلد في سنة 119هـ، وقيل وُلد في سنة 127هـ، وقيل وُلد في سنة 128هـ وهو قول أبي زكريا الأزدي ورُوي عن وكيع أنه سُئل عن تاريخ مولده فقال: «سنة ثمان وعشرين ومائة»، ورجّحه الباحثان محمد أحمد السيد القرشي وهيفاء بنت صالح بن طاهر بوقس، وقيل وُلد في سنة 129هـ وهو قول أكثر أهل العلم، وهو قول أحمد بن حنبل وأبي زرعة الدمشقي وأبي سليمان الربعي وابن أبي يعلى وابن الجوزي والشمس الذهبي والصلاح الصفدي والشمس الداودي ورُوي عن عبد الله بن أحمد بن حنبل أنه قال: «وكيع كان بينه وبين أبي نعيم سنة، هو أسن من أبي نعيم بسنة، ولد وكيع سنة تسع وعشرين، وأبو نعيم سنة ثلاثين»، ورجّحه الباحثان عبد الرحمن الفريوائي والخير الزركلي؛ واختُلف في مكان ولادته فقد رُوي عن وكيع أنه قال: «ولدت بأبة قرية من قرى أصبهان» في حين قال الزركلي في موسوعة الأعلام أن وكيع وُلد بالكوفة.

## طلبه للعلم

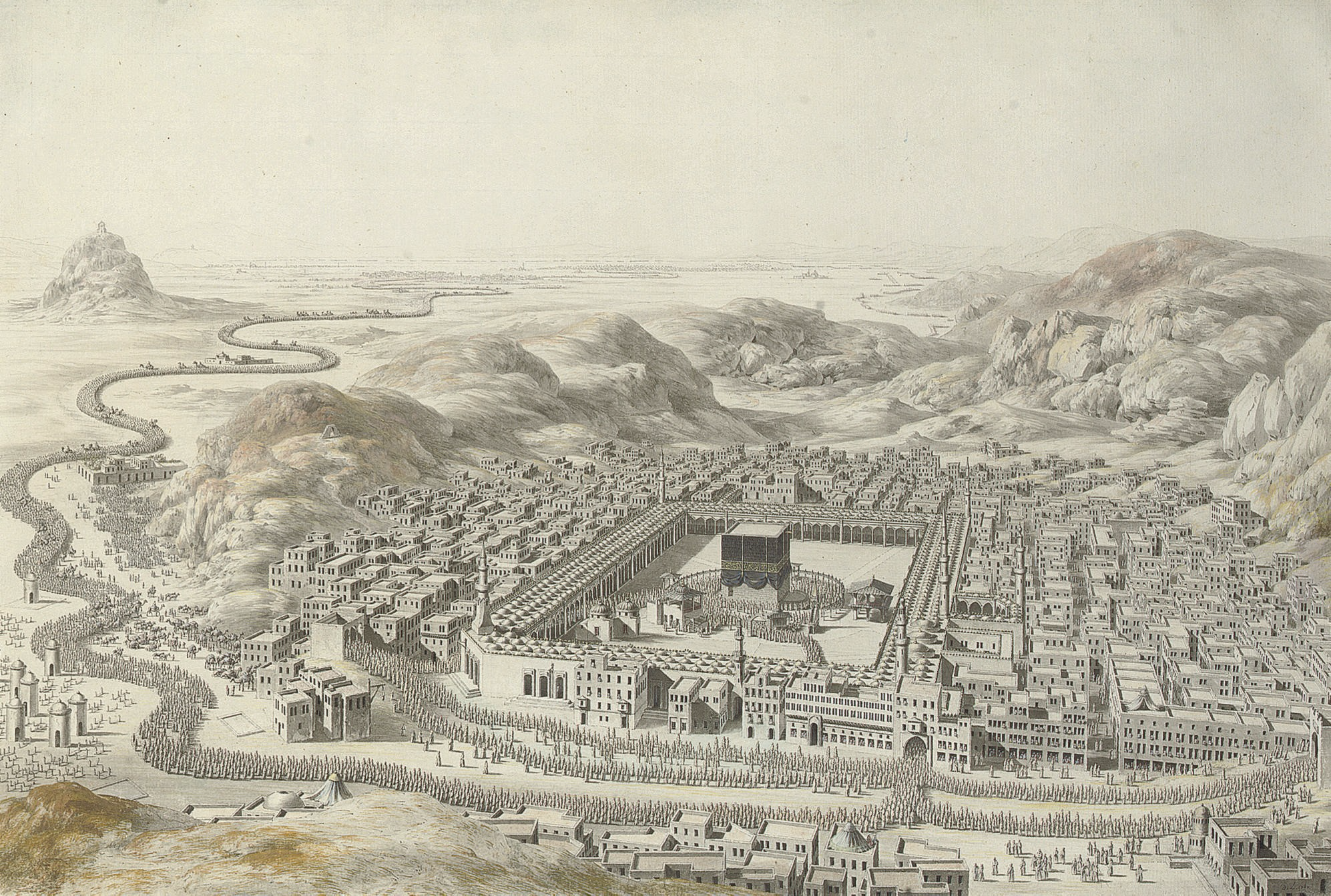
رسمٌ للمسجد الحرام في مكة قُرابة سنة 1787م، إحدى الأماكن التي ارتحل لها وكيع لطلب العلم.

باكر وكيع في طلب العلم فقد ذكر ابن جريج أن وكيع باكر بالعلم وهو بعمر ثمانية عشر سنة، وامتاز وكيع بحفظ حسن فكان سفيان الثوري يتعجّب من حفظه بالرغم من صغر سنه، واستبشر الثوري وسليمان الأعمش بمقدم وكيع فقد رُوي عن يحيى بن يمان أنه قال: «نظر سفيان إلى عيني وكيع، فقال: ترون هذا الرؤاسي؟ لا يموت حتى يكون له شأن»، وقال وكيع: «أتيت الأعمش فقلت حدِّثني فقال لي ما أسمك؟ فقلت وكيع، قال اسم نبيل ما أحسب إلا سيكون لك نبأ»، وكان والده الجراح حريصًا على إرسال وكيع إلى المحدّثين لطلب الحديث وكان في كل شهر يُعطيه عطاء الأعمش ليُحدّثه بخمسة أحاديث، وكان وكيع عجولًا في الكلام فيدغم ببعض الحروف مما يُسبِّب بعض التلحين في كلامه وانتبه الأعمش لتلحينه فعلَّمه النحو ثم الحديث، سار وكيع على منهج في حفظ الحديث وكان إذا أراد حفظه عمل به وقلَّل من المعاصي والذنوب فقد قال: «إذا أردتَ حفظ الحديث فاعمل به» واشتكى علي بن خشرم إلى وكيع من قلة الحفظ فقال له: «استعن على الحفظ بقلة الذنوب» وقال الشافعي في أبياته:

### رحلاته
يُعدُّ الارتحال لطلب العلم أحد صور تلقي العلم آنذاك فقد كان العلماء يرحلون المسافات الطويلة إلى مختلف المراكز العلمية الإسلامية ليلتقوا بأهل العلم طلبًا للحديث أو تيقُّنًا من إسناده أو طلب عُلُوه، سار وكيع على هذا النهج فرحل من الكوفة بعد أخذه من مشايخها إلى عدد من المراكز العلمية لطلب العلم وكان لهذه الرحلات تأثيرها في تكوين شخصية وكيع العلمية وإلمامه بأحوال الرجال وطرق الحديث وبالفقه والعقيدة، ومن المراكز التي ارتحل إليها هي مدينة بغداد ورحل إليها أكثر من مرة فمرة رحل إلى بغداد وأبوه الجراح كان على بيت المال، ومرة رحل إليها مع عبد الله بن إدريس وحفص بن غياث حيث أراد هارون الرشيد أن يولي أحدهم القضاء فامتنعا وكيع وابن إدريس وقبلها حفص، ورحل إلى البصرة في سنة 148هـ بعد وفاة الأعمش، ورحل إلى الأنبار مع أحمد بن حنبل وفي هذا السفر وجَّه له أهل الأنبار بعض الأسئلة، ورحل إلى واسط في سنة 185هـ ونزل عند أبي عمير الخزاعي، ورحل إلى عَبَّادان مرات عديدة وكانت أوّلها في سنة 185هـ وذكرها خليفة بن خياط في تاريخه، ورحل إليها ثانيةً في سنة 188هـ فقد رُوي عن عبد الله بن أحمد أنه قال: «وجدت في كتاب أبي بخط يده مات عبدة بن سليمان الكلابي سنة سبع وثمانين وخرج وكيع إلى عبادان سنة ثمان وثمانين»، ورحل إلى عبادان مرة ثالثة في سنة 189هـ في يوم موت عبد الأعلى السامي، وفيها التقى بالمفضل بن غسان وحماد بن مسعدة، وحدَّث وكيع بعبادان بنحو 1.500 حديث، يُرجِّح الباحث عبد الرحمن الفريوائي أن وكيع رحل إلى الموصل بسبب ذكره في كتاب تاريخ الموصل لأبي زكريا الأزدي، ورحل إلى طَرَسوس أو المَصِّيصة ثم دخل الشام فرحب بها أهلها وكان وُلاتها يستقبلونه وشَهِد وكيع الجمعة بدمشق فلمَّا سلَّم الإمام ازدحم الناس عند وكيع وظهرت آثار خضرة على جسده إثر الازدحام، وحدَّث وكيع بدمشق وروى عنه أحمد بن أبي الحواري وعبد الله بن أحمد بن ذكوان وهشام بن عمار، ورحل وكيع إلى مصر فقد أشار الطبراني في معجمه الصغير أن وكيع روى عن الحسن بن صالح بمصر، ورحل إلى بيت المقدس وأحرم منها إلى مكة فقد قال أبو داود في السنن: «يرحم الله وكيعًا! أحرم من بيت المقدس، يعني إلى مكة»، ورحل إلى مكة عدَّة مرات وكان في بعضها حاجًا وحدَّث بها فكان يجتمع إليه الناس، وفي المسجد الحرام ناظر عبد الرحمن بن مهدي بعد العشاء واستمرت المناظرة حتى أذان الفجر، وفيها وقعت محنته بسبب رواية حديث وفاة النبي ﷺ، ورحل إلى المدينة المنورة ولكنه لم يدخلها لأن أهل المدينة أرادوا رجمه بالحجارة لما وصلهم من أخبار المحنة في مكة فعاد وكيع إلى الكوفة؛ ويُرجِّح الباحث محمد أحمد السيد القرشي أن وكيع رحل أيضًا لفيد لورود أخبار عنه فيها أثناء مرضه.

## شيوخه

تخطيط اسم أبي حنيفة النعمان كما هو منقوش في المسجد النبوي.

أدرك وكيع عددًا كبيرًا من الشيوخ لتبكيره في تحصيل العلم ورحلاته المتكررة إلى مراكز العلم، وأخذ عن العلماء الذين فاقت شهرتهم في زمانهم، وكان أبو عبيدة عبد الرحمن بن واصل السدوسي الحداد يدله على المشايخ، وكان وكيع يُحدِّث عن مشايخ لا يعرفهم أصحابه فقد قال محمد بن عبد الله بن نمير: «كان وكيع يُحدِّث عن مَشَيَخة لا نعرفهم فكنا نسأل عنهم أبا نعيم»، وذكر الحافظ المزي في تهذيب الكمال شيوخ وكيع وبلغ عددهم 204 شيخ، وذكر ابن حجر العسقلاني 80 منهم في تهذيب التهذيب، ومن أشهر مشايخه:
- سليمان الأعمش
- سفيان الثوري
- سفيان بن عيينة
- شعبة بن الحجاج
- إسماعيل بن أبي خالد
- عبد الرحمن الأوزاعي
- عبد الله بن عون
- عبد الملك بن جريج
- مالك بن أنس
- أبو حنيفة النعمان
- هشام بن عروة
- سلمة بن نبيط
- سليمان بن المغيرة
- شبيب بن شيبة
- شريك بن عبد الله النخعي
- جرير بن حازم
- جعفر بن برقان
- حماد بن سلمة
- عبد الملك بن مسلم بن سلام
- نافع بن عمر الجمحي

## تلاميذه

تخطيط اسم أحمد بن حنبل كما هو منقوش في المسجد النبوي

كثُر تلاميذ وكيع والمرويين عنه وكان الطلاب يتزاحمون حول حلاقته العلمية ويرتحلون إليه فقد قال يحيى بن معين: «إنما كانت الرحلة إلى وكيع في زمانه»، ومن الرُّواة من هو أكبر سنًّا من وكيع وبعضهم من شيوخه، وكان وكيع يجل تلاميذه ويسأل عنهم وبالمقابل كان تلاميذه يجلونه ولا يرضون أن يُنتقص وكيع من أحد، وكان بعض تلاميذه يُنتسب إليه بالوكيعي لكثرة الاستماع منه والرواية عنه وذكرها السمعاني في كتابه الأنساب قائلًا: «الوكيعي: بفتح الواو وكسر الكاف وسكون الياء المنقوطة من تحتها باثنتين وفي آخرها العين، هذه النسبة إلى وكيع»، ذكر الحافظ المزي في تهذيب الكمال عددًا من طلاب وكيع وبلغ عددهم 114 طالب، وذكر ابن حجر العسقلاني 26 منهم في تهذيب التهذيب، ومن أشهر تلاميذه:
- سفيان الثوري
- عبد الله بن المبارك
- يحيى بن معين
- عبد الله بن الزبير الحميدي
- ابن أبي شيبة
- أحمد بن حنبل
- هناد بن السري
- ابن المديني
- أبو خيثمة
- ابن سعد
- عبد الله القعنبي
- سفيان بن وكيع
- مليح بن وكيع
- عبيد بن وكيع
- عبد الرحمن بن مهدي
- علي بن خشرم
- مسدد بن مسرهد
- قتيبة بن سعيد
- يحيى بن آدم
- محمد بن أبان بن وزير البلخي
- العباس بن غالب الوراق
- أبو جعفر أحمد بن أبي جرير الباباني
- أبو جعفر الجلاب الوكيعي الضرير
- أبو عبد الرحمن الوكيعي الضرير
- إبراهيم بن عبد الله العبسي
- عبد الله بن هاشم الطوسي
- أبو بكر الحسين بن محمد بن أبي معشر
- الحسين بن حريث
- محمود بن غيلان
- أبو سعيد الأشج
- أحمد بن أبي الحواري
- أحمد بن وكيع
- أحمد بن منيع البغوي
- إسحاق بن راهويه
- جراح بن وكيع
- الحسن بن عرفة العبدي
- خليفة بن خياط
- عثمان بن أبي شيبة
- علي بن حرب الطائي
- أبو كريب محمد بن العلاء
- نعيم بن حماد
- محمد بن إدريس الشافعي[ا]
- الفضل بن موسى السيناني
- يعقوب الدورقي

## مذهبه

### العقائدي

تخطيط اسم علي بن أبي طالب كما هو منقوش في المسجد النبوي، اتُّهم وكيع بالتشيع لتقديمه عليًا على عثمان بن عفان.

كان وكيع على عقيدة أهل السنة والجماعة من الأثرية، وعاش وكيع في عصر امتلئ بالفرق العقائدية المختلفة التي اختلفت فيما بينها على مسائل مثل خلق القرآن ورؤية الله والصفات والإيمان لذلك ظهرت له أقوال في هذه المسائل، ودلَّت النصوص على توافقه مع قول أهل السنة والجماعة في مسألة خلق القرآن فقد خالف قول المعتزلة وقال أن القرآن كلام الله غير مخلوق في عدَّة مواضع وذكر عبد الله بن أحمد بن حنبل في السنة عدد من هذه الأقوال، ويرى وكيع بكفر القائل بخلق القرآن فقد رُوي عنه أنه قال: «من زعم أن القرآن مخلوق، فقد زعم أن القرآن مُحْدَث، ومن زعم أن القرآن محدث فقد كفر»، ويرى أن قولهم من التعطيل ومن شر الأقوال فقد قال: «لا تستخفوا بقولهم: القرآن مخلوق، فإنه من شر قولهم، وإنما يذهبون إلى التعطيل»، وفي مسألة رؤية الله فقد كان من المُثبتين للرؤية وكان يروي حديث إسماعيل بن أبي خالد منتقدًا بذلك قول الجهمية وقال: «من رد حديث إسماعيل عن قيس بن أبي حازم، عن جرير بن عبد الله عن النبي ﷺ في الرؤية فاحسبوه من الجهمية»، وكان يحث طلابه على رواية أحاديث الرؤية للرد على الجهمية فإنه سُئل عنها وأجاب قائلًا: «غُمُّوا الجهمية بهذه الأحاديث»، وفي مسألة الصفات كان يُثبت ما وصف الله به نفسه أو وصف به نبيه من غير تكييف ولا تعطيل ولا تمثيل ولا تحريف، ورُوي عنه أنه قال في أحاديث الصفات: «نُسَلِّم هذه الأحاديث كما جاءت ولا نقول كيف كذا ولا لم كذا»، وكان هذا مذهب العلماء من أهل الحديث في مسائل الصفات والرؤية حيث قال الترمذي في السنن بعد عرض حديث قتيبة: «والمذهب في هذا عند أهل العلم من الأئمة مثل…وكيع وغيرهم أنهم رَوَوْا هذه الأشياء، ثم قالوا: تروى هذه الأحاديث ونؤمن بها، ولا يقال: كيف؟ وهذا الذي اختاره أهل الحديث أن يَرْوُوا هذه الأشياء كما جاءت ويُؤْمَن بها ولا تُفَسَّر ولا تُتَوَهَّم»، وكان وكيع يحث تلاميذه على رواية أحاديث الصفات، وفي مسألة الإيمان فإن وكيع يقر بإن الإيمان قول وعمل وأنه يزيد وينقص ورُويَ عن الحميدي أنه قال: «سمعت وكيعًا يقول: أهل السنة يقولون الإيمان قول وعمل»، رُويَ عن أحمد بن حنبل أنه قال: «قال وكيع: الإيمان يزيد وينقص».
لوكيع مواقف اتجاه بعض الفرق ومن هذه الفرق هي الجهمية، كان يرى بكفرهم وكفر بشر المريسي وكان يشتم المريسي ويلعنه بسبب مسألة خلق القرآن ويرى وجوب قتله وذكر البخاري في كتابه خلق أفعال العباد أقوال وكيع في بشر المريسي ومن ضمن أقواله: «على المريسي لعنة الله، يهودي أو نصراني، قال له رجل: كان أبوه أو جده يهوديًا أو نصرانيًا؟ قال وكيع: عليه وعلى أصحابه لعنة الله، القرآن كلام الله، وضرب وكيع إحدى يديه على الأخرى، وقال: سيئ ببغداد يقال له المريسي يُستتاب، فإن تاب وإلا ضربت عنقه»، وكان وكيع لا يرى الصلاة خلف الجهمية فإن محمد بن النوشجان السويدي سأله عن الصلاة خلف الجهمية فأجاب قائلًا: «لا يُصلَّى خلفهم»، ويُعد قول وكيع على الجهمية حُجَّة عند العلماء فقد قال عثمان الدارمي في كتاب الرد على الجهمية: «لمْ يكُن عندنا حُجَّة في قتلهم وإكفارهم إلا قول حماد بن زيد، وسلام بن أبي مطيع، وابن المبارك، ووكيع، ويزيد بن هارون، وأبي توبة، ويحيى بن يحيى، وأحمد بن حنبل، ونظرائهم»، أيضًا انتقد وكيع الرافضة والقدرية والحرورية ويراهم من شر الفرق ويرى أن أشرهم الجهمية وانتقدهم في مسألة الإيمان والصفات فقد قال: «الرافضة شرٌّ من القدرية، والحرورية شرٌّ منهما، والجهمية شرُّ هذه الأصناف، قال الله: ﴿وَكَلَّمَ اللَّهُ مُوسَى تَكْلِيمًا﴾، ويقولون: لم يُكلِّم، ويقولون: الإيمان بالقلب»، وأخرج المرجئة من دائرة أهل السنة والجماعة في مسألة الإيمان وذكر قوله ابن القيم في تهذيب سنن أبي داود: «أهل السنة يقولون: الإيمان قول وعمل، والمرجئة يقولون: الإيمان قول، والجهمية يقولون: الإيمان المعرفة».
وُجِّهت اتهامات في عقيدة وكيع ورُمِيَ بالترفض والتشيع، وأما اتهامه بالرافضية فهو اتهام مروان بن معاوية له وكان عنده لوحة مكتوبة فيها أسماء شيوخ وكُتب فيها: «وكيع رافضي»، فلمَّا رأها يحيى بن معين قال: «وكيع خيرٌ منك» فسكت مروان ولما بلغ هذا لوكيع قال: «يحيى صاحبُنا، وكان بعد ذلك يَعْرِف لي، ويُرَحِّب»، ويرى الباحثان محمد أحمد السيد القرشي وهيفاء بنت صالح بن طاهر بوقس أن دفاع يحيى بن معين عن وكيع دليلٌ على تبرئته من الرافضة وأن اتهام مروان بن معاوية يناقض الأثر الذي ذمَّ فيه وكيع الرافضة ووضعهم ضمن شر الفرق، كما أن وكيع يرى بتفضيل أبي بكر وعمر على سائر الصحابة وهو قوله مع جماعة من العلماء وقالوا: «أفضل أصحاب رسول الله ﷺ أبو بكر وعمر وعثمان وعلي »، أما اتهامه بالتشيع لأنه صنَّف كتابًا في فضائل الصحابة فقدم فيه مناقب علي على مناقب عثمان، وقال ابن المديني: «وكيع كان فيه تشيع قليل»، وذكر ابن قتيبة وكيع ضمن الشيعة في كتابه المعارف، بلغه وكيع هذه الاتهامات فأمسك عن التحديث بمناقب علي بن أبي طالب زمنًا، قال يحيى بن معين عن وكيع: «سمعته لا يُحدِّث بفضائل علي زمانًا حتى قلت له: لم لا تُحدِّث بها؟ فقال: إن الناس يحملون علينا فيها، وحدث بها»، وعذره الذهبي في السير فقال: «الظاهر أن وكيعًا فيه تشيع يسير، لا يضر إن شاء الله فإنه كوفي في الجملة»، ذلك بأن أهل الكوفة كانوا يحبون علي وبعض أهل السنة من الكوفة من كانوا يُقدِّمون عليًا على عثمان، وفي هذا يقول ابن كثير: «العَجَب أنه قد ذهب بعض أهل الكوفة من أهل السنة إلى تقديم علي على عثمان، ويُحكى عن سفيان الثوري، لكن يُقال: إنه رَجَع عنه، ونُقِل مِثْلُه عن وكيع بن الجراح»، قال عبد الرحمن الفريوائي في هذه المسألة: «وهذا التشيع اليسير هو تقديم عليّ على عثمان  على مذهب بعض أهل الكوفة، وهو منهم، ولم يكن السلف يستحسنون هذا الرأي في أفضلية الصحابة وكانوا يأخذونه بعين الاعتبار في نقد الرجال».

### الفقهي

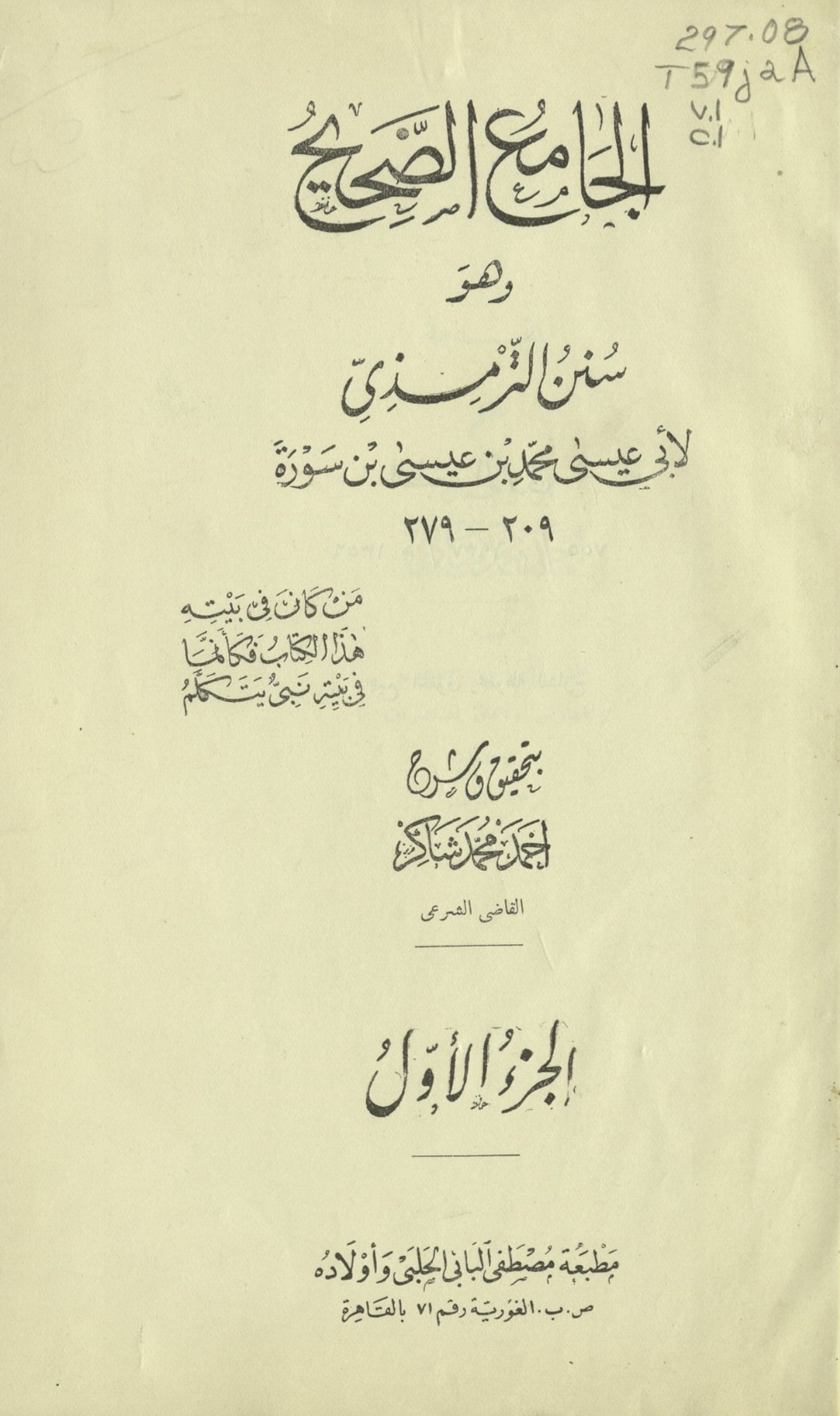
غلاف الطبعة الأولى لسنن الترمذي من مطبعة مطبعة مصطفى البابي الحلبي وأولاده بالقاهرة في سنة 1356هـ/1937م، ذكر الترمذي في سننه أقوال وكيع الفقهية في أبواب متفرقة.

اختُلف في فقه وكيع وانتسابه لأحد المذاهب الفقهية وأشهر الأقوال أنه كان حنفي المذهب فإنه رُوي عن يحيى بن معين أنه قال عن وكيع: «يفتي بقول أبي حنيفة، وكان قد سمع منه شيئًا كثيرًا»، يستشهد الأحناف برواية يحيى بن معين دليلًا على تمذهب وكيع لمذهب أبي حنيفة فيذكرونه في طبقاتهم ضمن المُقلِّدين لأبي حنيفة، ذكره عبد القادر القرشي في الجواهر المضية، وذكره محمود بن سليمان الكفوي في كتائب أعلام الأخيار ووضعه في الطبقة الأولى عند الأحناف، وذكره الملا علي القاري في الأثمار الجنية، ووافق على هذا الرأي الباحث فتح الله كولن، ورفضه عبد الرحمن المباركفوري وقال: «القول بأن وكيعًا كان حنفيًّا يُقلِّد أبا حنيفة باطلٌ جدًّا»، وقيل أن وكيع كان حنبلي المذهب لأن وكيع روى عن أحمد بن حنبل وأحمد رَوى عنه وذكره ابن أبي يعلى في الطبقات، وذكره محمد النابلسي في المختصر، وذكره المجير العليمي في الدُّر المنضَّد، وفي المنهج الأحمد، وذكره ابن ضويان في رفع النقاب، وذكره صالح بن عبد العزيز آل عثيمين في التسهيل، وذكره بكر أبو زيد في كتاب علماء الحنابلة، وقيل أنه ثوري المذهب فعدَّه أبو عبد الرحمن النَّسَائي من فقهاء الكوفة وأصحاب سفيان الثوري، في حين رجَّح بعض الباحثين أن وكيع مجتهد مستقل لم يكن مقلدًا لأحد من الأئمة الأربعة.
برز وكيع في علم الفقه وكانت أقواله مُستشهدة بالكتاب والسنة فقط دون الرأي والقياس وكان لا يُقدِّم قول أهل بلده على حديث النبي، وذكر الترمذي في السنن آراء وكيع الفقهية في مواضع مختلفة في كتب الطهارة والصلاة والمناسك والأضحية والنكاح والطلاق والرضاعة، وذكر ابن أبي داود في كتاب المصاحف أن وكيع لا يرى ببيع المصاحف، وكان وكيع على طريق أهل الحديث في الفقه فإنه كان يمشي على ظاهر أدلة الكتاب والسنة دون القياس على عكس منهج أهل الرأي لذلك كان شديدًا في الرد عليهم، وكان ينتقد أهل الرأي ويُحذِّر منهم فإنة مرةً قال ليحيى بن صالح الوحاظي: «يا أبا زكريَّا احذر الرأي، فإني سمعت أبا حنيفة يقول: للبول في المسجد أحسن من بعض قياسهم»، وكان يحثُّهم على طلب الفقه لمباغة أهل الرأي وهذا في رواية لعلي بن خشرم قال: «سمعت وكيعًا غير مرة يقول: يا فتيان تَفَهَّمُوا فقه الحديث، فإنكم إن تَفَهَّمْتُمْ فقه الحديث لم يقهركم أهل الرأي».
كثرت الأقوال على وكيع في مسألة شرب النبيذ وكان يشرب نبيذ الكوفة الذي يسكر الإكثار منه، وكان كثير من فقهاء الكوفة يرون بأحلية شرب النبيذ تأويلًا، وشربهم للنبيذ كان للتدين وليس للفسق فإن وكيع قال لعلي بن خشرم: «إذا رأيت البصري يشرب النبيذ فاتهمه وإذا رأيت الكوفي يشربه فلا تتهمه»، قال علي: «وكيف ذاك؟!» فقال وكيع: «الكوفي يشربه تدينًا والبصري يتركه تدينًا»، وكان وكيع من فقهاء الكوفة الذين لازموا النبيذ حتى أن نعيم بن حماد سأله عن النبيذ فقال: «هو عندي أَحَلُّ من ماء الفرات»، وأنكر عليه الشمس الذهبي في السير قائلا: «ومع هذا فكان ملازمًا لشرب نبيذ الكوفة الذي يُسكِر الإكثار منه، فكان متأولًا في شربه، ولو تركه تورعًا، لكان أولى به، فإن من تَوَقَّى الشبهات، فقد استبرأ لدينه وعرضه، وقد صَحَّ النهي والتحريم للنبيذ المذكور…وكلُّ أحد يُؤْخَذ من قوله ويُتْرَك، فلا قدوة في خطأ العالم، نعم، ولا يُوَبَّخ بما فعله باجتهاد، نسأل الله المسامحة.»، وكان عامة أهل العلم لا يرون شرب النبيذ الذي يسكر الإكثار منه خلافًا لأهل الكوفة سواء من العنب أو التمر أو غيرهما، وانتُقد في مسألة السيف فإنه اتهم بالخروج على أئمة الجور بالسيف ورماه بهذا يوسف بن أسباط ومروان بن معاوية وترى الباحثة مها بنت سليم الحربي أن انتقادهما لا يعوَّل عليه بحكم أنهما من الأقران.

## مؤلفاته

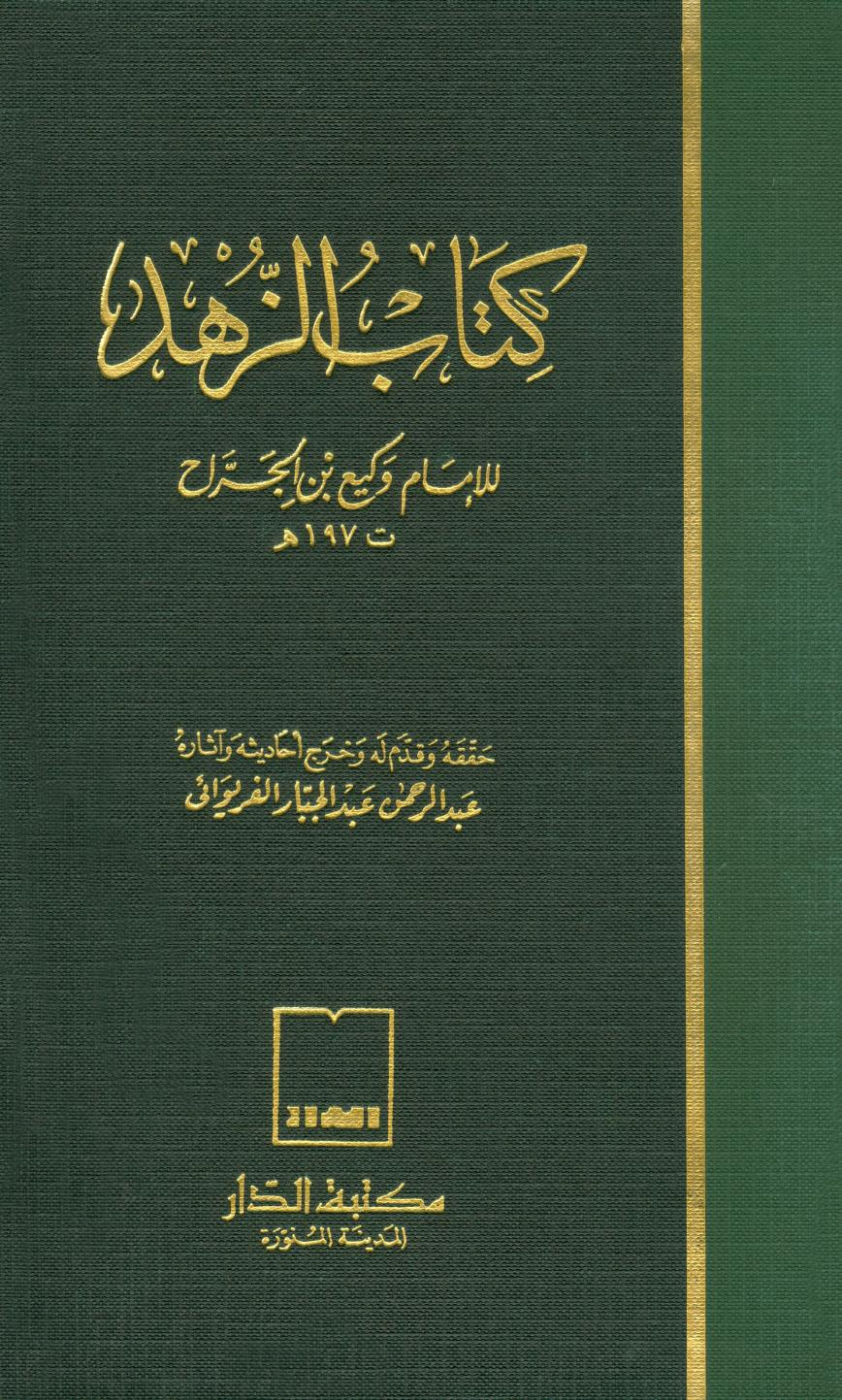
الطبعة الأولى من كتاب الزهد لوكيع صادرة عن مكتبة الدار في سنة 1404هـ/1984م

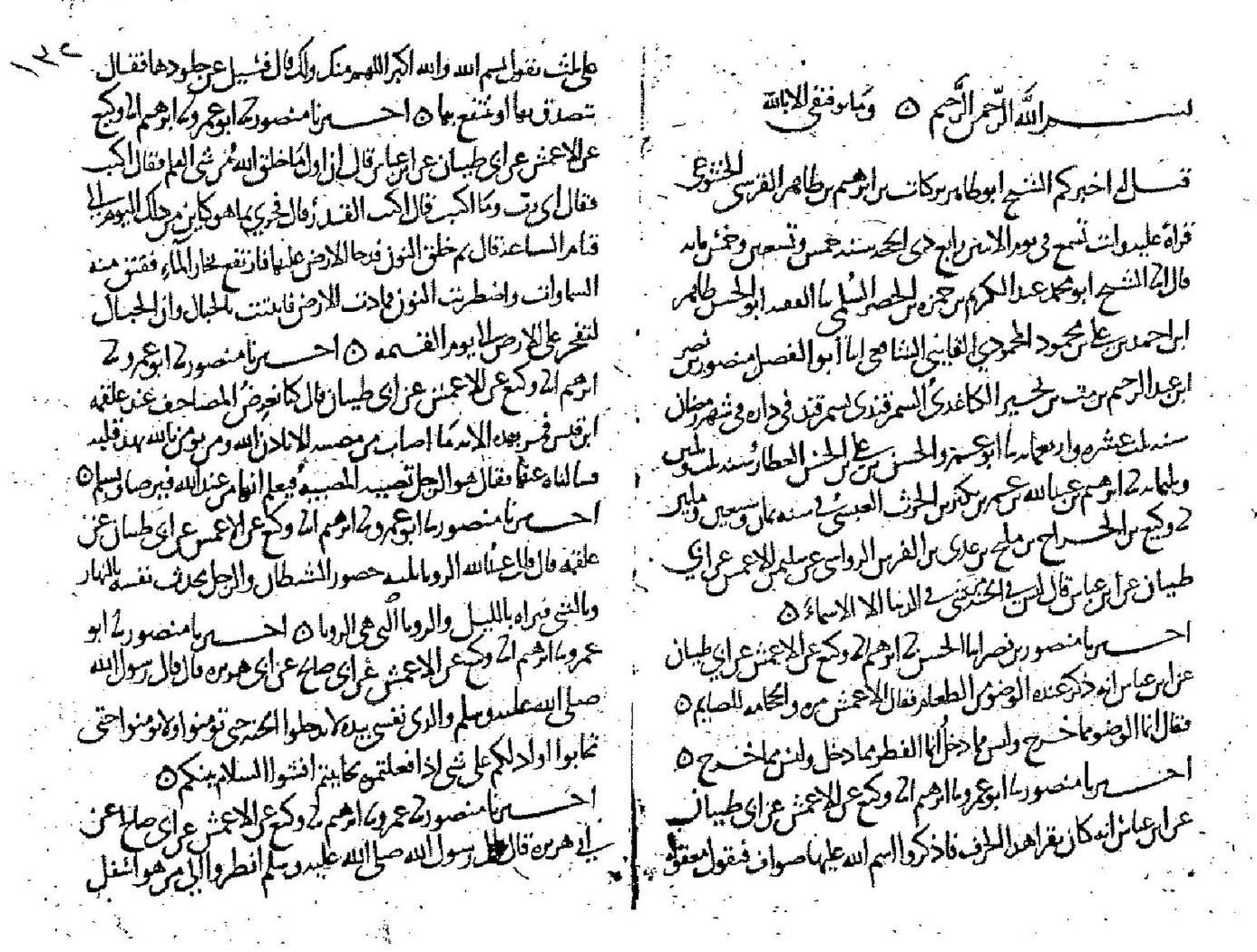
مخطوطة نسخة وكيع عن الأعمش بدمشق في المكتبة الظاهرية (664هـ).

يُعدُّ وكيع بن الجراح من الأوائل الذين صنَّفوا في علوم القرآن والسنة والفقه والتاريخ ولأنه عاصر عصر التأليف والتصنيف فإن مصنفاته كانت من ضمن ضبط القواعد وأصول العلوم الشرعية، قال الرامهرمزي في المحدث الفاصل: «أوَّل من صنف وبوَّب فيما أعلم الربيع بن صبيح بالبصرة، ثم سعيد بن عروبة بها، وخالد بن جميل الذي يقال له العبد، ومعمر بن راشد باليمن، وابن جريج بمكة، ثم سفيان الثوري بالكوفة، وحماد بن سلمة بالبصرة، وصنف سفيان بن عيينة بمكة، والوليد بن مسلم بالشام، وجرير بن عبد الحميد بالري، وعبد الله بن المبارك بمرو وخراسان، وهشيم بن بشير بواسط، وصنف في هذا العصر بالكوفة ابن أبي زائدة، وابن فضيل، ووكيع»، وكان الإمام أحمد ينصح بمصنفات وكيع ويثني عليها وقال: «عليكم بمصنفات وكيع بن الجراح»، وقال لابنه عبد الله: «خذ أي كتاب شئت من كتب وكيع من المصنف»، وبعضهم يرتحل لتتبع مصنفاته وقال ابن المديني: «سمعنا مصنفات وكيع، وأخرج الزيادات، بعد فخرجنا إلى الكوفة فجعلنا نتتبع تلك الزيادات ويحيى بن معين يكتب على الوجه لئلا يسقط عليه حديث»، وتأثر وكيع بمنهج ابن أبي زائدة في التصنيف فكان وكيع يصنف كتبه على كتب يحيى ابن أبي زائدة، واعتنى بجمع الحديث في مصنفاته على أبواب خاصة وجمعه للحديث كان على طريقة مؤلفي المسانيد، قال ابن رجب في شرح العلل: «منهم من صنف كلام النبي ﷺ أو كلامه وكلام أصحابه على الأبواب، كما فعل مالك وابن المبارك وحماد بن سلمة وابن أبي ليلى ووكيع وعبد الرزاق ومن سلك مسلكهم في ذلك»، وكان يستحسن التبويب ويستخدم كتب الأطراف للاطلاع على حديث شخص خاص أو كتاب خاص، وكثُرت مؤلفاته وتنوعها وكانت محظى اهتمام لطلبة العلم فكانوا ينقلون منها ويروونها، وروى بعض العلماء مرويات وكيع في كتبهم ومن هؤلاء العلماء: أحمد بن حنبل وابن أبي شيبة وهناد بن السري وإسحاق بن راهويه والحسن بن عرفة وابن سعد ونعيم بن حماد، وبلغ عدد مرويات وكيع في مسند أحمد أكثر من 1.800 رواية، وأشهر مؤلفات وكيع:
- التفسير
- كتاب الأشربة
- كتاب الزهد
- كتاب السنن
- كتاب الغرر
- فضائل الصحابة
- المسند
- المشيخة
- المصنف
- المعرفة والتاريخ
- نسخة وكيع عن الأعمش
- كتاب الهبة
- كتاب الصلاة[ج]

1. التفسير

لوكيع كتاب في التفسير وقال وكيع عن تفسيره: «خذوه فليس فيه عن الكلبي، ولا ورقاء، شئ.»،[186] وذكر السمعاني في التحبير أنه سمع من بعض المشايخ تفسير وكيع مثل أبي عبد الله القصري،[187] وأبي بكر الجوزداني،[188] وذكره ابن تيمية ضمن التفاسير المأثورة في مجموع الفتاوى،[189] ونقل ابن كثير الكثير من مرويات وكيع في التفسير في تفسيره،[190] وذكره ابن حجر العسقلاني في المعجم المفهرس،[191] وذكره الشمس الداودي في الطبقات،[192] وذكره الجلال السيوطي في تفسيره الدر المنثور،[193] وذكره حاجي خليفة في كشف الظنون،[194] وذكره إسماعيل باشا الباباني في هدية العارفين،[195] وذكره طاشكبري زاده في مفتاح السعادة،[196] وذكره فؤاد سزكين في تاريخ التراث العربي،[197] وذكره الخير الزركلي في موسوعة الأعلام،[198] وذكره عمر رضا كحالة في معجم المؤلفين،[199] وعلى الرغم من المكانة العلمية لكتاب التفسير لوكيع بين المفسرين إلا أنه يعتبر من عداد الكتب المفقودة.[200]
2. كتاب الأشربة

ذكره ابن معين في تاريخه وقال: «كان وكيع بن الجراح يحدث بكتبه فيطلب هذا كتبًا وهذا كتابًا فقال رجل: دعوا كتاب الْأَشْرِبَة إلى آخر الكتاب، فقال وكيع: ما لهذا الرجل لا يريد كتاب الأشربة هو صاحب بدعة حين لا يريد كتاب الأشربة».[201]
3. كتاب الزهد

ذكره ابن معين في تاريخه وقال: «رأيت وكيع بن الجراح أخذ في كتاب الزهد يقرؤه…»،[202] وذكره الخطيب في تاريخ بغداد،[203] وذكره ابن حجر العسقلاني في المجمع المؤسس والمعجم المفهرس،[204] وذكره فؤاد سزكين في تاريخ التراث العربي،[197] وذكره الخير الزركلي في موسوعة الأعلام،[198] وللكتاب نسخة خطية محفوظة في المكتبة الظاهرية تحت رقم 1033 وحديث 242 من (ق41–85)،[205] وقيل من (ق41–82)،[206] وله نسخة مُصوَّرة في مكتبة الجامعة الإسلامية بالمدينة المنورة تحت رقم (مجموع 40 عام 548)،[205] طُبع بتحقيق عبد الرحمن الفريوائي وأصدرته مكتبة الدار بالمدينة المنورة في سنة 1404هـ/1984م،[207] وطُبع بتحقيق أحمد فريد المزيدي وأصدرته دار الكتب العلمية ببيروت في سنة 2010م.[وب 3]
4. كتاب السنن

ذكره ابن النديم في فهرسته،[208] وذكره إسماعيل باشا الباباني في هدية العارفين،[195] وذكره الخير الزركلي في الأعلام.[198] وذكره عمر رضا كحالة في معجم المؤلفين،[199]
5. كتاب الغرر

ذكره الجلال السيوطي في الدر المنثور.[209]
6. فضائل الصحابة

ذكره الشمس الذهبي في السير وقال: «قد صَنَّفَ كتاب فضائل الصحابة، سمعناه قَدَّمَ فيه باب مناقب علي على مناقب عثمان ».[210]
7. المسند

ذكره السمعاني في التحبير في ترجمة أبي الفضل البخاري.[211]
8. المشيخة

ذكره الصلاح الصفدي في أعيان العصر في ترجمة محمد بن عبد الصمد بن عبد القادر السنباطي.[212]
9. المصنف

ذكره ابن سعد في الطبقات الكبرى في ترجمة العباس بن غالب الوراق،[213] وذكره ابن عطية الأندلسي في الفهرس،[214] وذكره ابن خير الإشبيلي في الفهرس،[215] وذكره الشمس الذهبي في تذكرة الحفاظ،[216] وذكره الجلال السيوطي في تدريب الراوي،[217] وذكره الكتاني في الرسالة المستطرفة،[218] وذكره فؤاد سزكين في تاريخ التراث العربي،[197] اقتبس منه أحمد بن حنبل في المسند،[219] وابن عبد البر في التمهيد،[220] وابن القيم في زاد المعاد،[221] وابن حجر العسقلاني في الإصابة وفتح الباري،[222] والشوكاني في نيل الأوطار،[223] عدَّه ابن حزم الأندلسي من أجلِّ المُصنَّفات إلى جانبه مصنفات أخرى،[224] روى ابن حجر العسقلاني بإسناده إلى كتاب المصنف لوكيع في المعجم المفهرس.[225]
10. المعرفة والتاريخ

ذكره الجلال السيوطي في الدر المنثور،[226] وذكره إسماعيل باشا الباباني في هدية العارفين،[195] وذكره الخير الزركلي في الأعلام،[198] وذكره عمر رضا كحالة في معجم المؤلفين.[199]
11. نسخة وكيع عن الأعمش

ذكره ابن عبد الهادي في الفهرس،[227] وذكره ابن حجر العسقلاني في المعجم المفهرس،[228] ورواه بإسناده إلى وكيع في المعجم المؤسس،[229] وذكره فؤاد سزكين في تاريخ التراث العربي،[197] وتوجد من النسخة نسخة خطية في مكتبة فيض الله أفندي بإسطنبول،[227] ونسختان في المكتبة الظاهرية؛ النسخة الأولى تقع في مجموع (3–7) تحت مسمى: «الجزء فيه حديث وكيع بن الجراح الرؤاسي، رواية إبراهيم بن عبد الله بن بكر بن الحارث العبسي»، وله نسخة مُصوَّرة في مكتبة الجامعة الإسلامية وتقع في مجموع (536/28) من ورقة (131/ب 136/أ)،[230] النسخة الثانية باسم «الجزء الأول من منتقى حديث أبي سفيان وكيع بن الجراح بن مليح عما رواه أبو عبد الله أحمد بن حامد بن مخلد بن سهل القطان عن إبراهيم بن عبد الله العبسي»، وله نسخة مصورة في مكتبة الجامعة الإسلامية وتقع في مجموع (1533/93) ومجموع (549/41)،[230] طُبعت النسخة بتحقيق عبد الرحمن الفريوائي وأصدرته الدار السلفية بالكويت في سنة 1399هـ/1979م،[231] وطُبعت بتحقيق فهد بن عبد الرحمن الحمودي وأصدرته الشبكة العربية للأبحاث والنشر ببيروت في سنة 2014م.[232]
12. كتاب الهبة

أشار إليه البخاري وأورد ابن حجر العسقلاني الخبر في هدي الساري.[233]
13. كتاب الصلاة

يُزعم أن لوكيع كتاب اسمه "كتاب الصلاة" ونُشر مقال باللغة الفرنسية للباحثين ماتيو تيلييه[د] ونعيم فانثيغيم[ه] يذكران فيه مخطوطة الكتاب والتي عُثر عليها في مصر وهي أشبه بالشكل المستطيل ويبلغ مقاسها 15.2×5.3 سم،[فرن 1] كُتب عنوان المخطوطة بالخط الكوفي ويُصرح العنوان أن الكتاب منسوب لوكيع بن الجراح كما هو منصوص: "كتاب وكيع بن الجراح في الصلاة".[فرن 2]

## حياته الشخصية

### أعماله ومعيشته

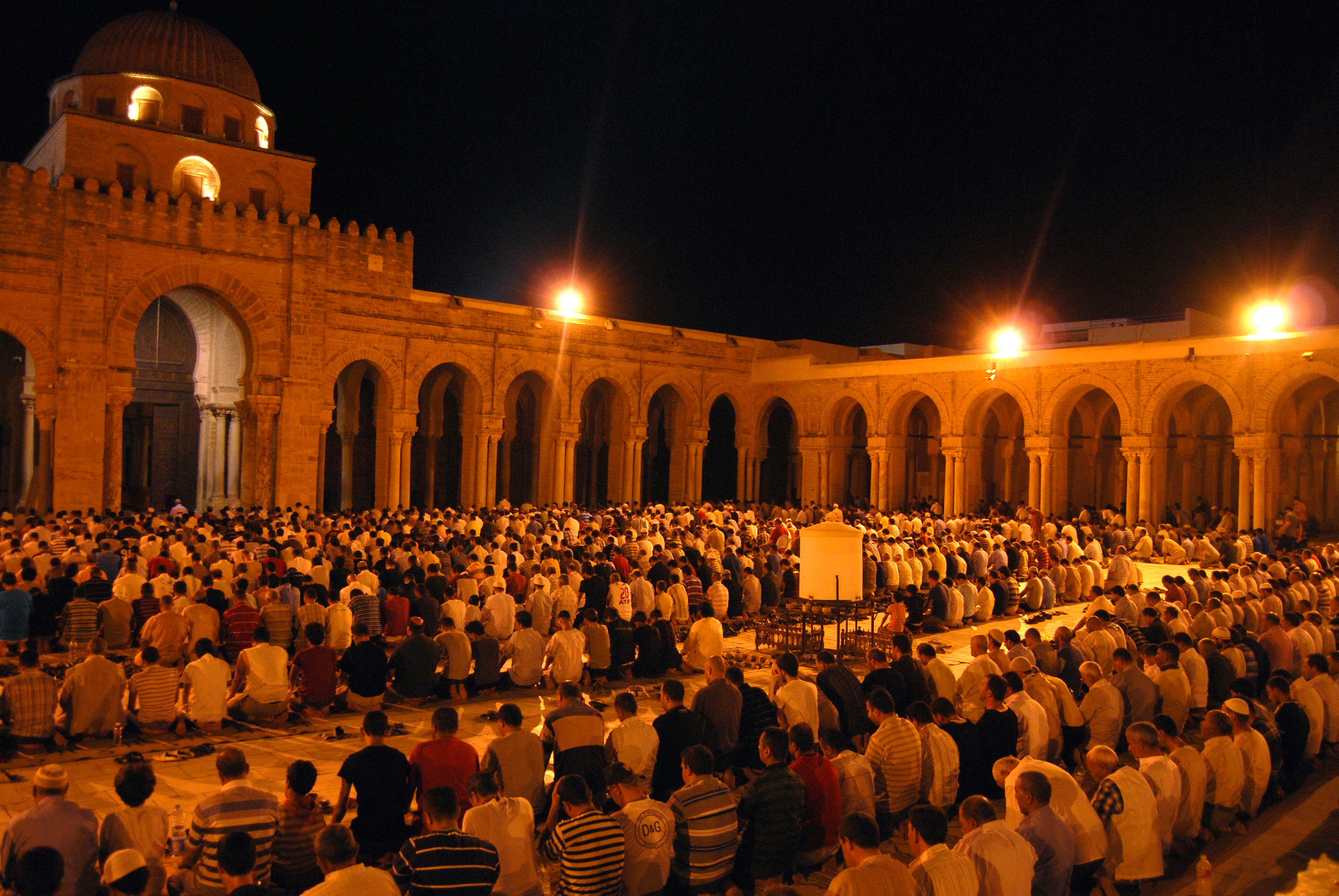
مصلون يؤدون صلاة التراويح في صحن جامع عقبة بن نافع بالقيروان في رمضان 1433هـ/2012م، كان وكيع مُلازمًا لقيام الليل.

لم يعمل وكيع عملًا رسميًا وعُرض عليه القضاء من الخليفة هارون الرشيد ولكنه رفضه، وحاول الخليفة محمد الأمين أن يُسند إليه أمرًا في بغداد ولكنه رفض، وكان لا يقبل عطاء الخلفاء فإنه رفض مبلغًا من المال أرسله إليه هارون الرشيد وأرسله إلى ابن إدريس وحفص بن غياث، وعلى ما يبدو أن حالته كانت ميسورة ما جعله يرفض عروض الخلفاء، وكان متفرغًا للعلم وتعليمه للناس فكان أغلب نهاره في التعليم وأغلب ليله في قيام الليل، روى سفيان بن وكيع عن معيشة ويوم والده فقال: «كان أبي وكيع يصوم الدهر، فكان يبكر فيجلس لأصحاب الحديث إلى ارتفاع النهار، ثم ينصرف، فيقيل إلى وقت صلاة الظهر، ثم يخرج فيصلي الظهر ويقصد طريق المشرعة التي كان يصعد منها أصحاب الروايا، فيريحون نواضحهم، فيعلمهم من القرآن ما يؤدون به الفرض، إلى حدود العصر. ثم يرجع إلى مسجده، فيصلي العصر، ثم يجلس فيدرس القرآن، ويذكر الله إلى آخر النهار، ثم يدخل إلى منزله فيُقدم إليه إفطاره، وكان يفطر على نحو عشرة أرطال من الطعام، ثم يُقدم له قربة فيها نحو من عشرة أرطال نبيذ فيشرب منها ما طاب له على طعامه، ثم يجعلها بين يديه ويقوم فيصلي ورده من الليل، وكلما صلى ركعتين- أو أكثر من شفع أو وتر- شرب منها حتى ينفدها، ثم ينام.».

### أخلاقه
اتُّصف وكيع بصفات حميدة استمدها من السنة النبوية وكان العلماء من أوائل من يتحلَّون بالأخلاق النبوية فكانوا يُضربون بالمثل لهذه الأخلاق ومن ضمنهم وكيع، وتحلَّى بعفة اللسان والهيبة والحلم والوقار والشفقة والصبر وسعة الصدر والكرم والتواضع والسخاء، وصف عمرو بن علي الفلاس عفة لسانه قائلًا: «ما سمعت وكيعًا ذاكرًا أحدًا بسوء قط»، ووصف أحمد بن سنان مجلس وكيع مبينًا هيبته قائلًا: «لا يُتَحَدَّث في مجلسه ولا يبري قلم ولا يتبسم ولا يقوم أحد قائمًا، كانوا في مجلسه كأنهم في صلاة فإن أنكر منهم شيئًا انتعل ودخل»، وقال ابن نمير: «كانوا إذا رأوا وكيعًا سكتوا - يعني في الحفظ والإجلال -»، ويصف ابنه مليح حلمه قائلًا: «لما نزل بأبي الموت أخرج إلىّ يديه فقال: يا بني ترى يدي؟ ما ضربت بهما شيئا قط»، ويصف يحيى بن جعفر حلم وكيع قائلًا: «كان وكيع لا يغضب بواحدة فإذا غضب سكَّن غضبه بالتؤدة والوقار»، ويصف أبو السائب سلم بن جنادة وقاره قائلًا: «جالست وكيع بن الجراح سبع سنين، فما رأيته بزق وما رأيته مس والله حصاة بيده، وما رأيته جلس مجلسه فتحرك، وما رأيته إلا مستقبل القبلة، وما رأيته يحلف بالله»، ومن شفقته أنه قد رأى شرطيًا محمومًا قائمًا في الشمس وعليه سوادة فطرح وكيع كسائه عليه وقال: «تَدَفَّأْ إلى أن أتوضأ»، وفي صبره قال أبو عثمان الوراق: «اجتمع أصحاب الحديث عند وكيع وعليه ثوب أبيض، فانقلبت المحبرة على ثوبه، فسكت مليًّا ثم قال: ما أحسن السَّواد في البياض»، وكان وكيع يحثُّ تلاميذه على الصبر فإنه قال: «من أراد أن يُحدِّث فليصبر، وإلَّا فليسكت»، وقال: «يا أصحاب الحديث، من بلي بكم فليصبر»، ومن كرمه أنه رُزق بمولود وقيل رُزق أحد أبناءه فعزم الناس على ثمان خبيص، قال يحيى بن زياد ابن أبي الخصيب: «كنا عند وكيع ومعنا جماعة فقدم إلينا طبقًا من رطب…»، ومن تواضعه أنه لا يسأل عن شيء ولا يطلب شيئًا ولا يستعين بأحد وكان يقوم أعماله بنفسه وكان مكرمًا لمن هو أكبر وأصغر سنًا منه وهذا ما فعله مع شيخه سفيان الثوري وتلميذه هناد بن السري، وقال وكيع: «لا يكون الرجل عالمًا حتى يسمع ممن هو أسنُّ منه وممن هو دونه وممن هو مثله»، ومن سخائه يُروى أن أتى رجل إلى وكيع يطلب حرمته فقد كان وكيع يكتب من محبرته في مجلس الأعمش فأخرج له وكيع صرة فيها دنانير وقال: «أعذرني فإني ما أملك غير هذا».
اتَّصف العلماء في تلك الفترة بالأمر بالمعروف والنهي عن المنكر وحرصوا عليها بين المجتمع وكان وكيع ممن حرص عليها، وكان يُنكر على الاختلاط بين الرجال والنساء فإنه رُوي عن يحيى بن معين أنه قال: «رأيت وكيعًا رأى امرأةً عند عطَّار، والعطار يكلمها، فقال لإنسان: إذهب إلى ذلك العطَّار، فَفَرِّقْ. بينهما»، وينكر على تشبه الرجال بالنساء فقال محمد بن هشام المروزي: «أتيت وكيعا وعَلَيَّ دراعة جيبها من قدام فلمَّا رآها وكيع، قال: يُكره أن يلبس الرجل مثل لباس المرأة»، وينكر على الموسيقيين فإن أحمد الدورقي سمع وكيعًا يقول: «خُذ الطنبور، فاكسره على رأس صاحبه، كما فعل ابن عمر»، وكان يقول: «ليس للمعاصي قيمة، مثل الطنبور وشبهه»، وقال وكيع في الأمر بالمعروف والنهي عن المنكر: «مروا بها من لا يُخاف سيفه ولا سوطه».

### زهده وعبادته

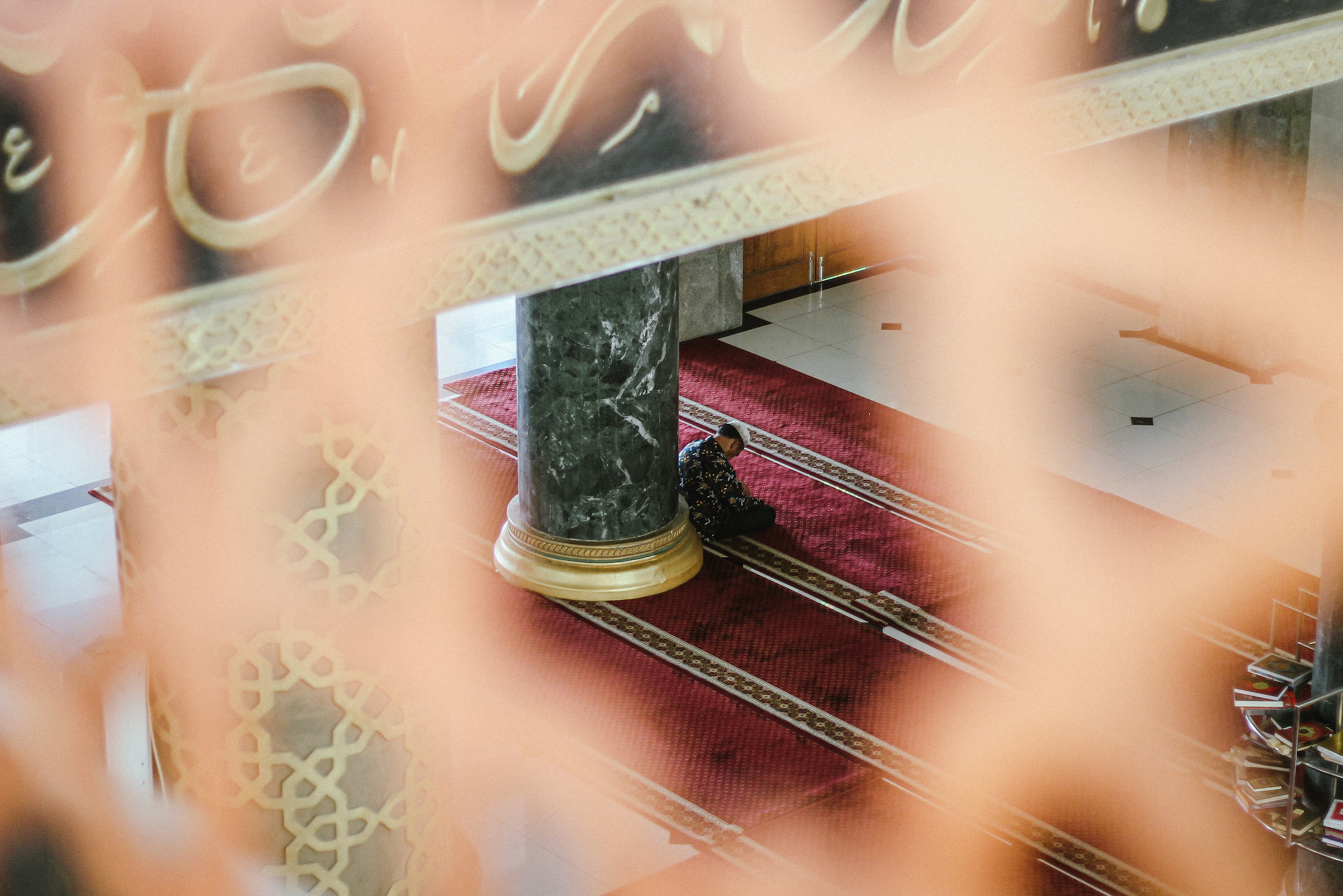
معتكف في مسجد الأقصى بإندونيسيا (2022م)، اعتكف وكيع أربعين يومًا.

يُتصف علماء المسلمين في القرون الأولى كثيرًا بالعمل الطيب والسلوك القويم وتحلِّيهم بصفاء القلب والأفكار والعبادة، وكان وكيع له نصيب وافر من أنواع العبادات وكان يُضرب به المثل في الزهد والخشوع حتى عُرف في عصره براهب العراق، وكانت عبادته من صلاة وصيام واعتكاف واستغفار وقراءة القرآن، وفي صلاته كان مُلازمًا لها ولا يتركها ولا تفوته التكبيرة الأولى في صلاة الجماعة وكان يعيب على تارك التكبيرة الأولى ويتهاونها ويقول: «من لم يدرك التكبيرة الأولى فلا ترجوا خيره»، وكان لا يمنعه مانع من ترك صلاة الجماعة فإنه مرة أتى الجامع في يوم ممطر ونَعِلَاه في يده ويمشي في الطين ثم دخل الجامع وصلى، وفي صلاته كان خاشعًا لا يشغل نفسه بصغيرة ولا كبيرة وقال أحمد بن سنان: «رأيت وكيعًا إذا قام في الصلاة ليس يتحرك منه شئ، لا يزول ولا يميل على رجل دون الأخرى، لا يتحرك، كأنه صخرة قائمة»، وكان وكيع يُصلِّي إمامًا ومأمومًا فيُقدِّم ابنه أحمد إمامًا وقال حسين بن السري: «كان أحمد بن وكيع بن الجراح يَؤُمُّنا بالكوفة ووكيع يُصلِّي خلفه، إذا غاب أحمد صلَّى بنا وكيع»، وبعد صلاة الجمعة كان يقرأ الفاتحة والمعوذتين والإخلاص مُستدلًا برواية المسعودي عن عون بن عبد الله عن أسماء بنت أبي بكر أنها قالت: «من قرأ بعد الجمعة الحمد والمعوذتين وقل هو الله أحد سبعًا حُفظ إلى الجمعة الأخرى» فقال وكيع: «فجرَّبناه، فوجدناه كذلك»، ويُنسب لوكيع مسجد باسمه فقد ذكر ابن سعد في الطبقات الكبير مسجد وكيع عند ترجمة حُميد بن عبد الرحمن بن حميد الرؤاسي قائلًا: «كان إمام مسجد وكيع بن الجراح»، ويبدو أن هذا المسجد بناه وكيع وكان له إمامان وهما: أحمد بن وكيع بن الجراح وحميد بن عبد الرحمن بن حميد الرؤاسي بحسب قول محمد أحمد السيد القرشي، وكان وكيع مُلازمًا لقيام الليل ويُكثر من الاستغفار وقراءة القرآن في الليل، قال إبراهيم بن وكيع: «كان أبي يصلي الليل فلا يبقى في دارنا أحد إلا صلى، حتى إن جارية لنا سوداء لتصلي»، وقال يحيى بن معين عن وكيع: «كان يستقبل القبلة، ويحفظ حديثه، ويقوم الليل، ويسرد الصوم»، وفي الصيام فإنه كان يصوم الدهر ويفطر في يوم الشك، قال سفيان بن وكيع: «كان أبي وكيع يصوم الدهر»، وقال ابن عمار: «كان وكيع يصوم الدهر، وكان يفطر يوم الشك والعيد»، وقال يحيى بن أكثم: «صحبت وكيعًا في الحَضَر والسَّفَر، وكان يصوم الدهر، ويختم القرآن كل ليلة»، وقال الشمس الذهبي في صوم الدهر وصيام وكيع له: «هذه عبادةٌ يُخضَع لها، ولكنها من مثل إمام من الأئمة الأثرية مَفضُولة، فقد صحَّ نهيه  عن صوم الدهر، وصح أنه نهى أن يُقرأ القرآن في أقل من ثلاث، والدين يُسْرٌ، ومُتابعة السنة أولى، فرضي الله عن وكيع، وأين مثل وكيع؟!»، وفي الاعتكاف فإنه اعتكف أربعين يومًا وقال عباس العنبري: «قد اعتكف وكيع أربعين يومًا، وحدثهم بحديثه كله»، وفي الاستغفار وقراءة القرآن قال يحيى بن أيوب: «حدَّثني بعض أصحاب وكيع الذين كانوا يُلَزِمونه. قالوا: كان لا ينام- يعني وكيعًا- حتى يقرأ حزبه في كل ليلة ثلث القرآن، ثم يقوم في آخر الليل فيقرأ المفصل، ثم يجلس فيأخذ في الاستغفار حتى يطلع الفجر، فيصلي الركعتين».
حجَّ وكيع مرات عديدة فقيل أنه حجَّ سبعين حَجَّة، وقيل حجَّ أربعين حجة، وكان وكيع يدعي في دُبُر صلاته: «اللَّهُمَّ كما صُنْتَ وَجهي عن السُّجود لغيرك، فَصُنْ وجهي عن المسألة لغيرك»، وكان أحمد بن حنبل يُكثر بقول هذا الدعاء في دبر صلاته فسأله ابنه عبد الله: «أسمعك تُكثر من هذا الدُّعاء، فعندك فيه أثر؟» فقال أحمد بن حنبل: «نعم، كنت أسمع وكيع بن الجراح كثيرًا ما يقول هذا في سجوده، فسألته كما سألْتَنِي، فقال لي: كنت أسمع سفيان الثوري يقول هذا كثيرًا في سجوده، فسألته، فقال لي: كنت أسمع منصور بن المعتمر يقوله»، وكانت لهذه العبادات تأثير اجتماعيٌ على وكيع فعُرف بها وكان النور يتلألأ من وجهه لكثرة عبادته فقال أبو جعفر الجمَّال: «أتينا يومًا وكيع بن الجراح فلم يخرج إلينا فظننا أنه يغسل ثيابه، فلما كان بعد غد خرج ونحن قعود، وعليه ثيابه التي غسلت، فلما بصُرنا به فزعنا من النور الذي يتلألأ من وجهه، وقال لي رجل كان بجنبي: من هذا؟ مَلَكٌ هذا؟! فتعجبنا من ذلك النور»، وأثنى أبو داود البستي وابن أبي عمر على عبادة وكيع فقال أبو داود: «ما أدركت رجلًا كان أخشع لله  من وكيع»، وقال ابن أبي عمر: «ما رأيت بعد الفضيل أعبد من وكيع»، وكان إبراهيم بن شماس يتمنى عبادة وكيع قائلًا: «لو تمنيت كنت أتمنى عقل ابن المبارك وورعه، وزهد ابن فضيل ورقته، وعبادة وكيع وحفظه»، ورغم كل ذلك إلا أنه كان يقول: «ما نعيش إلا في ستره، ولو كُشف الغطاء لَكُشف عن أمر عظيم»، وكثيرًا ما يذكر الموت قائلًا: «وأي يوم لنا من الموت».

### صفاته الخَلْقية
كان وكيع أعور العين وأسمر اللون وسمينًا ضخمًا، ووصف وكيع نفسه بالأعور لما اعتذر للخليفة هارون الرشيد عن تولي القضاء فقال: «يا أمير المؤمنين! أنا شيخٌ كبيرٌ، وإحدى عينيَّ ذاهبة، والأخرى ضعيفة»، وقال أبو داود في وكيع: «كان أعور»، وقال الشمس الذهبي في تذكرة الحفاظ: «قيل كان وكيع أعور»، ووصفه الصلاح الصفدي في كتاب الشعور بالعور وفي الوافي بالوفيات بالأعور، ووصفه ابن تغري بردي في النجوم الزاهرة بالأعور، واتصافه بالسمرة والسمنة فهو وصف الشمس الذهبي له في السير قائلًا: «كان وكيع أسمر، ضخمًا، سمينًا»، وسمنته كانت ملفتة لنظر الناس مع شهرته بالصوم، فإنه مرة قدم مكة فرأه الفضيل بن عياض وقال: «ما هذا السِّمَن وأنت راهب العراق؟!» فقال وكيع: «هذا من فرحي بالإسلام»، وقيل لوكيع: «أنت رجل تديم الصيام، وأنت كذا سمين؟ فعلى ماذا؟» فأجاب: «بفرحي على الإسلام».

## محنته ووفاته

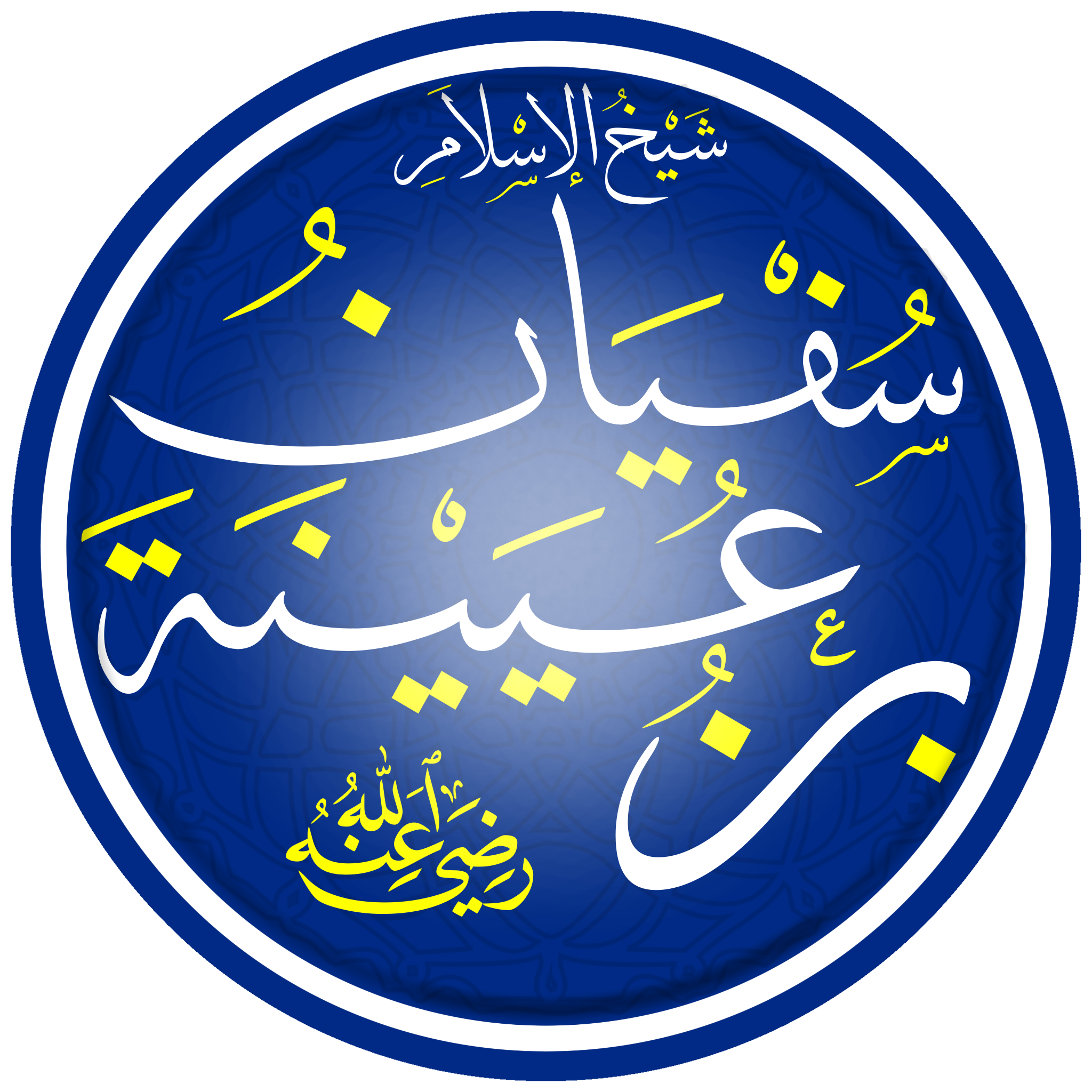
تخطيط اسم سفيان بن عيينة بخط الثلث، دافع ابن عيينة عن وكيع في محنته وكان سببًا في إخراجه من الحبس وعودته للكوفة.

درب زبيدة في موقع فيد التاريخي (2008م)، تُوفِي وكيع في مدينة فيد أثناء عودته إلى الكوفة.

وقعت محنة لوكيع في مكة في سنة 184هـ وقيل في سنة 185هـ، فإنه روى حديثًا عن وفاة النبي صوَّر فيه ما وقع للنبي، وروى عن إسماعيل بن أبي خالد عن عبد الله البهي: «أن أبا بكر الصديق جاء إلى النبي ﷺ بعد وفاته، فأكبَّ عليه، فقبَّله، وقال: بأبي وأمي، ما أطيب حياتك وميتتك»، ثم قال البهي: «وكان تُرك يومًا وليلةً، حتى ربا بطنه، وانثنت خنصراه»، وهو حديث منكر منقطع الإسناد، وظنت قريش وأهل مكة أن الحديث يستنقص من قدر النبي فاجتمعوا عند الوالي وأرادوا قتل وكيع وحُبس وكيع عند الوالي، ونصبوا خشبة لصلبه، دافع عنه سفيان بن عيينة وقال لهم: «الله الله، هذا فقيه أهل العراق، وابن فقيهه، وهذا حديث معروف» وقال: «ولم أكن سمعته، إلا أني أردت تخليص وكيع»، وحجَّ الخليفة هارون الرشيد هذه السنة فلما علم بأمر وكيع، استفتى العلماء بشأنه، فأفتى عبد المجيد ابن أبي رواد بقتله وأمَّا سفيان بن عيينة فقال: «لا يجب عليه القتل، رجل سمع حديثًا فرواه، لا يجب عليه القتل…»، وعندما حبس الوالي وكيع، نصح سفيان بن عيينة الوالي قائلًا: «إني لك ناصحٌ، إن هذا رجلٌ من أهل العلم وله عشيرة، فإن أنت أَقْدَمت عليه أقل ما يكون أن تقوم عليك عشيرته وولده بباب أمير المؤمنين، فيَشْخَصُك لمناظرتهم»، فاستجاب الوالي لنصيحة ابن عيينة وأطلق صراح وكيع فركب وكيع حماره وحمل متاعه وخرج من مكة متجهًا إلى المدينة المنورة، ندم والي مكة وأهلها على ترك وكيع بشدة فأرادوا أن يقتلوه بأي طريقة فراسلوا أهل المدينة وأخبروهم بما وقع بين الوالي وابن عيينة وقالوا في رسائلهم: «إذا قدم المدينة، فلا تَتَّكلوا على الوالي وارجموه بالحجارة حتى تقتلوه»، فعَزَم أهل المدينة على رجم وكيع ولما رأى سعيد بن منصور عزم أهل المدينة على هذا الأمر، أرسل بريدًا إلى وكيع أن لا يأتي إلى المدينة ويمضي من طريق الربذة، فلمَّا وصل البريد لوكيع رجع إلى الربذة ومضى إلى الكوفة، علَّق الشمس الذهبي على الحادثة قائلًا: «فهذه زلَّة عالم، فما لوكيعٍ، ولرواية هذا الخبر المنكر، المنقطع الإسناد! كادت نفسه أن تذهب غلطًا، والقائمون عليه معذورون، بل مأجورون، فإنهم تخيَّلوا من إشاعة هذا الخبر المردود، غضًّا ما لمنصب النُّبوَّة».
بعد محنته، لم يستطع وكيع أن يُتمم مناسك الحج لفترة طويلة ولكنه استطاع الحج في أواخر عمره في المسجد الحرام وبعد إتمامه للحج مضى إلى الكوفة، أثناء عودته أُصيب وكيع بداء البَطَن فلم يستطع استكمال مضيه إلى الكوفة فنزل في فيد وهي بلدة في نصف طريق مكة من الكوفة وحاليًا تقع في جنوب حائل من السعودية، وأثناء مرضه كان معه ابنه مليح فذكر حال والده مع المرض وقال: «لما اعْتَلَّ أبي  بطريق مكة، فثَقُل وغشيه كَرْبٌ، فكشف الإزار عن بطنه، وكان لا يكاد يَتَكَشَّف، فأخذت الإزار، فرددته عليه، ثم كشفه أيضًا، فجئت لأرُدَّه عليه. فقال: يا بني، دعه، فإني سمعت سفيان يقول: إذا نزل البَلَاء، ذهب الحَيَاء»، وأحيانًا يزوره بعض العلماء اطمئنانًا على حاله فإنه مرةً أتاه علي بن عثام ودخل عليه فقال له وكيع: «إن سفيان أتاني، فبشَّرني بجواره، فأنا مبادرٌ إليه»، وقبل وفاته قال لابنه مليح: «يا بني ترى يدي؟ ما ضربت بهما شيئا قط»، اختُلف في سنة وفاة وكيع فقيل أنه تُوفِي في سنة 193هـ وهو قول ابن قتيبة في كتاب المعارف، وقيل في سنة 196هـ وهو قول أبي زرعة الدمشقي، وقول الجلال السيوطي في طبقات الحفاظ، وقيل في سنة 197هـ وهو قول أكثر أهل العلم، وهو قول الواقدي، وقول ابن نمير، وقول خليفة بن خياط في التاريخ والطبقات، وقول ابن سعد في الطبقات، وقول البخاري في التاريخ الكبير، وقول أبي زكريا الأزدي، وقول أبي سليمان الربعي، وقول الشمس الداودي في الطبقات، وقول الشمس الذهبي في تذكرة الحفاظ والعبر، وقول ابن قنفذ، ورجَّحه حاجي خليفة في كشف الظنون، وإسماعيل باشا الباباني في هدية العارفين، والخير الزركلي في الأعلام، وفؤاد سزكين في تاريخ التراث العربي، وعمر رضا كحالة في معجم المؤلفين، وعبد الرحمن الفريوائي في تحقيقه لكتاب الزهد ونسخة وكيع عن الأعمش، وقيل توفي في سنة 198هـ، وهو قول محمد بن المثنى العنزي، وقول ابن أبي يعلى في الطبقات، وقول ابن منظور في مختصر تاريخ دمشق، وقيل توفي في سنة 199هـ وهو قول ابن المديني، وقول المجير العليمي، جمع أحمد بن حنبل بين قولي بوفاة وكيع في سنة 196هـ وفي سنة 197هـ فقال: «مات وكيع سنة سبع وتسعين ومائة في أولها أو في آخر ذي الحجة سنة ست»، وقال ابنه عبد الله: «أبي شك»، ورجَّحه ابن حجر العسقلاني في التقريب، والكتاني في الرسالة المستطرفة، ومحمد أحمد السيد القرشي في أطروحته، وحدَّد أبو هشام الرفاعي أن وفاة وكيع كان في يوم عاشوراء من سنة 197هـ/24 سبتمبر (أيلول) 812م ودُفن بفيد، ووافقه ابن أبي يعلى، ووافقه المجير العليمي في يوم الوفاة إلا السنة ووافقه في مكان الدفن، رأى مسلم بن عفان وكيعًا في المنام فقال له: «ما صنع الله بك؟»، قال وكيع: «أدخلني الجنة»، قال مسلم: «بأي شيء؟»، قال وكيع: «بالعلم».

## مكانته العلمية

### في الحديث

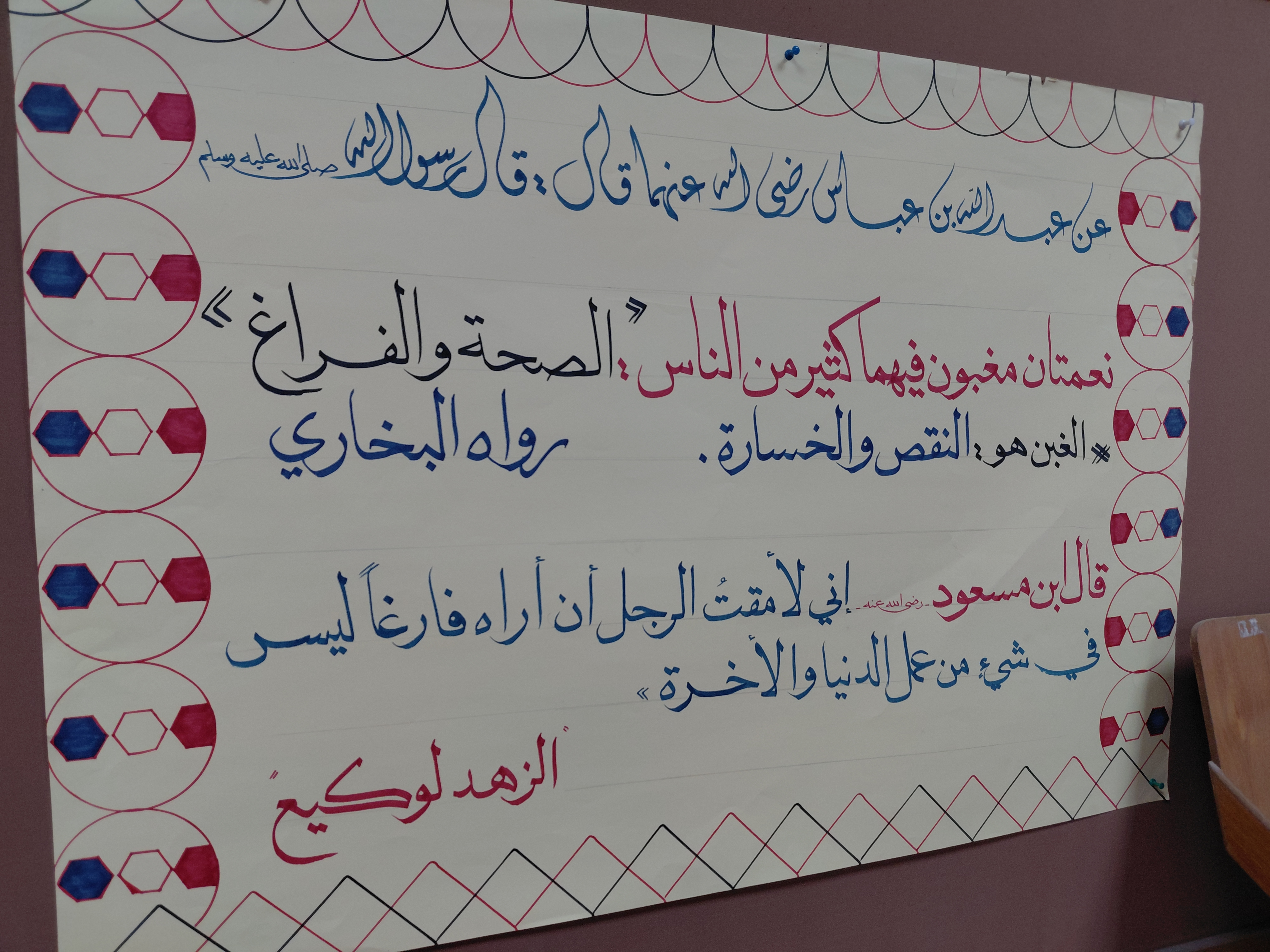
اقتباس من صحيح البخاري وكتاب الزهد لوكيع في أحد مساجد الكويت (1447هـ/2025م).

كان لوكيع إلمام في مختلف العلوم الشرعية وأثبت العلماء الإمامة له في كثير من جوانبها، ومن أبرز هذه العلوم علم الحديث فكان إمامًا فيها وعالمًا بروايتها ونقدها، وبرع فيها واشتُهر بها فكانت له أقواله وآراءه في علومه، وكان من كبار الطبقة التاسعة، ومن أتباع التابعين، وذكر الشمس الذهبي في كتابه "المعين في طبقات المحدثين" وكيع ضمن طبقات أتباع التابعين، وسار على مناهج في تلقِّي علم الحديث ومنها السماع فإنه لا يأخذ الأحاديث عرضًا وقال: «ما أخذت حديثًا قط عرضًا»، وقال: «ما كتبت عن الثوري حديثًا قط، كنت أحفظ، إذا رجعت إلى المنزل كتبته»، وكان يُكثر من المذاكرة مع أقرانه ومُفرطًا بها ومحبًا لها وقال علي بن المديني: «ستةٌ كادت تذهب عقولهم عند المذاكرة: يحيى وعبد الرحمن ووكيع وابن عيينة وأبو داود وعبد الرزاق»، وحدَّث وكيع وهو بعمر ثلاث وثلاثين سنة، وإذا شك في حديث تثبَّت من بعض تلاميذه فقال أحمد بن حنبل: «ما رأيت وكيعًا قط شك في حديث إلا يومًا واحدًا، فقال: أين بن أبي شيبة؟ كأنه أراد أن يسأله أو يستثبته»، وكان وكيع يُكثر من سرد الأحاديث فإنه مرةً حدَّث بسبعمائة حديث في اليوم الواحد، وكان يروي الأحاديث بحفظه وقد رُزق بذاكرة قوية حتى اعترف معاصروه بقوة حفظه فقال إسحاق بن راهويه: «إن حفظ وكيع كان طبيعيًا، وحفظنا تكلف»، ولكثرة مروياته فإن الإسناد يدور عليه وقال ابن المديني: «نظرت فإذا الإسناد يدور على ستة ثم صار علم الستة إلى اثني عشر، ثم انتهى علم الاثني عشر إلى ستة، يحيى بن سعيد وعبد الرحمن بن مهدي ويحيى بن زكريا بن أبي زائدة ووكيع بن الجراح وعبد الله بن المبارك ويحيى بن آدم»، وقد ينفرد ببعض الأسانيد وقال يحيى بن معين: «وكيع يسند حديثًا عن هشام بن عروة عن أبيه عن عائشة لا يسنده أحد غيره»، وبلغت مروياته في الكتب الستة 1259 رواية، وكان وكيع يُبين غريب الحديث وقد روى حديثًا بسنده عن عمر بن الخطاب: «أن النبي ﷺ كان يتعوذ من الجبن والبخل وأرذل العُمُر وعذاب القبر وفتنة الصدر» ثم قال وكيع: «يعني الرجل يموت على فتنة، لا يستغفر الله منها»، وكان يروي الحديث بالمعنى وقال ابن رجب الحنبلي: «وحكى الإمام أحمد عن وكيع أنه كان يحدث على المعنى»، وكان يتوسع في معنى الحديث فإنه قال: «إن لم يكن المعنى واسعًا، فقد هلك الناس»، ولا يرى رواية الحديث بالوجادة ويرى بكراهيتها قائلًا: «لا تنظر في كتابٍ لم تسمعه، لا يأمن أن يعلق قلبه منه»، ويرى رواية الحديث بالإعلام ويُجيز سماع الرجل عن فلان من كتبه حتى لو لم يأذن له، فإنه قال: «لو أن رجلًا دفع إلى رجل كتابًا فقال له: قد حدَّثتك بما فيه، كان قد حدَّثه»، ويرى بكراهية التدليس فإنه قال: «نحن لا نستحل التدليس في الثياب فكيف في الحديث؟»، ويُجيز الرواية من الكتاب الصحيح وإن لم يحفظ الراوي ما فيه، وروى عبد الرزاق الصنعاني عن وكيع أنه قال له: «أنت رجل عندك حديثٌ وحفظك ليس بذاك فإذا سُئلت عن حديث فلا تقل ليس هو عندي ولكن قل لا أحفظه».
وفي علم الجرح والتعديل فإنه كان قليل الكلام في الرجال وفي هذا قال الشمس الذهبي: «مع إمامته، كلامه نَزْرٌ جدًّا في الرجال»، وبالرغم من قلة أقواله إلا أن أقواله مُعتمدة ومُعتبرة عند أهل الجرح والتعديل فيذكرون آراءه وأقواله في كتبهم، وذُكرت أقواله في كتب أحمد بن حنبل ومحمد بن إسماعيل البخاري وابن أبي حاتم وابن حبان وأبو جعفر العقيلي وابن عدي وغيرهم، وعدَّ الشمس الذهبي وكيعًا من الذين يُعتمد على قولهم في الجرح والتعديل وجعله في الطبقة الثانية، وذكر الباحث محمد أحمد السيد القرشي في أطروحته أقوال وكيع في الرجال وأَكْثَر من قولها حتى بلغت أكثر من 100 لفظ، وكان وكيع يرى بكراهية السماع من الضعفاء فإنه قال: «ويلٌ للمحدث إذا استضعفه أصحاب الحديث»، وإذا استضعفه وكيع رجلًا فإنه لا يسميه وقال عبد الله بن أحمد لأبيه: «مسلم الأعور؟» فقال أحمد: «كان وكيع لا يسميه» فسأله عبد الله: «لم؟» فقال أحمد: «كان يضعفه»، وكان وكيع يحفظ أسماء الرجال وأنسابهم وكناهم ومواليدهم ويميز في ذلك، وكان عالمًا بعلل الحديث ومن أقواله: «يزيد بن أبي زياد، عن إبراهيم، عن علقمة، عن عبد الله، - يعني حديث الرايات - ليس بشيء»، وكان يُقدِّم أسانيد أهل بلده على الأسانيد الأخرى وقيل له: «هشام بن عروة عن أبيه، عن عائشة، وأفلح بن حميد، عن القاسم، عن عائشة، وسفيان، عن منصور، عن إبراهيم، عن الأسود، عن عائشة، أيهم أحب إليك؟» فقال: «لا نَعْدِل بأهل بلدنا أحدًا، سفيان عن منصور عن إبراهيم عن الأسود عن عائشة أحبُّ إليَّ»، قال الباحث محمد أحمد السيد القرشي: «وهو الصواب؛ لأن وكيعًا أدرى بأهل بلده»، ويُقدِّم حديث الفقهاء على حديث الشيوخ وقال لأصحابه: «أيُّ الإسنادين أحبُّ إليكم؟ الأعمش، عن أبي وائل، عن عبد الله، أو: سفيان، عن منصور، عن إبراهيم، عن عبد الله؟» فقالوا: «الأعمش، فإنه أعلى»، فقال وكيع: «بل الثاني، فإنه فقيهٌ، عن فقيهٍ، عن فقيه، عن فقيه، والآخر شيخٌ، عن شيخٍ، وحديث يتداوله الفقهاء، خير من حديث يتداوله الشيوخ»، قال المحقق كامل الخراط - أحد محققي سير أعلام النبلاء -: «مُراد وكيع أن المُحدِّث الذي يجمع إلى الحفظ والضبط البصر بما في الحديث، والتفقه به، والاستنباط منه يكون حديثه أَضْبَطُ وأصحُّ من المحدث الذي يقتصر على الحفظ وسرد المرويات»، ويُقدِّم حديث الراوي الورع وقال: «لا أعلم في الحديث شيئًا أحسن إسنادًا من هذا: شعبة عن عمرو بن مرة عن مرة عن أبي موسى»، فقالوا له: «منصور عن إبراهيم، وأيوب عن ابن سيرين، ومالك عن نافع عن ابن عمر؟» فقال لهم: «لم تصنعوا شيئًا، منصور كان يأخذ العطاء، وشعبة لم يكن يرى السيف، وعمرو بن مرة كذاك، ومرة كذاك والإسناد هو: شعبة عن عمرو بن مرة عن مرة عن أبي موسى الأشعري».
بالرغم من حرص وكيع وشدَّة تحريه في رواية الأحاديث فإنه أخطأ في بعض الأحاديث وقال أحمد بن حنبل: «أخطأ وكيعٌ في خمس مائة حديث»، وأكثر أخطاءه كانت في أسماء الرواة وكناهم ونحوها، قال الباحث عبد الرحمن الفريوائي: «قد كان على علم أنه يخطئ أحيانًا، ومن لا يهم ويخطئ وخاصةً من لم يعتمد إلا على الحفظ فقط، والذاكرة قد تخون»، وقليلًا ما يقع وكيع في التصحيف وقال أحمد بن حنبل: «وكيع قليل التصحيف»، وهذا يرجع إلى ضعفه في اللغة العربية فقد قال الشمس الذهبي في تذكرة الحفاظ: «وكيع إمام في الحديث ولا يعرف العربية»، ما يسبب تلحينًا في روايته للحديث ولهذا قال ابن المديني: «كان وكيعٌ يَلْحَن ولو حدثت عنه بألفاظه لكانت عجبًا، كان يقول: حدثنا مسعر عن عيشة»، وفضَّل عددٌ من العلماء رواية ابن مهدي عن سفيان على رواية وكيع عن سفيان وهو قول ابن المديني وابن أبي بكر المقدسي وأحمد بن حنبل وابن عمار الموصلي وأبو حاتم الرازي وأبو داود السجستاني، بينما فضَّل عبد الرحمن بن الحكم ويحيى بن معين رواية وكيع عن سفيان على رواية ابن مهدي عن سفيان، وعدَّه بعض الصوفية المعاصرين من الذين فقدوا مكانتهم في نقد الحديث وشبهوه بالقصاصين وهي صفة قدحية في عُرف المحدثين.

### في الفقه
برز وكيع في الفقه الإسلامي وكان إمامًا فيها، وكان من كبار المحدثين الفقهاء ممن يُعتد قوله في الإجماع في عصر أتباع التابعين، وذكره النسائي في تسمية فقهاء الأمصار، ووصفه ابن حزم في جمهرة أنساب العرب بالفقيه، وقال إبراهيم بن شماس: «كان وكيع أفقه الناس»، وأثنى أحمد بن حنبل على حُسن فقهه فقال: «ما رأت عيني مثله قط، يحفظ الحديث جيدًا، ويذاكر بالفقه فيحسن، مع ورع واجتهاد، ولا يتكلم في أحد»، وبالرغم من مكانته في الفقه إلا أن أقواله وآرائه قليلة في الكتب.

### في التفسير
كان وكيع إمام في التفسير، وأخذ التفسير من كبار المفسرين ممن كانت لهم مرويات وكتب في التفسير، فأصبح من كبار المفسرين في عصره وله علم واسع في التفسير والقراءات، ومع سعة علمه إلا أنه لا يفسر القرآن إلا ما أُشكل، وله كتاب بالتفسير ونال مكانة عالية بين المفسرين، إلا أنه يُعد من الكتب المفقودة، واعتمد أسلوب التفسير بالمأثور فكان يورد بإسناده ما جاء في تفسير الآية عن النبي وما ورد عن أقوال الصحابة والتابعين، وكان يُحذِّر ممن رُمي بالكذب في التفسير مثل مقاتل بن سليمان فقال عنه وكيع: «كان كذَّابًا»، وسُئل عن تفسيره فقال: «لا تنظر فيه»، وتميز وكيع في التفسير بإيراده للقراءات وذكر ابن جرير الطبري في تفسير قوله تعالى: ﴿فَنَادَىٰهَا مِن تَحۡتِهَاۤ أَلَّا تَحۡزَنِی قَدۡ جَعَلَ رَبُّكِ تَحۡتَكِ سَرِيࣰّا ۝٢٤﴾: «حدثنا أبو هشام الرفاعي، قال: ثنا يحيى، قال: ثنا سفيان، عن الأعمش، عن إبراهيم، عن علقمة أنه قرأ: (فخاطبها من تحتها)» ثم قال: «وحدثنا الرفاعي، قال: ثنا وكيع عن أبيه عن الأعمش عن إبراهيم عن علقمة أنه قرأها كذلك»، وكان يورد أكثر من قول لأئمة التفسير ويذكر الاختلافات بينهم ففي قوله تعالى: ﴿وَٱلۡبُدۡنَ جَعَلۡنَـٰهَا لَكُم مِّن شَعَـٰۤئِرِ ٱللَّهِ لَكُمۡ فِيهَا خَيۡرࣱۖ﴾ قال ابن أبي شيبة: «حدثنا وكيع، عن أبيه، عن عبد الكريم، قال: اختلف عطاء والحكم، فقال عطاء: هي من الإبل والبقرة، وقال الحكم: هي من الإبل»، ويورد الأحكام الفقهية عند التفسير ففي قوله تعالى: ﴿فَطَلِّقُوهُنَّ لِعِدَّتِهِنَّ﴾ قال ابن أبي شيبة: «نا وكيع، عن حسن بن صالح، عن إبراهيم بن مهاجر، عن عبد الله قال: طلاق السُّنَّة في قُبُل الطُّهْر من غير جماع»، وقليلًا ما يورد عن الإسرائيليات فلم يُكثر بها بالرغم من انتشارها في بعض كتب التفسير، ويورد ألفاظ مترجمة للقرآن إلى اللغات الأخرى مثل السريانية والحبشية ففي قوله تعالى: ﴿قَدۡ جَعَلَ رَبُّكِ تَحۡتَكِ سَرِيࣰّا﴾ قال البخاري: «قال وكيع عن إسرائيل عن أبي إسحاق عن البراء: ﴿سريا﴾ نهر صغير بالسُّريانية»، وفي قوله تعالى: ﴿طه ۝١﴾ قال ابن أبي شيبة: «حدثنا وكيع، عن عمر بن أبي زائدة، عن عكرمة، قال: ﴿طه﴾ بالحبشية: يا رجل».

## أقوال العلماء فيه

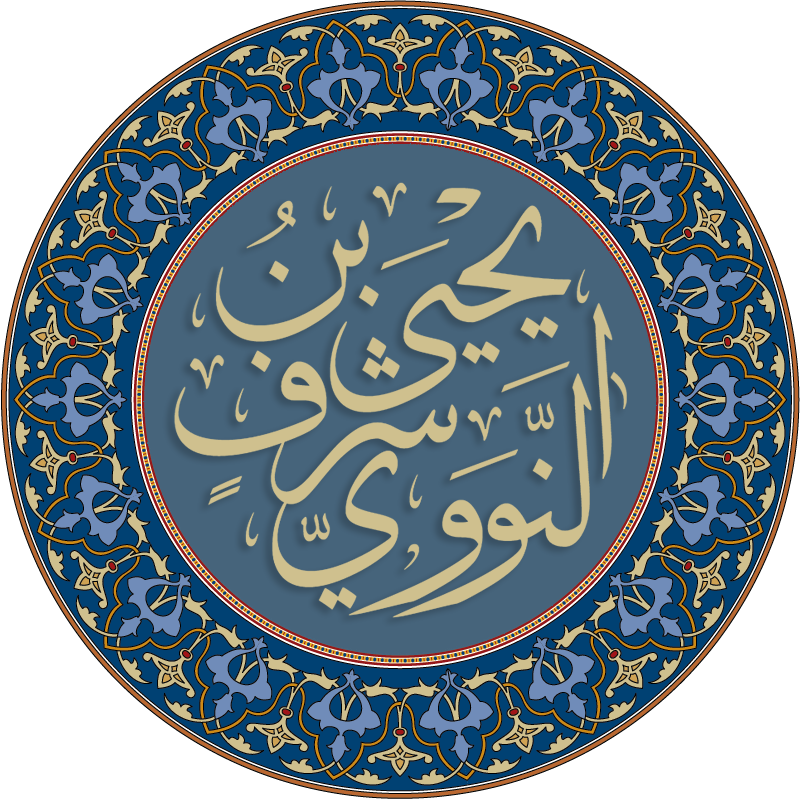
تخطيط اسم يحيى بن شرف النووي بخط الثلث.

اتفق العلماء على إمامته وعلمه وفضله، وذكر الخطيب البغدادي وكيعًا ضمن المُحدِّثين المشهورين بالعدالة والثقة والأمانة بحيث لا يحتاجون إلى تزكية، وكان أحمد بن حنبل كثير الامتداح لوكيع وقال الشمس الذهبي: «كان أحمد يُعظم وكيعًا، ويُفخِّمه»، ونتيجة مكانة وكيع العلمية مع حفظه وورعه فإن العلماء في عصره وممن جاء بعدهم أثنوا عليه، ومن الذين أثنوا عليه:
- قال سفيان الثوري (ت 161هـ) لوكيع: «لئن بقيت ليكثرن اختلاف أقدام الرجال إلى بني رؤاس».[388]
- قيل لحماد بن زيد (ت 179هـ) في وكيع: «هذا راوية سفيان»، فقال حماد: «هذا لو قلت أرجح من سفيان».[389]
- وصف عبد الله بن المبارك (ت 181هـ) وكيعًا بـ: «رجل العراقين».[390]
- قال يحيى بن يمان (ت 189هـ): «إن لهذا الحديث رجالًا خلقهم الله  منذ يوم خلق السموات والأرض، وإن وكيعًا منهم».[279]
- قيل لبشر بن السري (ت 195هـ): «كيف رأيت وكيعًا؟» فقال: «ما رأيت أحفظ منه».[391]
- قال سفيان بن عيينة (ت 198هـ) لوكيع: «إني لآنس بك وأنت بالكوفة».[392]
- قال عبد الرحمن بن مهدي (ت 198هـ): «وكيع شيخنا وكبيرنا، ومن حملنا عنه العلم».[393]
- قال عبد الرزاق الصنعاني (ت 211هـ): «رأيت الثوري، وابن عُيَيْنَة، ومعمرًا، ومالكًا، ورأيت ورأيت، فما رأت عيناي قط مثل وكيع».[394]
- قال أبو نعيم الفضل بن دكين (ت 219هـ): «لا نفلح ما بقي وكيع».[392]
- قال محمد بن سعد البغدادي (ت 230هـ): «كان ثقة مأمونًا عالمًا رفيعًا كثير الحديث حُجَّة».[309]
- قال يحيى بن معين (ت 233هـ): «والله ما رأيت أحدًا يُحدِّث لله  غير وكيع بن الجراح، وما رأيت رجلًا قط أحفظ من وكيع، ووكيع في زمانه كالأوزاعي في زمانه».[281]
- قال علي بن المديني (ت 234هـ): «وكيع من الثقات».[333]
- قال سهل بن عثمان العسكري (ت 235هـ): «ما رأيت أحفظ من وكيع».[391]
- قال أحمد بن حنبل (ت 241هـ): «ما رأيت أحدًا أوعى للعلم من وكيع بن الجراح ولا أشبه بأهل النسك منه»،[388] وقال: «ما رأت عيني مثله قط، يحفظ الحديث جيدًا، ويذاكر بالفقه فيحسن، مع ورع واجتهاد، ولا يتكلم في أحد»،[338] وقال: «كان وكيع بن الجراح إمام المسلمين في وقته»،[395] وقال: «الثبت عندنا بالعراق وكيع بن الجراح، ويحيى ابن سعيد، وعبد الرحمن بن مهدي».[392]
- قال أبو حفص الفلاس (ت 249هـ): «ثقة حافظ عابد».[396]
- قال أحمد بن عبد الله العجلي (ت 261هـ): «وكيع بن الجراح، أبو سفيان، كوفي ثقة، عابد صالح، أديب من حفاظ الحديث».[397]
- قال يعقوب بن شيبة (ت 262هـ): «كان خيِّرًا فاضلًا حافظًا».[398]
- قال ابن حبان (ت 354هـ): «كان حافظًا متقنًا».[399]
- عدَّه الدارقطني (ت 385هـ) من الرُّفَعاء الثِّقات.[400]
- قال أبو يعلى الخليلي (ت 446هـ): «ثقةٌ إمامٌ متفقٌ عليه…عارفٌ بالحديث، حافظٌ».[401]
- قال أبو سعد السمعاني (ت 562هـ): «إمام أهل الكوفة».[402]
- قال ابن القطان الفاسي (ت 628هـ): «أحد الأئمة في الحديث».[403]
- قال أبو شامة المقدسي (ت 665هـ): «أحد أركان الحديث».[404]
- قال النووي (ت 676هـ): «الإمام في الحديث وغيره»،[405] وقال: «أجمعوا على جلالته، ووفور علمه، وحفظه، وإتقانه، وورعه، وصلاحه، وعبادته، وتوثيقه، واعتماده».[406]
- وصفه الذهبي (ت 748هـ): «الإمام الحافظ الثبت محدث العراق…أحد الأئمة الأعلام»،[407] وقال: «كان من بحور العلم، وأئمة الحفظ».[272]
- قال علاء الدين مغلطاي (ت 762هـ): «أحد الأئمة في الحديث».[408]
- قال ابن رجب الحنبلي (ت 795هـ): «أحد الأئمة الأعلام».[409]
- قال ابن حجر العسقلاني (ت 852هـ): «ثقة حافظ عابد».[323]
- قال الداودي (ت 945هـ): «الإمام الحافظ، الثبت، محدث العراق».[192]
- قال ابن العماد الحنبلي (ت 1089هـ): «محدث العراق، ثقة، متقن، ورع».[410]
- قال شمس الدين ابن الغزي (ت 1167هـ): «الإمام العلم الحافظ…مُحدِّث العراق».[411]
- قال مرتضى الزبيدي (ت 1205هـ): «من كبار الزهاد وأصحاب الحديث».[412]
- قال الزركلي (ت 1396هـ): «حافظ للحديث، ثبت، كان محدث العراق في عصره».[198]
- قال صالح الفوزان: «ثقة إمام صاحب تصانيف».[413]

## الملاحظات
1. ↑  لم يُذكر الشافعي ضمن تلاميذ وكيع في تهذيب الكمال ولا في تهذيب التهذيب، لكن ذكره الباحث محمد أحمد السيد القرشي ضمن تلاميذه مستشهدًا بالأبيات المنسوبة للشافعي:[113]
شَكَوْتُ إِلَى وَكِيعٍ سُوءَ حِفْظيفَأرْشَدَنِي إِلَى تَرْكِ المَعَاصِيوَأخْبَرَنِي بِأَنَّ العِلْمَ نُورٌوَنُورُ اللهِ لا يُهْدَى لِعَاصِي
2. ↑  كتب الأطراف: هي الكتب التي يقتصر مؤلفوها على ذكر طرف الحديث الدال عليه، ثم ذكر أسانيده في المراجع التي ترويه بإسنادها، وبعضهم يذكر الإسناد كاملًا، وبعضهم يقتصر على جزء من الإسناد، لكنها لا تذكر متن الحديث كاملًا، كما أنها لا تلتزم أن يكون الطرف المذكور من نص الحديث حرفيًا.[وب 2]
3. ↑  لم يُذكر هذا الكتاب في الاستشهادات المُشارة إليها.
4. ↑  (بالفرنسية: Mathieu Tillier)
5. ↑  (بالفرنسية: Naïm Vanthieghem)
6. ↑  لعل المقصود كثرة حجاته وليس العدد ذاته لأن وكيع لم يعش إلا تسعًا وستين سنة.[275]
7. ↑  حُدِّد التاريخ الميلادي باستخدام محوِّل التاريخ في موقع التقويم الهجري الرسمي للمملكة العربية السُّعودية.

### فهرس المراجع
المنشورات
العربية
1. ↑  بوقس (2001)، ص. 4.
2. ↑  ضيف (1966)، ص. 11.
3. ↑  [أ] طقوش (1996)، ص. 173–174.
[ب] بوقس (2001)، ص. 8.
4. ↑  بوقس (2001)، ص. 5.
5. ↑  المسعودي (2005)، ج. 3، ص. 203.
6. ↑  طقوش (1996)، ص. 180–181.
7. ↑  طقوش (2009)، ص. 29.
8. ↑  إلهامي (2013)، ص. 223–224.
9. ↑  [أ] وكيع (1984)، ج. 1، ص. 17.
[ب] طقوش (1996)، ص. 181–182.
[جـ] إلهامي (2013)، ص. 225.
10. ↑  بوقس (2001)، ص. 9.
11. ↑  طقوش (2009)، ص. 33.
12. ↑  وكيع (1984)، ج. 1، ص. 17.
13. 1 2  وكيع (1984)، ج. 1، ص. 18.
14. ↑  القرشي (1998)، ج. 1، ص. 4.
15. ↑  بوقس (2001)، ص. 31.
16. ↑  بوقس (2001)، ص. 32.
17. 1 2  بوقس (2001)، ص. 33.
18. ↑  بوقس (2001)، ص. 33-34.
19. ↑  [أ] وكيع (1984)، ج. 1، ص. 19.
[ب] القرشي (1998)، ج. 1، ص. 5.
[جـ] بوقس (2001)، ص. 33-34.
20. ↑  الزبيدي (1967)، ص. 143-144.
21. ↑  بوقس (2001)، ص. 34.
22. ↑  [أ] ضيف (1966)، ص. 45.
[ب] بوقس (2001)، ص. 44.
23. ↑  القرشي (1998)، ج. 1، ص. 5-6.
24. ↑  القرشي (1998)، ج. 1، ص. 7.
25. ↑  [أ] القرشي (1998)، ج. 1، ص. 7-8.
[ب] بوقس (2001)، ص. 68.
26. ↑  القرشي (1998)، ج. 1، ص. 8.
27. ↑  بوقس (2001)، ص. 57-58.
28. ↑  بوقس (2001)، ص. 58.
29. ↑  بوقس (2001)، ص. 59.
30. ↑  بوقس (2001)، ص. 59-60.
31. ↑  بوقس (2001)، ص. 60-61.
32. ↑  ابن تغري (1963)، ج. 1، ص. 351.
33. ↑  بوقس (2001)، ص. 64.
34. ↑  الكبير (2015)، ج. 4، ص. 137.
35. ↑  وكيع (1984)، ج. 1، ص. 13.
36. ↑  [أ] البغدادي (1997)، ج. 7، ص. 260.
[ب] البغدادي (1997)، ج. 13، ص. 471.
37. ↑  ابن حبان (1973)، ج. 7، ص. 562.
38. 1 2  ابن الجوزي (1992)، ج. 10، ص. 42.
39. ↑  مسلم (1984)، ج. 1، ص. 389.
40. 1 2  الذهبي (1985)، ج. 9، ص. 141.
41. ↑  ابن حزم (2010)، ص. 287.
42. ↑  البغدادي (1997)، ج. 13، ص. 471-472.
43. 1 2  المزي (1980)، ج. 30، ص. 463.
44. 1 2  بوقس (2001)، ص. 72.
45. ↑  [أ] ابن حبان (1973)، ج. 7، ص. 562.
[ب] الذهبي (1985)، ج. 9، ص. 142.
[جـ] البغدادي (1997)، ج. 7، ص. 261.
46. ↑  العسقلاني (1986)، ص. 138.
47. ↑  [أ] ابن حبان (1973)، ج. 7، ص. 562.
[ب] الذهبي (1985)، ج. 9، ص. 142.
48. ↑  ابن معين (1979)، ج. 3، ص. 306.
49. ↑  بوقس (2001)، ص. 74.
50. ↑  وكيع (1984)، ج. 1، ص. 15.
51. ↑  القرشي (1998)، ج. 1، ص. 12.
52. ↑  ابن أبي حاتم (1952)، ج. 3، ص. 591.
53. ↑  العسقلاني (1986)، ص. 478.
54. ↑  ابن أبي حاتم (1952)، ج. 2، ص. 426.
55. ↑  الفسوي (1974)، ج. 1، ص. 184.
56. ↑  المزي (1980)، ج. 30، ص. 483.
57. ↑  الأزدي (1967)، ص. 76.
58. 1 2  البغدادي (1997)، ج. 13، ص. 472.
59. ↑  [أ] القرشي (1998)، ج. 1، ص. 16.
[ب] بوقس (2001)، ص. 76.
60. ↑  وكيع (1984)، ج. 1، ص. 14.
61. ↑  الدمشقي (1973)، ج. 1، ص. 303.
62. ↑  الربعي (1989)، ج. 1، ص. 303.
63. ↑  ابن أبي يعلى (1952)، ج. 1، ص. 392.
64. ↑  الذهبي (1998)، ج. 1، ص. 224.
65. ↑  الصفدي (2000)، ج. 27، ص. 261.
66. ↑  الداودي (1983)، ج. 2، ص. 358.
67. ↑  البغدادي (1997)، ج. 13، ص. 485.
68. ↑  [أ] وكيع (1984)، ج. 1، ص. 14.
[ب] الزركلي (2002)، ج. 8، ص. 117.
69. ↑  الزركلي (2002)، ج. 8، ص. 117.
70. ↑  البغدادي (1938)، ص. 54.
71. ↑  البغدادي (1997)، ج. 13، ص. 479.
72. ↑  البغدادي (1997)، ج. 13، ص. 474.
73. ↑  ابن عساكر (1995)، ج. 63، ص. 67.
74. ↑  [أ] الذهبي (1985)، ج. 9، ص. 145-146.
[ب] القرشي (1998)، ج. 1، ص. 37-38.
75. ↑  [أ] البغدادي (1983)، ج. 2، ص. 26.
[ب] بوقس (2001)، ص. 98.
76. ↑  ابن كثير (2013)، ص. 248.
77. ↑  البيهقي (2000)، ج. 2، ص. 272.
78. ↑  الشافعي (1985)، ص. 88.
79. ↑  وكيع (1984)، ج. 1، ص. 26.
80. ↑  [أ] البغدادي (1997)، ج. 13، ص. 472.
[ب] القرشي (1998)، ج. 1، ص. 41.
[جـ] بوقس (2001)، ص. 101.
81. ↑  البخاري (2019)، ج. 10، ص. 61.
82. ↑  [أ] البغدادي (1938)، ص. 69.
[ب] وكيع (1984)، ج. 1، ص. 26.
83. ↑  بحشل (1986)، ص. 78.
84. ↑  ابن خياط (1977)، ص. 457.
85. ↑  أحمد (2001ب)، ج. 2، ص. 416.
86. ↑  الفسوي (1974)، ج. 1، ص. 180.
87. ↑  المزي (1980)، ج. 30، ص. 480.
88. ↑  الذهبي (1985)، ج. 9، ص. 146.
89. ↑  وكيع (1984)، ج. 1، ص. 28.
90. ↑  الذهبي (1985)، ج. 9، ص. 145.
91. ↑  ابن عساكر (1995)، ج. 63، ص. 59.
92. ↑  الطبراني (1985)، ج. 1، ص. 212.
93. ↑  أبو داود (2009)، ج. 3، ص. 163.
94. ↑  بوقس (2001)، ص. 99.
95. ↑  البغدادي (1997)، ج. 13، ص. 483.
96. ↑  وكيع (1984)، ج. 1، ص. 29.
97. ↑  الفسوي (1974)، ج. 1، ص. 176.
98. ↑  القرشي (1998)، ج. 1، ص. 42.
99. ↑  وكيع (1984)، ج. 1، ص. 30.
100. ↑  [أ] القرشي (1998)، ج. 1، ص. 44.
[ب] بوقس (2001)، ص. 107.
101. ↑  أحمد (2001ب)، ج. 3، ص. 208.
102. ↑  الدمشقي (1973)، ص. 463.
103. ↑  [أ] المزي (1980)، ج. 30، ص. 463–467.
[ب] بوقس (2001)، ص. 107.
104. ↑  [أ] العسقلاني (1908)، ج. 11، ص. 123.
[ب] بوقس (2001)، ص. 107.
105. ↑  [أ] وكيع (1984)، ج. 1، ص. 30.
[ب] القرشي (1998)، ج. 1، ص. 45–47.
[جـ] بوقس (2001)، ص. 107–110.
[د] صالح (2020)، ص. 190.
106. ↑  [أ] ابن معين (1979)، ج. 4، ص. 4.
[ب] بوقس (2001)، ص. 111.
107. ↑  القرشي (1998)، ج. 1، ص. 48.
108. ↑  القرشي (1998)، ج. 1، ص. 50.
109. ↑  السمعاني (1962)، ج. 13، ص. 355.
110. ↑  [أ] المزي (1980)، ج. 30، ص. 467–470.
[ب] بوقس (2001)، ص. 112.
111. ↑  [أ] العسقلاني (1908)، ج. 11، ص. 124–125.
[ب] بوقس (2001)، ص. 112.
112. ↑  [أ] وكيع (1984)، ج. 1، ص. 33–35.
[ب] القرشي (1998)، ج. 1، ص. 50–54.
[جـ] بوقس (2001)، ص. 112–115.
[د] صالح (2020)، ص. 191.
113. ↑  القرشي (1998)، ج. 1، ص. 54.
114. ↑  الحربي (2001)، ج. 1، ص. 110.
115. ↑  بوقس (2001)، ص. 151.
116. ↑  القرشي (1998)، ج. 1، ص. 126.
117. ↑  عبد الله بن أحمد (1986)، ج. 1، ص. 158.
118. ↑  البيهقي (1993)، ج. 1، ص. 608.
119. ↑  البخاري (1978)، ص. 37.
120. ↑  بوقس (2001)، ص. 156.
121. ↑  عبد الله بن أحمد (1986)، ج. 2، ص. 527.
122. ↑  عبد الله بن أحمد (1986)، ج. 1، ص. 257.
123. ↑  بوقس (2001)، ص. 154.
124. ↑  عبد الله بن أحمد (1986)، ج. 1، ص. 267.
125. ↑  الترمذي (1975)، ج. 4، ص. 691.
126. ↑  بوقس (2001)، ص. 155.
127. ↑  الآجري (1999)، ج. 2، ص. 684.
128. ↑  الآجري (1999)، ج. 2، ص. 609.
129. ↑  بوقس (2001)، ص. 157.
130. ↑  البخاري (1978)، ص. 33.
131. ↑  عبد الله بن أحمد (1986)، ج. 1، ص. 115.
132. ↑  الدارمي (1995)، ص. 213.
133. ↑  البخاري (1978)، ص. 39.
134. ↑  ابن القيم (2019ب)، ج. 3، ص. 184.
135. ↑  القرشي (1998)، ج. 1، ص. 130.
136. ↑  الذهبي (1985)، ج. ً9، ص. 154.
137. ↑  [أ] القرشي (1998)، ج. 1، ص. 130–131.
[ب] بوقس (2001)، ص. 159–160.
138. ↑  البيهقي (1993)، ج. 1، ص. 605.
139. ↑  بوقس (2001)، ص. 160.
140. ↑  الذهبي (1963)، ج. 4، ص. 336.
141. ↑  ابن قتيبة (1992)، ص. 624.
142. ↑  بوقس (2001)، ص. 161.
143. ↑  ابن معين (1979)، ج. 3، ص. 437.
144. ↑  الذهبي (1985)، ج. 9، ص. 154.
145. ↑  [أ] القرشي (1998)، ج. 1، ص. 131.
[ب] بوقس (2001)، ص. 161.
146. ↑  ابن كثير (2013)، ص. 280.
147. ↑  وكيع (1984)، ج. 1، ص. 106.
148. ↑  البغدادي (1997)، ج. 13، ص. 475.
149. 1 2  وكيع (1984)، ج. 1، ص. 109.
150. ↑  القرشي (1993)، ج. 3، ص. 576.
151. ↑  الكفوي (2017)، ج. 1، ص. 422.
152. ↑  القاري (2009)، ج. 2، ص. 677.
153. ↑  المباركفوري (1990)، ج. 1، ص. 20.
154. ↑  ابن أبي يعلى (1952)، ج. 1، ص. 391.
155. ↑  ابن أبي يعلى (1931)، ص. 257.
156. ↑  العليمي (1992)، ج. 1، ص. 84.
157. ↑  العليمي (1997)، ج. 1، ص. 134.
158. ↑  ابن ضويان (1997)، ص. 56.
159. ↑  ابن عثيمين (2001)، ص. 368.
160. ↑  بكر أبو زيد (2001)، ص. 11.
161. ↑  ابن عساكر (1995)، ج. 7، ص. 122.
162. ↑  [أ] وكيع (1984)، ج. 1، ص. 109.
[ب] القرشي (1998)، ج. 1، ص. 133.
[جـ] بوقس (2001)، ص. 162.
163. ↑  [أ] القرشي (1998)، ج. 1، ص. 133.
[ب] بوقس (2001)، ص. 164.
164. ↑  وكيع (1984)، ج. 1، ص. 101–103.
165. ↑  ابن أبي داود (2006)، ص. 634.
166. ↑  وكيع (1984)، ج. 1، ص. 103.
167. ↑  الدمشقي (1973)، ص. 507.
168. ↑  البغدادي (1996)، ج. 2، ص. 162.
169. ↑  وكيع (1984)، ج. 1، ص. 108.
170. ↑  الجديع (2003)، ج. 1، ص. 237.
171. ↑  العسقلاني (1908)، ج. 1، ص. 278.
172. ↑  الذهبي (1985)، ج. 9، ص. 151.
173. ↑  الذهبي (1985)، ج. 9، ص. 143–144.
174. ↑  الحربي (2001)، ج. 1، ص. 110.
175. ↑  [أ] القرشي (1998)، ج. 1، ص. 55.
[ب] بوقس (2001)، ص. 116.
176. ↑  الرامهرمزي (1984)، ص. 611.
177. ↑  البغدادي (1997)، ج. 13، ص. 481.
178. ↑  ابن رجب (1987)، ج. 1، ص. 480.
179. ↑  البغدادي (1983)، ج. 2، ص. 187.
180. ↑  العسقلاني (1908)، ج. 11، ص. 209.
181. 1 2  وكيع (1984)، ج. 1، ص. 86.
182. ↑  ابن رجب (1987)، ج. 1، ص. 342.
183. ↑  وكيع (1984)، ج. 1، ص. 86–87.
184. 1 2  القرشي (1998)، ج. 1، ص. 56.
185. ↑  [أ] وكيع (1984)، ج. 1، ص. 87–90.
[ب] القرشي (1998)، ج. 1، ص. 57–60.
[جـ] بوقس (2001)، ص. 116–119.
186. ↑  المزي (1980)، ج. 30، ص. 436.
187. ↑  السمعاني (1975)، ج. 2، ص. 124.
188. ↑  السمعاني (1975)، ج. 2، ص. 353.
189. ↑  ابن تيمية (2004)، ج. 13، ص. 385.
190. ↑  [أ] ابن كثير (1998)، ج. 2، ص. 59.
[ب] ابن كثير (1998)، ج. 2، ص. 72.
[جـ] القرشي (1998)، ج. 1، ص. 57.
191. ↑  العسقلاني (1998)، ص. 113.
192. 1 2  الداودي (1983)، ج. 2، ص. 358.
193. ↑  السيوطي (2011)، ج. 1، ص. 11.
194. 1 2  خليفة (2021)، ج. 2، ص. 605.
195. 1 2 3 4  الباباني (1951)، ج. 2، ص. 500.
196. ↑  زاده (1985)، ج. 2، ص. 538.
197. 1 2 3 4  سزكين (1991)، ج. 1، ص. 180.
198. 1 2 3 4 5 6  الزركلي (2002)، ج. 8، ص. 117.
199. 1 2 3 4  كحالة (1961)، ج. 13، ص. 166.
200. ↑  بوقس (2001)، ص. خ.
201. ↑  ابن معين (1979)، ج. 3، ص. 484.
202. ↑  ابن معين (1979)، ج. 3، ص. 569.
203. 1 2  البغدادي (1997)، ج. 13، ص. 477.
204. ↑  [أ] العسقلاني (1994)، ج. 2، ص. 465.
[ب] العسقلاني (1998)، ص. 89.
205. 1 2  وكيع (1984)، ج. 1، ص. 163.
206. ↑  الألباني (2001)، ص. 577.
207. ↑  وكيع (1984)، ج. 1، ص. 10.
208. ↑  النديم (1929)، ص. 317.
209. ↑  السيوطي (2011)، ج. 3، ص. 446.
210. ↑  الذهبي (1985)، ج. 9، ص. 154.
211. ↑  السمعاني (1975)، ج. 2، ص. 181.
212. ↑  الصفدي (1998)، ج. 4، ص. 512.
213. ↑  ابن سعد (1990)، ج. 7، ص. 257.
214. ↑  ابن عطية (1983)، ص. 87.
215. ↑  ابن خير (2009)، ص. 166.
216. ↑  الذهبي (1998)، ج. 3، ص. 231.
217. ↑  السيوطي (1995)، ج. 1، ص. 116.
218. 1 2  الكتاني (2000)، ص. 40.
219. ↑  أحمد (2001أ)، ج. 5، ص. 22.
220. ↑  ابن عبد البر (1967)، ج. 1، ص. 175.
221. ↑  ابن القيم (2019أ)، ج. 4، ص. 371.
222. ↑  [أ] العسقلاني (1959)، ج. 9، ص. 156.
[ب] العسقلاني (1995)، ج. 1، ص. 546.
223. ↑  الشوكاني (2006)، ج. 12، ص. 116.
224. ↑  الذهبي (1985)، ج. 18، ص. 202–203.
225. ↑  العسقلاني (1998)، ص. 50.
226. ↑  السيوطي (2011)، ج. 1، ص. 121.
227. 1 2  وكيع (1984)، ج. 1، ص. 89.
228. ↑  العسقلاني (1998)، ص. 379.
229. ↑  العسقلاني (1994)، ج. 2، ص. 147.
230. 1 2  وكيع (1984)، ج. 1، ص. 90.
231. ↑  وكيع (1986)، ص. 5–8.
232. ↑  وكيع (2014)، ص. 7–9.
233. ↑  العسقلاني (2001)، ص. 512.
234. 1 2  القرشي (1998)، ج. 1، ص. 31.
235. ↑  ابن قتيبة (1992)، ص. 384.
236. 1 2  بوقس (2001)، ص. 88.
237. ↑  البغدادي (1997)، ج. 13، ص. 476.
238. ↑  الحربي (2001)، ج. 1، ص. 26.
239. ↑  [أ] القرشي (1998)، ج. 1، ص. 17.
[ب] الحربي (2001)، ج. 1، ص. 27.
240. 1 2  ابن أبي حاتم (1952)، ج. 1، ص. 223.
241. ↑  ابن أبي حاتم (1952)، ج. 1، ص. 232.
242. ↑  ابن أبي حاتم (1952)، ج. 1، ص. 221.
243. ↑  البغدادي (1997)، ج. 13، ص. 483.
244. ↑  ابن عساكر (1995)، ج. 63، ص. 84.
245. 1 2  الأصبهاني (1974)، ج. 8، ص. 369.
246. ↑  ابن منظور (1984)، ج. 26، ص. 297.
247. 1 2  البغدادي (1983)، ج. 1، ص. 355.
248. ↑  العسقلاني (1908)، ج. 2، ص. 68.
249. ↑  القرشي (1998)، ج. 1، ص. 21.
250. ↑  البغدادي (1983)، ج. 2، ص. 216.
251. ↑  البغدادي (1997)، ج. 13، ص. 474.
252. ↑  وكيع (1984)، ج. 1، ص. 70.
253. ↑  الخلال (1990)، ص. 61.
254. ↑  المروذي (1997)، ص. 181.
255. ↑  الخلال (1990)، ص. 68.
256. ↑  الخلال (1990)، ص. 72.
257. ↑  الخلال (1990)، ص. 29.
258. ↑  وكيع (1984)، ج. 1، ص. 47–48.
259. ↑  [أ] الذهبي (1985)، ج. 9، ص. 156.
[ب] الحربي (2001)، ج. 1، ص. 22.
260. ↑  القرشي (1998)، ج. 1، ص. 23.
261. ↑  ابن معين (1979)، ج. 3، ص. 437.
262. ↑  ابن منظور (1984)، ج. 26، ص. 298.
263. ↑  ابن أبي حاتم (1952)، ج. 1، ص. 222.
264. ↑  ابن حبان (1973)، ج. 8، ص. 15.
265. ↑  ابن الضريس (1987)، ص. 123.
266. ↑  ابن سعد (1990)، ج. 6، ص. 367.
267. ↑  القرشي (1998)، ج. 1، ص. 25.
268. ↑  القرشي (1998)، ج. 1، ص. 26.
269. 1 2  البغدادي (1997)، ج. 13، ص. 476.
270. ↑  البغدادي (1997)، ج. 13، ص. 475.
271. ↑  البغدادي (1997)، ج. 13، ص. 477.
272. 1 2 3  الذهبي (1985)، ج. 9، ص. 142.
273. 1 2  البغدادي (1997)، ج. 13، ص. 473.
274. ↑  البغدادي (1997)، ج. 13، ص. 475–476.
275. ↑  القرشي (1998)، ج. 1، ص. 27.
276. ↑  العليمي (1997)، ج. 1، ص. 136.
277. ↑  وكيع (2010)، ص. 73.
278. ↑  العليمي (1997)، ج. 1، ص. 98.
279. 1 2 3  ابن أبي حاتم (1952)، ج. 1، ص. 222.
280. ↑  الذهبي (1985)، ج. 8، ص. 438.
281. 1 2  البغدادي (1997)، ج. 13، ص. 478.
282. ↑  ابن أبي حاتم (1952)، ج. 1، ص. 223.
283. ↑  ابن معين (1979)، ج. 3، ص. 569.
284. ↑  القرشي (1998)، ج. 1، ص. 17.
285. ↑  الذهبي (1985)، ج. 9، ص. 151.
286. ↑  المزي (1980)، ج. 30، ص. 463.
287. ↑  الذهبي (1998)، ج. 1، ص. 225.
288. ↑  [أ] الصفدي (1988)، ص. 236.
[ب] الصفدي (2000)، ج. 27، ص. 261.
289. ↑  ابن تغري (1963)، ج. 2، ص. 153.
290. ↑  الذهبي (1985)، ج. 9، ص. 146.
291. ↑  وكيع (1984)، ج. 1، ص. 71.
292. ↑  الذهبي (1985)، ج. 9، ص. 156.
293. ↑  بوقس (2001)، ص. 91.
294. ↑  بوقس (2001)، ص. 90.
295. 1 2 3 4  الذهبي (1985)، ج. 9، ص. 160.
296. ↑  القرشي (1998)، ج. 1، ص. 33.
297. ↑  ابن عدي (1997)، ج. 7، ص. 48.
298. 1 2 3  الفسوي (1974)، ج. 1، ص. 176.
299. ↑  [أ] شراب (1991)، ص. 219.
[ب] الحموي (1977)، ج. 4، ص. 282.
[جـ] البغدادي (1997)، ج. 13، ص. 484.
300. ↑  الربعي (1986)، ص. 96.
301. ↑  الذهبي (1985)، ج. 9، ص. 166.
302. ↑  البغدادي (1997)، ج. 13، ص. 483.
303. ↑  ابن قتيبة (1992)، ج. 1، ص. 507.
304. ↑  الدمشقي (1973)، ج. 1، ص. 303.
305. ↑  السيوطي (1983)، ص. 133.
306. ↑  بوقس (2001)، ص. 92.
307. 1 2 3  الربعي (1989)، ج. 1، ص. 441.
308. ↑  [أ] ابن خياط (1977)، ص. 467.
[ب] ابن خياط (1993)، ص. 291.
309. 1 2  ابن سعد (1990)، ج. 6، ص. 365.
310. ↑  البخاري (2019)، ج. 10، ص. 61.
311. ↑  الأزدي (1967)، ص. 326.
312. ↑  الداودي (1983)، ج. 2، ص. 361.
313. ↑  [أ] الذهبي (1960)، ج. 1، ص. 324.
[ب] الذهبي (1998)، ج. 1، ص. 225.
314. ↑  ابن قنفذ (1983)، ص. 153.
315. ↑  سزكين (1991)، ج. 1، ص. 179.
316. ↑  [أ] وكيع (1984)، ج. 1، ص. 119.
[ب] وكيع (1986)، ص. 11.
317. ↑  المزي (1980)، ج. 30، ص. 484.
318. ↑  ابن أبي يعلى (1952)، ج. 1، ص. 392.
319. ↑  ابن منظور (1984)، ج. 26، ص. 302.
320. ↑  ابن المديني (1980)، ص. 40.
321. ↑  العليمي (1997)، ج. 1، ص. 135.
322. 1 2  أحمد (2001ب)، ج. 3، ص. 71.
323. 1 2 3  العسقلاني (1986)، ص. 581.
324. ↑  القرشي (1998)، ج. 1، ص. 34.
325. ↑  البغدادي (1997)، ج. 13، ص. 485.
326. ↑  ابن أبي يعلى (1952)، ج. 1، ص. 392.
327. ↑  العليمي (1997)، ج. 1، ص. 135.
328. ↑  العليمي (1997)، ج. 1، ص. 136.
329. 1 2 3  وكيع (1986)، ص. 10.
330. ↑  بوقس (2001)، ص. 122.
331. ↑  الواصل (2012)، ص. 113.
332. ↑  الذهبي (1984)، ص. 70.
333. 1 2  ابن أبي حاتم (1952)، ج. 1، ص. 230.
334. ↑  ابن معين (1979)، ج. 3، ص. 313.
335. ↑  البغدادي (1983)، ج. 2، ص. 274.
336. ↑  أحمد (2001ب)، ج. 1، ص. 152.
337. ↑  ابن رجب (1987)، ج. 1، ص. 471.
338. 1 2 3  البغدادي (1997)، ج. 13، ص. 479.
339. ↑  ابن أبي حاتم (1952)، ج. 1، ص. 252–253.
340. ↑  ابن معين (1979)، ج. 4، ص. 28.
341. ↑  شعر (2023)، ص. 12.
342. ↑  ابن ماجه (2009)، ج. 5، ص. 15.
343. ↑  ابن رجب (1987)، ج. 1، ص. 430.
344. ↑  ابن رجب (1987)، ج. 1، ص. 426.
345. ↑  البغدادي (1938)، ص. 352.
346. ↑  البغدادي (1938)، ص. 347.
347. ↑  البغدادي (1938)، ص. 356.
348. ↑  البغدادي (1938)، ص. 232.
349. 1 2 3  الذهبي (1985)، ج. 9، ص. 158.
350. ↑  وكيع (1984)، ج. 1، ص. 79.
351. ↑  القرشي (1998)، ج. 1، ص. 68.
352. ↑  [أ] القرشي (1998)، ج. 1، ص. 68–92.
[ب] بوقس (2001)، ص. 128.
353. ↑  البغدادي (1983)، ج. 1، ص. 140.
354. ↑  ابن أبي حاتم (1952)، ج. 1، ص. 227.
355. ↑  بوقس (2001)، ص. 136.
356. ↑  العقيلي (1984)، ج. 4، ص. 379.
357. ↑  البغدادي (1983)، ج. 2، ص. 299.
358. ↑  القرشي (1998)، ج. 1، ص. 115.
359. ↑  البغدادي (1938)، ص. 399.
360. ↑  الذهبي (1985)، ج. 9، ص. 154.
361. ↑  الحربي (2001)، ج. 1، ص. 154.
362. ↑  وكيع (1984)، ج. 1، ص. 114.
363. ↑  البغدادي (1997)، ج. 13، ص. 481.
364. ↑  الذهبي (1998)، ج. 3، ص. 157.
365. ↑  البغدادي (1938)، ص. 197.
366. ↑  شعر (2023)، ص. 13.
367. ↑  البغدادي (1996)، ج. 1، ص. 433.
368. ↑  النسائي (1950)، ص. 128.
369. ↑  ابن حزم (2010)، ص. 287.
370. ↑  الذهبي (1998)، ج. 1، ص. 224.
371. ↑  وكيع (1984)، ج. 1، ص. 100.
372. ↑  بوقس (2001)، ص. 120.
373. 1 2  الحربي (2001)، ج. 1، ص. 52.
374. ↑  بوقس (2001)، ص. ح–خ.
375. ↑  الحازمي (2012)، ص. 226.
376. ↑  ابن حبان (1976)، ج. 3، ص. 15.
377. ↑  ابن أبي حاتم (1952)، ج. 8، ص. 354.
378. ↑  الطبري (2001)، ج. 15، ص. 501–502.
379. ↑  ابن أبي شيبة (1989)، ج. 3، ص. 327.
380. ↑  ابن أبي شيبة (1989)، ج. 4، ص. 56.
381. ↑  الحازمي (2012)، ص. 229.
382. ↑  البخاري (1893)، ج. 4، ص. 165.
383. ↑  ابن أبي شيبة (1989)، ج. 6، ص. 121.
384. ↑  الحربي (2001)، ج. 1، ص. 101.
385. ↑  البغدادي (1938)، ص. 86.
386. ↑  الذهبي (1985)، ج. 9، ص. 144.
387. ↑  القرشي (1998)، ج. 1، ص. 119.
388. 1 2  ابن أبي حاتم (1952)، ج. 1، ص. 220.
389. ↑  المقدسي (2016)، ج. 9، ص. 179.
390. ↑  أبو داود (1983)، ص. 100.
391. 1 2  ابن أبي حاتم (1952)، ج. 1، ص. 221.
392. 1 2 3  ابن أبي حاتم (1952)، ج. 1، ص. 231.
393. ↑  البغدادي (1997)، ج. 13، ص. 482.
394. ↑  المزي (1980)، ج. 30، ص. 479–480.
395. ↑  المزي (1980)، ج. 30، ص. 473.
396. ↑  الفلاس (2020)، ص. 49.
397. ↑  العجلي (1985)، ج. 2، ص. 341.
398. ↑  العسقلاني (1908)، ج. 11، ص. 130.
399. ↑  ابن حبان (1973)، ج. 7، ص. 562.
400. ↑  الدارقطني (2004)، ج. 1، ص. 315.
401. ↑  الخليلي (1989)، ج. 2، ص. 570.
402. ↑  السمعاني (1962)، ج. 6، ص. 180.
403. ↑  الفاسي (1997)، ج. 5، ص. 631.
404. ↑  المقدسي (1999)، ص. 219.
405. ↑  النووي (1977)، ج. 2، ص. 143.
406. ↑  النووي (1977)، ج. 2، ص. 144.
407. ↑  الذهبي (1998)، ج. 1، ص. 224.
408. ↑  مغلطاي (2020)، ج. 4، ص. 488.
409. ↑  ابن رجب (1987)، ج. 1، ص. 470.
410. ↑  ابن العماد (1986)، ج. 2، ص. 459.
411. ↑  الغزي (1990)، ج. 4، ص. 367.
412. ↑  الزبيدي (2001)، ج. 22، ص. 369.
413. ↑  الفوزان (2001)، ص. 86.

الإنجليزية
1. ↑  Gülen (2015), p. 316.

الفرنسية
1. ↑  Tillier&Vanthieghem (2018), p. 2.
2. ↑  Tillier&Vanthieghem (2018), p. 3, 11.

مواقع الشابكة
العربية
1. ↑  إسلام ويب (15 مارس 2023). "الرحلة في طلب العلم". إسلام ويب. مؤرشف من الأصل في 2025-06-26. اطلع عليه بتاريخ 2025-06-26.
2. ↑  إسلام ويب (30 يونيو 2002). "كتب الأطراف". إسلام ويب. مؤرشف من الأصل في 2025-07-07. اطلع عليه بتاريخ 2025-07-07.
3. ↑  دار الكتب العلمية (19 يناير 2010). "كتاب الزهد لوكيع بن الجراح الرؤاسي ويليه (كتاب الزهد لأبي داود السجستاني)". دار الكتب العلمية. مؤرشف من الأصل في 2025-07-11. اطلع عليه بتاريخ 2025-07-11.
4. 1 2  شريف عبد العزيز الزهيري (23 شوال 1437هـ = 28 يوليو 2016م). "محنة الإمام وكيع بن الجراح". شبكة الألوكة. مؤرشف من الأصل في 27 يوليو 2025. اطلع عليه بتاريخ 27 يوليو 2025. {{استشهاد ويب}}: تحقق من التاريخ في: |تاريخ= (مساعدة)
5. ↑  شمس الدين الذهبي (16 مايو 2019). "ذكر من يعتمد قوله في الجرح والتعديل - الطبقة الثانية". طريق الإسلام. مؤرشف من الأصل في 2025-08-01. اطلع عليه بتاريخ 2025-08-01.

الإنجليزية
1. ↑  al-Nūn, Dhū (4 Jun 2015). "Ṣaḥīḥ Kitāb al-Zuhd by Wakīʿ bin al-Jarrāḥ: Chapters on Renunciation, Death, the Triviality of Laughter, and Crying". al-Ikhbār (بالإنجليزية). Archived from the original on 2017-06-24. Retrieved 2025-07-21.

### بيانات المراجع (مُرتَّبة حسب تاريخ النشر)
الكتب
العربية
- محمد بن إسماعيل البخاري (1893)، صحيح البخاري، القاهرة: الهيئة العامة لشؤون المطابع الأميرية، OCLC:4770570621، QID:Q115544772
- ابن حجر العسقلاني (1908)، تهذيب التهذيب، حيدر آباد: دائرة المعارف العثمانية، OCLC:878030290، QID:Q116971729
- النديم (1929)، الفهرست لابن النديم، القاهرة: المكتبة التجارية الكبرى، OCLC:49806010، QID:Q126910950{{استشهاد}}:  صيانة الاستشهاد: ref duplicates default (link)
- ابن أبي يعلى (1931)، طبقات الحنابلة، تحقيق: أحمد عبيد بن محمد حسن (ط. 1)، دمشق: المكتبة العربية، OCLC:65417922، QID:Q135214158{{استشهاد}}:  صيانة الاستشهاد: ref duplicates default (link)
- الخطيب البغدادي (1938)، كتاب الكفاية في علم الرواية، حيدر آباد: دائرة المعارف العثمانية، OCLC:18265743، OL:49851356M، QID:Q134973051
- أحمد بن شعيب النسائي (1950)، تسمية فقهاء الأمصار من أصحاب رسول الله صلى الله عليه وسلم ومن بعدهم، تحقيق: محمود إبراهيم زايد (ط. 1)، حلب: دار الوعي، QID:Q135658057
- إسماعيل باشا البغدادي (1951)، هدية العارفين أسماء المؤلفين وآثار المصنفين (ط. 1)، إسطنبول: وكالة المعارف، OCLC:13862696، QID:Q19491231
- ابن أبي حاتم (1952)، الجرح والتعديل (ط. 1)، بيروت، حيدر آباد: دائرة المعارف العثمانية، دار الكتب العلمية، OCLC:122789034، QID:Q119627962{{استشهاد}}:  صيانة الاستشهاد: ref duplicates default (link)
- ابن أبي يعلى (1952)، طبقات الحنابلة، تحقيق: محمد حامد الفقي، القاهرة: مطبعة السنة المحمدية، OCLC:784456356، QID:Q116983967{{استشهاد}}:  صيانة الاستشهاد: ref duplicates default (link)
- ابن حجر العسقلاني (1959)، فتح الباري بشرح صحيح البخاري، تحقيق: محب الدين الخطيب، بيروت: دار المعرفة للطباعة والنشر، OCLC:1103728639، QID:Q116945634
- شمس الدين الذهبي (1960)، العبر في خبر من غبر ويليه ذيول العبر، تحقيق: صلاح الدين المنجد، مدينة الكويت: دائرة المطبوعات والنشر (الكويت)، OCLC:1033869191، QID:Q126902356
- عمر رضا كحالة (1961)، معجم المؤلفين: تراجم مصنفي الكتب العربية (ط. 1)، دمشق: المكتبة العربية، مكتبة المثنى، دار إحياء التراث العربي، OCLC:4771170447، QID:Q113535201
- أبو سعد السمعاني (1962)، الأنساب، تحقيق: عبد الرحمن المعلمي، أبو بكر محمد الهاشمي، محمد ألطاف حسين، حيدر آباد: دائرة المعارف العثمانية، QID:Q117326767
- ابن تغري بردي (1963)، النُّجُوم الزَّاهرة في مُلُوك مصر والقاهرة، القاهرة: وزارة الثقافة المصرية، OCLC:4771215703، QID:Q116767481
- شمس الدين الذهبي (1963)، ميزان الاعتدال في نقد الرجال، تحقيق: علي محمد البجاوي، بيروت: دار المعرفة للطباعة والنشر، OCLC:1158683321، QID:Q121085702
- مرتضى الزبيدي (1965)، تاج العروس من جواهر القاموس، مدينة الكويت: المجلس الوطني للثقافة والفنون والآداب، OCLC:4771229441، QID:Q116052647
- شوقي ضيف (1966)، العصر العباسي الأول (ط. 8)، القاهرة: دار المعارف، OCLC:4770088226، QID:Q133820102
- أبو زكريا الأزدي (1967)، تاريخ الموصل، تحقيق: علي حبيبة، القاهرة: لجنة إحياء التراث الإسلامي، OCLC:20745459، QID:Q126478852
- ابن عبد البر (1967)، التمهيد لما في الموطأ من المعاني والأسانيد، تحقيق: محمد عبد الكبير البكري، مصطفى العلوي، الرباط: وزارة الأوقاف والشؤون الإسلامية المغربية، OCLC:863378844، OL:58191016M، QID:Q135278390{{استشهاد}}:  صيانة الاستشهاد: ref duplicates default (link)
- مرتضى الزبيدي (1967)، تاج العروس من جواهر القاموس، التراث العربي (16)، مراجعة: عبد الستار فراج، إبراهيم السامرائي. تحقيق: عبد الكريم العزباوي (ط. 1)، مدينة الكويت: المجلس الوطني للثقافة والفنون والآداب، ج. 3، QID:Q131914205
- ابن حبان (1973)، الثقات، حيدر آباد: دائرة المعارف العثمانية، OCLC:4770597653، QID:Q121009378{{استشهاد}}:  صيانة الاستشهاد: ref duplicates default (link)
- أبو زرعة الدمشقي (1973)، تاريخ أبي زرعة الدمشقي، تحقيق: شكر الله بن نعمة الله القوجاني، دمشق: مجمع اللغة العربية بدمشق، LCCN:81146915، OCLC:557822078، OL:19889432M، QID:Q134954477
- أبو نعيم الأصبهاني (1974)، حلية الأولياء وطبقات الأصفياء، مصر: مطبعة السعادة، OCLC:956974794، QID:Q120999035
- يعقوب الفسوي (1974)، كتاب المعرفة والتاريخ، تحقيق: أكرم ضياء العمري (ط. 1)، بغداد: مطبعة الإرشاد، LCCN:2021423156، OCLC:15060853، OL:18669881M، QID:Q134932858
- أبو سعد السمعاني (1975)، التحبير في المعجم الكبير، تحقيق: منيرة ناجي سالم (ط. 1)، بغداد: رئاسة ديوان الأوقاف، OCLC:10690598، OL:43678935M، QID:Q135263865
- أبو عيسى محمد الترمذي (1975)، سنن الترمذي، تحقيق: أحمد محمد شاكر، محمد فؤاد عبد الباقي، إبراهيم عطوة عوض، القاهرة: مطبعة مصطفى البابي الحلبي، OCLC:4770378521، QID:Q116878327
- ابن حبان (1976)، كتاب المجروحين من المحدثين والضعفاء والمتروكين، تحقيق: محمود إبراهيم زايد (ط. 1)، حلب: دار الوعي، LCCN:77962016، OCLC:18330449، OL:19805796M، QID:Q135651640{{استشهاد}}:  صيانة الاستشهاد: ref duplicates default (link)
- خليفة بن خياط (1977)، تاريخ خليفة بن خياط، تحقيق: أكرم ضياء العمري (ط. 2)، دمشق، بيروت: دار القلم، مؤسسة الرسالة، OCLC:1158744197، QID:Q114711300
- ياقوت الحموي (1977)، معجم البلدان (ط. 1)، بيروت: دار صادر، OCLC:1014032934، QID:Q114913343
- يحيى بن شرف النووي (قرابة 1977)، تهذيب الأسماء واللغات، بيروت: دار الكتب العلمية، OCLC:20240100، QID:Q116753641 {{استشهاد}}: تحقق من التاريخ في: |publication-date= (مساعدة)
- محمد بن إسماعيل البخاري (1978)، خلق أفعال العباد، تحقيق: عبد الرحمن عميرة (ط. 2)، الرياض: دار المعارف السعودية، OCLC:20043839، OL:52731915M، QID:Q135179670
- يحيى بن معين (1979)، يحيى بن معين وكتابه التاريخ: دراسة وترتيب وتحقيق، تحقيق: أحمد محمد نور سيف (ط. 1)، مكة المكرمة: جامعة الملك عبد العزيز، LCCN:80960370، OCLC:17054957، OL:4253026M، QID:Q134893654
- علي بن المديني (1980)، العلل، تحقيق: محمد مصطفى الأعظمي (ط. 2)، بيروت: المكتب الإسلامي، OCLC:235998250، QID:Q135658020
- جمال الدين المزي (1980)، تهذيب الكمال في أسماء الرجال، تحقيق: بشار عواد معروف (ط. 1)، بيروت: مؤسسة الرسالة، OCLC:235963978، QID:Q113613903
- أبو داود (1983)، سؤالات أبي عبيد الآجري أبا داود السجستاني في الجرح والتعديل، تحقيق: محمد علي قاسم العمري (ط. 1)، المدينة المنورة: عمادة البحث العلمي بالجامعة الإسلامية، QID:Q135658272{{استشهاد}}:  صيانة الاستشهاد: ref duplicates default (link)
- ابن عطية الأندلسي (1983)، فهرسة ابن عطية، تحقيق: محمد أبو الأجفان، محمد الزاهي (ط. 2)، بيروت: دار الغرب الإسلامي، OCLC:11220762، OL:43770683M، QID:Q135293423
- ابن قنفذ القسنطيني (1983)، الوفيات، تحقيق: عادل نويهض (ط. 4)، بيروت: دار الآفاق الجديدة، OCLC:22851497، QID:Q135657916
- الخطيب البغدادي (1983)، الجامع لأخلاق الراوي وآداب السامع، تحقيق: محمود الطحان، الرياض: مكتبة المعارف للنشر والتوزيع، OCLC:1353038039، OL:18854154M، QID:Q135028002
- شمس الدين الداودي (1983)، طبقات المفسرين (ط. 1)، بيروت: دار الكتب العلمية، OCLC:24396202، QID:Q121011102
- جلال الدين السيوطي (1983)، طبقات الحفاظ (ط. 1)، بيروت: دار الكتب العلمية، OCLC:745128458، QID:Q126902731
- ابن منظور (1984)، مختصر تاريخ دمشق لابن عساكر، تحقيق: روحية النحاس، رياض عبد الحميد مراد، محمد مطيع الحافظ (ط. 1)، دمشق: دار الفكر، LCCN:85963657، OCLC:15269054، OL:2706011M، QID:Q110238771{{استشهاد}}:  صيانة الاستشهاد: ref duplicates default (link)
- وكيع بن الجراح (1984)، كتاب الزهد، تحقيق: عبد الرحمن الفريوائي (ط. 1)، المدينة المنورة: مكتبة الدار، LCCN:88965678، OCLC:20262300، OL:2179461M، QID:Q134590966
- مسلم بن الحجاج (1984)، الكنى والأسماء، تحقيق: عبد الرحيم محمد أحمد القشقري (ط. 1)، المدينة المنورة: الجامعة الإسلامية بالمدينة المنورة، LCCN:89965919، OCLC:21939513، OL:23560338M، QID:Q134778585
- أبو جعفر العقيلي (1984)، كتاب الضعفاء الكبير، تحقيق: عبد المعطي قلعجي (ط. 1)، بيروت: دار الكتب العلمية، LCCN:85962304، OCLC:16683275، OL:52788497M، QID:Q135621535
- الرامهرمزي (1984)، المحدث الفاصل بين الراوي والواعي، تحقيق: محمد عجاج الخطيب (ط. 3)، بيروت: دار الفكر للطباعة والنشر والتوزيع، OCLC:708697427، QID:Q135230866{{استشهاد}}:  صيانة الاستشهاد: ref duplicates default (link)
- شمس الدين الذهبي (1984)، كتاب المعين في طبقات المحدثين، تحقيق: همام عبد الرحيم سعيد (ط. 1)، عَمَّان: دار الفرقان، LCCN:84239017، OCLC:13394760، OL:2986434M، QID:Q135524164
- الطبراني (1985)، الروض الداني إلى المعجم الصغير، تحقيق: محمد شكور محمود الحاج أمرير (ط. 1)، بيروت، عَمَّان: المكتب الإسلامي، دار عمار للنشر والتوزيع، OCLC:963029153، QID:Q135103917{{استشهاد}}:  صيانة الاستشهاد: ref duplicates default (link)
- العجلي (1985)، معرفة الثقات من رجال أهل العلم والحديث ومن الضعفاء وذكر مذاهبهم وأخبارهم، تحقيق: عبد العليم البستوي (ط. 1)، المدينة المنورة: مكتبة الدار، LCCN:86964200، OCLC:16981763، OL:2369446M، QID:Q135658323{{استشهاد}}:  صيانة الاستشهاد: ref duplicates default (link)
- محمد بن إدريس الشافعي (1985)، ديوان الشافعي، تحقيق: محمد عبد المنعم خفاجي (ط. 2)، القاهرة: مكتبة الكليات الأزهرية، OCLC:754734251، QID:Q135068031
- شمس الدين الذهبي (1985)، سير أعلام النبلاء، تحقيق: شعيب الأرنؤوط، مجموعة (ط. 1)، بيروت: مؤسسة الرسالة، OCLC:4770539064، QID:Q113078038
- طاشكبري زاده (1985)، مفتاح السعادة ومصباح السيادة في موضوعات العلوم (ط. 1)، بيروت: دار الكتب العلمية، OCLC:949514472، QID:Q135267559
- ابن العماد الحنبلي (1986)، شذرات الذهب في أخبار من ذهب، تحقيق: محمود الأرناؤوط، عبد القادر الأرناؤوط (ط. 1)، دمشق، بيروت: دار ابن كثير، OCLC:36855698، QID:Q113580573
- ابن حجر العسقلاني (1986)، تقريب التهذيب، تحقيق: محمد عوامة (ط. 1)، دمشق: دار الرشيد للطباعة والنشر والتوزيع، QID:Q116748765
- أبو سليمان الربعي (1986)، وصايا العلماء عند حضور الموت، مراجعة: عبد القادر الأرناؤوط. تحقيق: صلاح محمد الخيمي (ط. 1)، دمشق: دار ابن كثير، OCLC:31813354، QID:Q135657785
- أسلم بن سهل بن أسلم (1986)، تاريخ واسط، تحقيق: كوركيس عواد (ط. 1)، بيروت: عالم الكتب، OCLC:16727907، OL:52826039M، QID:Q135102222
- وكيع بن الجراح (1986)، نسخة وكيع عن الأعمش، تحقيق: عبد الرحمن الفريوائي (ط. 2)، الكويت: الدار السلفية، OCLC:963031386، QID:Q135298990
- عبد الله بن أحمد بن حنبل (1986)، كتاب السنة، تحقيق: محمد بن سعيد القحطاني (ط. 1)، الدمام: دار ابن القيم، OCLC:745137752، OL:18725491M، QID:Q135170037
- محمد بن أيوب الرازي (1987)، فضائل القرآن: وما أنزل من القرآن بمكة وما أنزل بالمدينة، تحقيق: غزوة بدير (ط. 1)، دمشق: دار الفكر، OCLC:26126475، OL:17212322M، QID:Q135451562
- ابن رجب الحنبلي (1987)، شرح علل الترمذي، تحقيق: همام عبد الرحيم سعيد (ط. 1)، الزرقاء: مكتبة المنار، LCCN:88964635، OCLC:19280186، OL:2178994M، QID:Q135231177
- صلاح الدين الصفدي (1988)، الشعور بالعور، تحقيق: عبد الرزاق حسين (ط. 1)، عَمَّان: دار عمار للنشر والتوزيع، LCCN:88964809، OCLC:23178926، OL:17152400M، QID:Q135458584
- أبو بكر بن أبي شيبة (1989)، الكتاب المصنف في الأحاديث والآثار، تحقيق: كمال يوسف الحوت (ط. 1)، بيروت، الرياض، المدينة المنورة: دار التاج، مكتبة الرشد، مكتبة العلوم والحكم، OCLC:4770484930، QID:Q124815435
- أبو سليمان الربعي (1989)، تاريخ مولد العلماء ووفياتهم، تحقيق: عبد الله بن أحمد بن سليمان الحمد (ط. 1)، الرياض: دار العاصمة، LCCN:90965948، OL:2022393M، QID:Q134955012
- أبو يعلى الخليلي (1989)، الإرشاد في معرفة علماء الحديث: من تجزئة السلفي، تحقيق: محمد سعيد عمر إدريس (ط. 1)، الرياض: مكتبة الرشد، LCCN:91965818، OCLC:25399006، OL:23561584M، QID:Q135686562
- محمد بن سعد البغدادي (1990)، الطبقات الكبرى، تحقيق: محمد عبد القادر عطا (ط. 1)، بيروت: دار الكتب العلمية، OCLC:949938103، QID:Q116749953
- عبد الرحمن المباركفوري (1990)، تحفة الأحوذي بشرح جامع الترمذي (ط. 1)، بيروت: دار الكتب العلمية، OCLC:49950810، QID:Q117836285
- أبو بكر الخلال (1990)، كتاب الأمر بالمعروف والنهي عن المنكر، تحقيق: مشهور بن حسن آل سلمان، هشام بن إسماعيل السقا (ط. 1)، بيروت، عَمَّان: المكتب الإسلامي، دار عمار للنشر والتوزيع، OCLC:1039903966، QID:Q135411905
- شمس الدين ابن الغزي (1990)، ديوان الإسلام، تحقيق: سيد كسروي حسن (ط. 1)، بيروت: دار الكتب العلمية، LCCN:91962714، OCLC:23933055، OL:23561226M، QID:Q135686792
- فؤاد سزكين (1991)، تاريخ التراث العربي (علوم القرآن والحديث - التدوين التاريخي - الفقه - العقائد)، ترجمة: محمود فهمي حجازي، مراجعة: عرفة مصطفى، سعيد عبد الرحيم (ط. 1)، الرياض: جامعة الإمام محمد بن سعود الإسلامية، QID:Q135270784
- محمد حسن شراب (1991)، المعالم الأثيرة في السنة والسيرة (ط. 1)، دمشق، بيروت: دار القلم، الدار الشامية للطباعة و النشر و التوزيع، OCLC:31174831، OL:58161216M، QID:Q135657717
- أبو الفرج بن الجوزي (1992)، المُنتظم في تاريخ المُلُوك والأُمم، مراجعة: نعيم زرزور. تحقيق: محمد عبد القادر عطا، مصطفى عبد القادر عطا (ط. 1)، بيروت: دار الكتب العلمية، OCLC:25457932، QID:Q114811014
- ابن قتيبة (1992)، المعارف، تحقيق: ثروت عكاشة (ط. 6)، القاهرة: دار الكتب والوثائق القومية، OCLC:929498770، QID:Q114755560{{استشهاد}}:  صيانة الاستشهاد: ref duplicates default (link)
- مجير الدين العليمي (1992)، الدر المنضد في ذكر أصحاب الإمام أحمد، تحقيق: عبد الرحمن العثيمين (ط. 1)، السعودية: مكتبة التوبة، LCCN:93966108، OCLC:30776641، OL:23563215M، QID:Q135214208
- خليفة بن خياط (1993)، طبقات خليفة بن خياط، تحقيق: سهيل زكار، بيروت: دار الفكر للطباعة والنشر والتوزيع، OCLC:32445370، OL:52959659M، QID:Q117338134
- أبو بكر البيهقي (1993)، الأسماء والصفات، مراجعة: مقبل بن هادي الوادعي. تحقيق: عبد الله بن محمد الحاشدي، جدة: مكتبة السوادي، QID:Q124619156
- عبد القادر القرشي (1993)، الجواهر المضية في طبقات الحنفية، تحقيق: عبد الفتاح محمد الحلو (ط. 2)، الجيزة: هجر للطباعة والنشر والتوزيع والإعلان، OCLC:4770057570، QID:Q126183965
- ابن حجر العسقلاني (1994)، المجمع المؤسس للمعجم المفهرس، تحقيق: يوسف المرعشلي (ط. 1)، بيروت: دار المعرفة للطباعة والنشر، OCLC:32520881، QID:Q118220660
- ابن حجر العسقلاني (1995)، الإصابة في تمييز الصحابة، تحقيق: علي محمد معوض، عادل أحمد عبد الموجود (ط. 1)، بيروت: دار الكتب العلمية، OCLC:4770581745، QID:Q116752596
- ابن عساكر (1995)، تاريخ مدينة دمشق، تحقيق: عمر بن غرامة العمروي، بيروت: دار الفكر للطباعة والنشر والتوزيع، OCLC:4770667638، QID:Q116753093{{استشهاد}}:  صيانة الاستشهاد: ref duplicates default (link)
- جلال الدين السيوطي (1995)، تدريب الراوي في شرح تقريب النواوي، تحقيق: نظر محمد الفاريابي (ط. 2)، الرياض: مكتبة الكوثر، OCLC:4771426043، QID:Q126127776
- عثمان بن سعيد الدارمي (1995)، الرد على الجهمية، تحقيق: بدر بن عبد الله البدر (ط. 2)، الكويت: دار ابن الأثير، OCLC:39828738، OL:21010036M، QID:Q135190793
- الخطيب البغدادي (1996)، كتاب الفقيه والمتفقه، تحقيق: عادل العزازي (ط. 1)، الرياض: دار ابن الجوزي، OCLC:36301755، OL:18266756M، QID:Q135216993
- محمد سهيل طقوش (1996). تاريخ الدولة الأُمويَّة (ط. 1). بيروت: دار النفائس للطباعة والنشر والتوزيع. ISBN:978-9953-18-397-8. OCLC:4770516932. OL:27125373M. QID:Q107157113.
- أبو أحمد بن عدي الجرجاني (1997)، الكامل في ضعفاء الرجال، تحقيق: عادل أحمد عبد الموجود، علي محمد معوض (ط. 1)، بيروت: دار الكتب العلمية، OCLC:37614403، QID:Q135657546
- ابن ضويان (1997)، رفع النقاب عن تراجم الأصحاب، تحقيق: عمر بن غرامة العمروي (ط. 1)، بيروت: دار الفكر للطباعة والنشر والتوزيع، LCCN:98963161، OCLC:39134120، OL:23568634M، QID:Q132438695{{استشهاد}}:  صيانة الاستشهاد: ref duplicates default (link)
- الخطيب البغدادي (1997). تاريخ بغداد وذيوله. تحقيق: مصطفى عبد القادر عطا. بيروت: دار الكتب العلمية. ISBN:978-2-7451-0466-3. OCLC:1114512386. OL:44959825M. QID:Q120763443.
- أبو بكر المروذي (1997)، كتاب الورع، تحقيق: سمير أمين الزهيري (ط. 1)، الرياض: دار الصميعي، OCLC:39620646، OL:52408900M، QID:Q135412649
- مجير الدين العليمي (1997)، المنهج الأحمد في تراجم أصحاب الإمام أحمد، تحقيق: عبد القادر الأرناؤوط، محمود الأرناؤوط، رياض عبد الحميد مراد، إبراهيم صالح، حسن إسماعيل مروة، ياسين محمود الخطيب (ط. 1)، بيروت: دار صادر، OCLC:37921116، OL:52488536M، QID:Q135214231
- ابن القطان الفاسي (1997)، بيان الوهم والإيهام في كتاب الأحكام، تحقيق: الحسين آيت سعيد (ط. 1)، الرياض: دار طيبة، LCCN:97966257، OCLC:37412647، OL:31443105M، QID:Q135691695
- ابن كثير الدمشقي (1998)، تفسير القرآن العظيم: تفسير ابن كثير، تحقيق: محمد حسين شمس الدين (ط. 1)، بيروت: دار الكتب العلمية، OCLC:914363003، QID:Q115701544
- ابن حجر العسقلاني (1998)، المعجم المفهرس أو تجريد أسانيد الكتب المشهورة والأجزاء المنثورة، تحقيق: محمد شكور محمود الحاج أمرير (ط. 1)، بيروت: مؤسسة الرسالة، LCCN:98963363، OCLC:39548002، OL:23568681M، QID:Q135264669
- صلاح الدين الصفدي (1998)، أعيان العصر وأعوان النصر، تحقيق: علي أبو زيد، نبيل أبو عمشة، محمد موعد، محمود سالم محمد (ط. 1)، دمشق: دار الفكر، OCLC:41382242، OL:20880832M، QID:Q124614600
- شمس الدين الذهبي (1998). تذكرة الحفاظ. تحقيق: زكريا عميرات (ط. 1). بيروت: دار الكتب العلمية. ISBN:978-2-7451-2217-9. OCLC:875751264. OL:22371791M. QID:Q113637996.
- الآجري (1999)، الشريعة، تحقيق: عبد الله بن عمر بن سليمان الدميجي، الرياض: دار الوطن للنشر، QID:Q125517125{{استشهاد}}:  صيانة الاستشهاد: ref duplicates default (link)
- أبو شامة المقدسي (1999)، شرح الحديث المقتفى في مبعث النبي المصطفى، تحقيق: جمال عزون (ط. 1)، الشارقة: مكتبة العمرين العلمية، OCLC:978043775، OL:19203516M، QID:Q135689251
- أبو بكر البيهقي (2000)، شعب الإيمان، تحقيق: محمد السعيد بن بسيوني زغلول (ط. 1)، بيروت: دار الكتب العلمية، LCCN:90962690، OCLC:428103333، OL:19165742M، QID:Q135055707
- محمد بن جعفر الكتاني (2000)، الرسالة المستطرفة لبيان مشهور كتب السنة المشرفة، تحقيق: محمد المنتصر الكتاني (ط. 6)، بيروت: دار البشائر الإسلامية، OCLC:452004899، QID:Q135284817
- صلاح الدين الصفدي (2000)، الْوافِي بالْوَفَيَات، تحقيق: أحمد الأرناؤوط، تركي فرحان المصطفى (ط. 1)، بيروت: دار إحياء التراث العربي، OCLC:713922056، QID:Q113528574
- صالح بن عبد العزيز آل عثيمين (2001)، تسهيل السابلة لمريد معرفة الحنابلة، تحقيق: بكر بن عبد الله أبو زيد (ط. 1)، بيروت: مؤسسة الرسالة، ج. 1، QID:Q132398508
- أحمد بن حنبل (2001)، مسند الإمام أحمد بن حنبل، تحقيق: شعيب الأرنؤوط (ط. 1)، بيروت: مؤسسة الرسالة، OCLC:38490947، QID:Q115484580
- أحمد بن حنبل (2001)، العلل ومعرفة الرجال، تحقيق: وصي الله محمد عباس (ط. 2)، الرياض: دار الخاني، OCLC:236017453، QID:Q135102213
- محمد ناصر الدين الألباني (2001). فهرس مخطوطات دار الكتب الظاهرية: المنتخب من مخطوطات الحديث. تحقيق: مشهور بن حسن آل سلمان (ط. 1). الرياض: مكتبة المعارف للنشر والتوزيع. ISBN:9960-858-47-2. LCCN:2001441781. OCLC:48978796. OL:13211078M. QID:Q135271115.
- محمد بن جرير الطبري (2001)، جامع البيان عن تأويل آي القرآن: تفسير الطبري، تحقيق: عبد الله بن عبد المحسن التركي (ط. 1)، القاهرة: هجر للطباعة والنشر والتوزيع والإعلان، OCLC:1103746918، QID:Q97221368
- ابن حجر العسقلاني (2001). هدي الساري مقدمة فتح الباري بشرح صحيح الإمام أبي عبد الله محمد بن إسماعيل البخاري. تحقيق: عبد القادر شيبة أحمد (ط. 1). الرياض: عبد القادر شيبة أحمد. ISBN:9960-20-819-2. OCLC:4771282720. QID:Q126908391.
- صالح الفوزان (2001). الملخص في شرح كتاب التوحيد (ط. 1). الرياض: دار العاصمة. ISBN:9960-837-43-2. LCCN:2002334467. OCLC:50569998. OL:22598681M. QID:Q135905576.
- بكر بن عبد الله أبو زيد (2001)، علماء الحنابلة: من الإمام أحمد المتوفي سنة 241 إلى وفيات عام 1420 (ط. 1)، الدمام: دار ابن الجوزي، LCCN:2002360820، OCLC:49298765، OL:18013967M، QID:Q131932005
- خير الدين الزركلي (2002)، الأعلام: قاموس تراجم لأشهر الرجال والنساء من العرب والمستعربين والمستشرقين (ط. 15)، بيروت: دار العلم للملايين، OCLC:1127653771، QID:Q113504685
- عبد الله بن يوسف الجديع (2003)، تحرير علوم الحديث (PDF) (ط. 1)، بيروت: مؤسسة الريان، OCLC:54997434، OL:54174631M، QID:Q135227427
- ابن تيمية (2004). مجموع الفتاوى. تحقيق: عبد الرحمن بن قاسم، محمد بن عبد الرحمن بن قاسم. المدينة المنورة: مجمع الملك فهد لطباعة المصحف الشريف. ISBN:978-9960-770-47-5. OCLC:1181443508. QID:Q115683684.{{استشهاد بكتاب}}:  صيانة الاستشهاد: ref duplicates default (link)
- الدارقطني (2004)، سنن الدارقطني، تحقيق: شعيب الأرنؤوط، حسن عبد المنعم شلبي، عبد اللطيف حرز الله، أحمد برهوم (ط. 1)، بيروت: مؤسسة الرسالة، OCLC:54614873، QID:Q135686136{{استشهاد}}:  صيانة الاستشهاد: ref duplicates default (link)
- المسعودي (2005). مُرُوج الذهب ومعادن الجوهر. مراجعة: كمال حسن مرعي (ط. 1). صيدا، بيروت: المكتبة العصرية. ISBN:9953-34-317-9. OCLC:4770827273. OL:57501172M. QID:Q116270317.{{استشهاد بكتاب}}:  صيانة الاستشهاد: ref duplicates default (link)
- أبو بكر بن أبي داود (2006)، كتاب المصاحف، تحقيق: سليم الهلالي (ط. 1)، الكويت: غراس، OCLC:123497136، QID:Q135216103
- محمد بن علي الشوكاني (نوفمبر 2006)، نيل الأوطار من أسرار منتقى الأخبار، تحقيق: محمد صبحي حلاق (ط. 1)، الدمام: دار ابن الجوزي، OCLC:4769991186، QID:Q124326482
- أبو داود (2009)، سنن أبي داود، تحقيق: شعيب الأرنؤوط، محمد كامل قره بللي (ط. 1)، دمشق: دار الرسالة العالمية، OCLC:500612923، QID:Q115743500{{استشهاد}}:  صيانة الاستشهاد: ref duplicates default (link)
- ابن ماجه (2009)، سنن ابن ماجه، تحقيق: شعيب الأرنؤوط، عادل مرشد، محمد كامل قره بللي، عبد اللطيف حرز الله (ط. 1)، دمشق: دار الرسالة العالمية، OCLC:315907093، OL:50138222M، QID:Q133824209{{استشهاد}}:  صيانة الاستشهاد: ref duplicates default (link)
- ابن خير الإشبيلي (2009)، فهرسة ابن خير الإشبيلي، تحقيق: بشار عواد معروف، محمود بشار عواد (ط. 1)، تونس: دار الغرب الإسلامي، OCLC:744549362، QID:Q135285745
- الملا علي القاري (2009)، الأثمار الجنية في أسماء الحنفية، تحقيق: عبد المحسن عبد الله أحمد (ط. 1)، بغداد: ديوان الوقف السني، LCCN:2010524384، OCLC:640873024، OL:25131160M، QID:Q135209390
- محمد سهيل طقوش (2009). تاريخ الدولة العبَّاسيَّة (ط. 7). بيروت: دار النفائس للطباعة والنشر والتوزيع. ISBN:978-9953-18-045-8. OCLC:915153412. QID:Q107182076.
- ابن حزم الأندلسي (2010)، جمهرة أنساب العرب، تحقيق: عبد السلام هارون (ط. 7)، القاهرة: دار المعارف، QID:Q114955882
- وكيع بن الجراح (2010). كتاب الزهد. تحقيق: أحمد فريد المزيدي (ط. 1). بيروت: دار الكتب العلمية. ISBN:978-2-7451-5698-3. OCLC:805603330. QID:Q135451006.
- جلال الدين السيوطي (2011)، تفسير الدر المنثور في التفسير بالمأثور، بيروت: دار الفكر للطباعة والنشر والتوزيع، QID:Q117742927
- ابن كثير الدمشقي (2013). اختصار علوم الحديث. تحقيق: ماهر ياسين الفحل (ط. 1). الرياض: دار الميمان. ISBN:978-9960-686-47-9. OCLC:1049363519. QID:Q135037841.
- محمد إلهامي (2013)، العباسيون الأقوياء: رحلة العباسيين منذ بداية الثورة وحتى نهاية عصرهم الذهبي، رحلة الخلافة العباسية (1) (ط. 1)، القاهرة: مؤسسة اقرأ، OCLC:908114750، QID:Q126202684
- وكيع بن الجراح (2014)، نسخة وكيع بن الجراح، تحقيق: فهد بن عبد الرحمن الحمودي (ط. 1)، بيروت: الشبكة العربية للأبحاث والنشر، LCCN:2014354789، OCLC:894636502، OL:31117943M، QID:Q135312178
- الحاكم الكبير (2015)، الأسامي والكنى، تحقيق: محمد بن علي الأزهري (ط. 1)، دار الفاروق للنشر والتوزيع، OCLC:941577134، QID:Q116752531
- عبد الغني المقدسي (2016)، الكمال في أسماء الرجال، تحقيق: شادي بن محمد بن سالم آل نعمان، مدينة الكويت: الهيئة العامة للعناية بطباعة ونشر القرآن الكريم والسنة النبوية وعلومها، غراس، QID:Q117338103
- محمود بن سليمان الكفوي (2017)، كتائب أعلام الأخيار من فقهاء مذهب النعمان المختار: يحتوي على 800 ترجمة لعلماء المذهب الحنفي وأئمته على مدى عشرة قرون، تحقيق: صفوت كوسا، مراد شمشك، حسن أوزار القونوي، حذيفة جكه، كوتش أوز ترك (ط. 1)، إسطنبول: مكتبة الإرشاد، LCCN:2018337936، OCLC:1045069767، QID:Q135207496
- ابن قيم الجوزية (2019)، زاد المعاد في هدي خير العباد، آثار الإمام ابن قيم الجوزية وما لحقها من أعمال (30)، مراجعة: سليمان بن عبد الله العمير، عبد الرحمن بن صالح السديس، أحمد بن فارس السلوم، عبد الرحمن بن حسن قائد. تحقيق: محمد أجمل الإصلاحي، محمد عزير شمس، نبيل بن نصار السندي، علي العمران، الرياض، بيروت: دار عطاءات العلم، دار ابن حزم، OCLC:1129591256، QID:Q115796791
- ابن قيم الجوزية (2019)، تهذيب سنن أبي داود وإيضاح علله ومشكلاته، آثار الإمام ابن قيم الجوزية وما لحقها من أعمال، مراجعة: عبد الرحمن بن صالح السديس، محمد أجمل الإصلاحي. تحقيق: علي العمران، نبيل بن نصار السندي (ط. 2)، الرياض، بيروت: دار عطاءات العلم، دار ابن حزم، OCLC:1141458179، QID:Q115796673
- محمد بن إسماعيل البخاري (2019). التاريخ الكبير. تحقيق: محمد بن صالح بن محمد الدباسي، محمود بن عبد الفتاح النحال (ط. 1). الرياض: الناشر المتميز. ISBN:978-603-02-8608-9. OCLC:1275431666. QID:Q116752829.
- عمرو بن علي الفلاس (2020)، كتاب التاريخ، تحقيق: محمد الطبراني (ط. 2)، الرياض: مركز الملك فيصل للبحوث والدراسات الإسلامية، OCLC:1511499708، QID:Q134701173
- مغلطاي بن قليج (2020)، منار الإسلام بترتيب كتاب الوهم والإيهام، إشراف: عواد الخلف. تحقيق: حمدة أحمد المهيري (ط. 1)، الإمارات العربية المتحدة: جامعة الشارقة، OCLC:1319727822، OL:43488294M، QID:Q135688958
- حاجي خليفة (2021). كشف الظنون عن أسامي الكتب والفنون. تحقيق: بشار عواد معروف، أكمل الدين إحسان أوغلي (ط. 1). لندن: مؤسسة الفرقان للتراث الإسلامي. ISBN:978-1-78814-528-2. LCCN:2022356946. OCLC:1295612051. OL:43757487M. QID:Q125917253.

الإنجليزية
- Fethullah Gülen (2015). Muhammad, the messenger of God: an analysis of the Prophet's life (بالإنجليزية). Clifton: Tughra Books. ISBN:1-932099-83-2. OCLC:939550788. QID:Q135207487.

الأطروحات
- محمد أحمد السيد القرشي (1998)، وكيع بن الجراح أقواله ومروياته في التفسير من أول سورة الفاتحة إلى نهاية سورة الكهف: جمعًا ودراسةً وتخريجًا، إشراف: وصي الله محمد عباس، مكة المكرمة: جامعة أم القرى، OCLC:9497751375، QID:Q134603433
- مها بنت سليم بن سليم الحربي (2001)، وكيع بن الجراح ومروياته في التفسير من أول سورة مريم إلى نهاية سورة التحريم: جمعًا ودراسةً وخريجًا، إشراف: عبد الرحيم بن يحيى الغامدي، مكة المكرمة: جامعة أم القرى، OCLC:4771442270، QID:Q135267311
- هيفاء بنت صالح بن طاهر بوقس (2001)، وكيع بن الجراح ومروياته في التفسير من أول سورة تبارك إلى آخر سورة الناس: جمعًا ودراسةً وتخريجًا، إشراف: عابدية بنت محمد سعيد عيد، مكة المكرمة: جامعة أم القرى، OCLC:9497716955، QID:Q134608496

المقالات المحكمة
العربية
- خالد بن يوسف الواصل (2012). "تفسير أتباع التابعين: أعلامه ومعالمه". مجلة معهد الإمام الشاطبي. السعودية: معهد الإمام الشاطبي ع. 13. QID:Q135522554.
- ماجد بن عبد الله خلیل الحازمي (أبريل 2012). "مرویات وکیع بن الجراح فی تفسیر سورة لقمان الواردة فی کتب التفسیر وتطبیقاتها التربویة" (PDF). مجلة كلية التربية بالزقازيق. الزقازيق: جامعة الزقازيق. ج. 27 ع. 75. DOI:10.21608/SEC.2012.144734. OCLC:8913463051. QID:Q135645475.
- عبد الستار إبراهيم صالح (سبتمبر 2020). "مرويات الإمام وكيع بن الجراح المعلة في علل ابن أبي حاتم: دراسة نقدية". مجلة العلوم الإسلامية. بغداد: جامعة بغداد. ج. 2 ع. 25. ISSN:2225-9732. OCLC:10583096474. QID:Q135045287.
- طالب حماد أبو شعر (2023). "المُفاضَلة بين عبد الرحمن بن مهدي ووكيع في الرواية عن سفيان الثوري: دراسة نظرية مقارنة". مجلة الجامعة الإسلامية للدراسات الإسلامية. الجامعة الإسلامية في غزة. ج. 31 ع. 1. DOI:10.33976/IUGJIS.31.1/2023/1. ISSN:2410-5201. OCLC:9727886743. QID:Q135550412.

الفرنسية
- Mathieu Tillier; Naïm Vanthieghem (2018). "Une œuvre inconnue de Wakīʿ b. al-Ǧarrāḥ (m. 197/812 ?) et sa transmission en Égypte au IIIe/IXe siècle" (PDF). HAL (بالفرنسية). ISSN:0570-5398. OCLC:9974003550. QID:Q135658384.

## وصلات خارجية
مُعرِّفات
- وكيع بن الجراح على موقع المكتبة المفتوحة (الإنجليزية)

مقالات
- صلاح نجيب الدق (28 جمادى الأولى 1437هـ / 8 مارس 2016م). "الإمام الحافظ وكيع بن الجراح". شبكة الألوكة. مؤرشف من الأصل في 23 مايو 2025. اطلع عليه بتاريخ 23 مايو 2025. {{استشهاد ويب}}: تحقق من التاريخ في: |تاريخ= (مساعدة)
- أحمد مراد (16 نوفمبر 2017). "وكيع بن الجراح.. شيخ الأئمة الكبار". جريدة الاتحاد الإماراتية. مؤرشف من الأصل في 2025-06-14. اطلع عليه بتاريخ 2025-06-14.

صوتيات
- التراجم: ترجمة الإمام: وكيع بن الجراح على يوتيوب